# Biserica de lemn din Dragomirești, Timiș

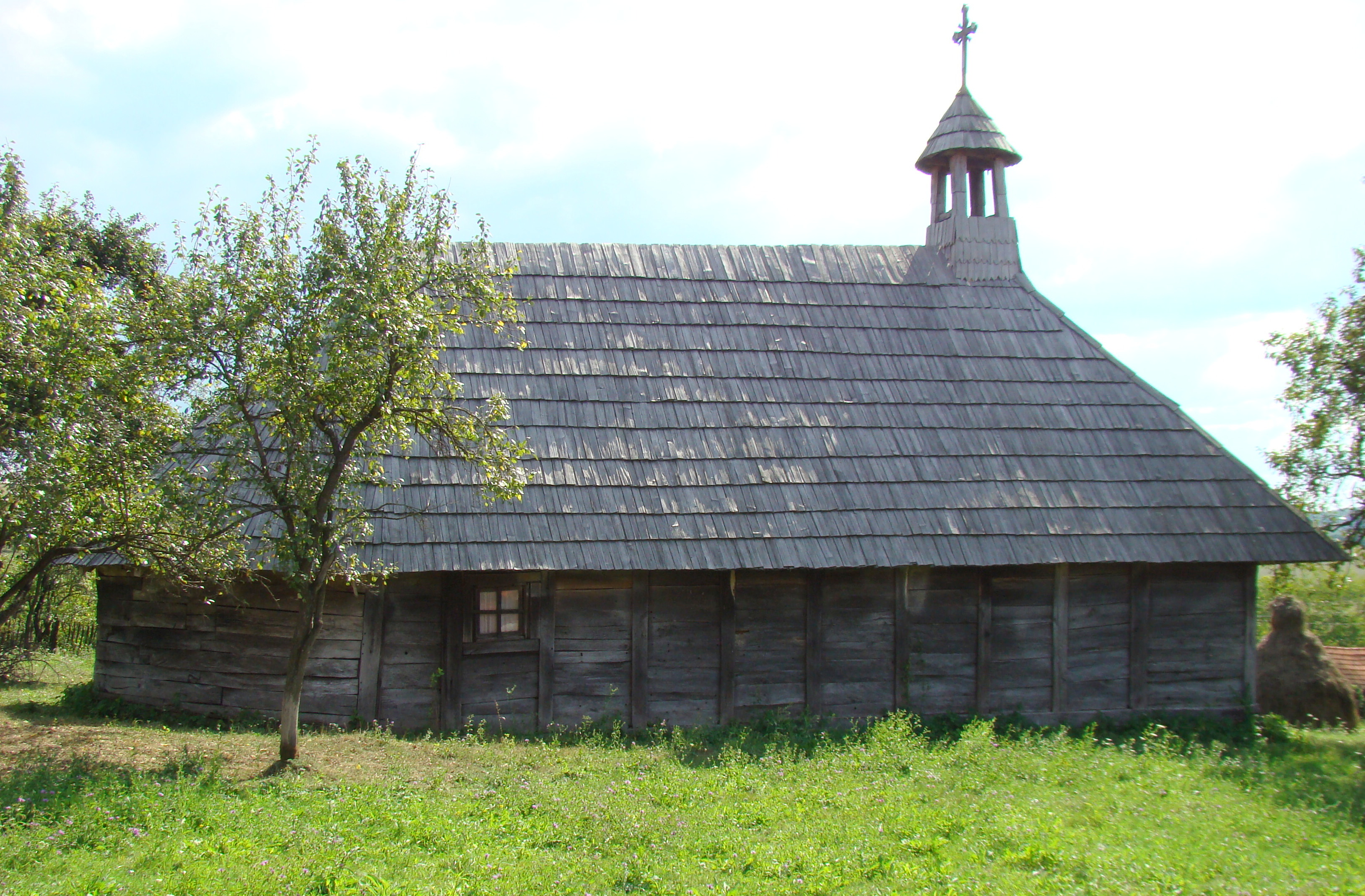
Biserica de lemn „Nașterea Domnului” din Dragomirești, comuna Știuca, județul Timiș, foto: septembrie 2009.

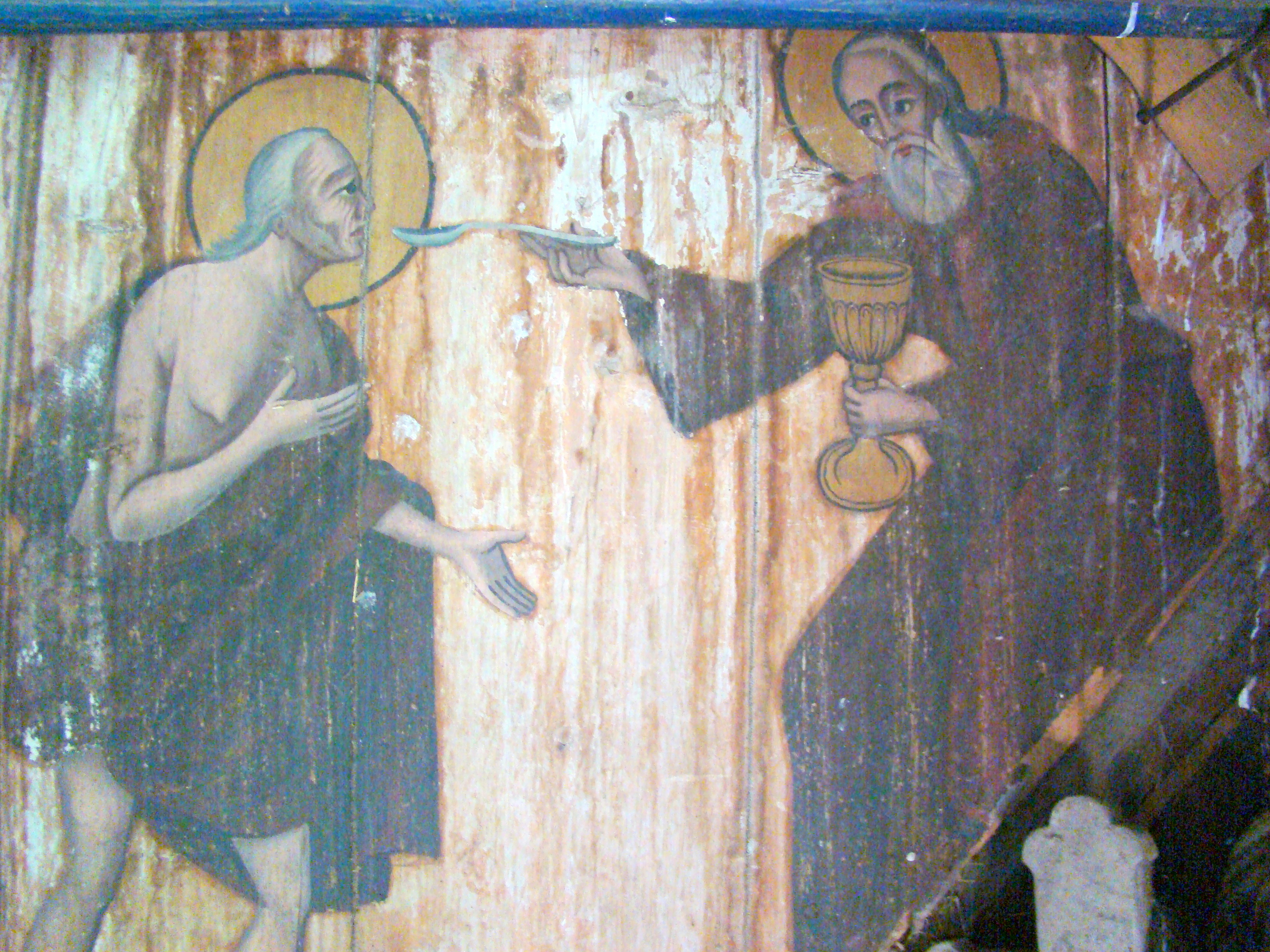

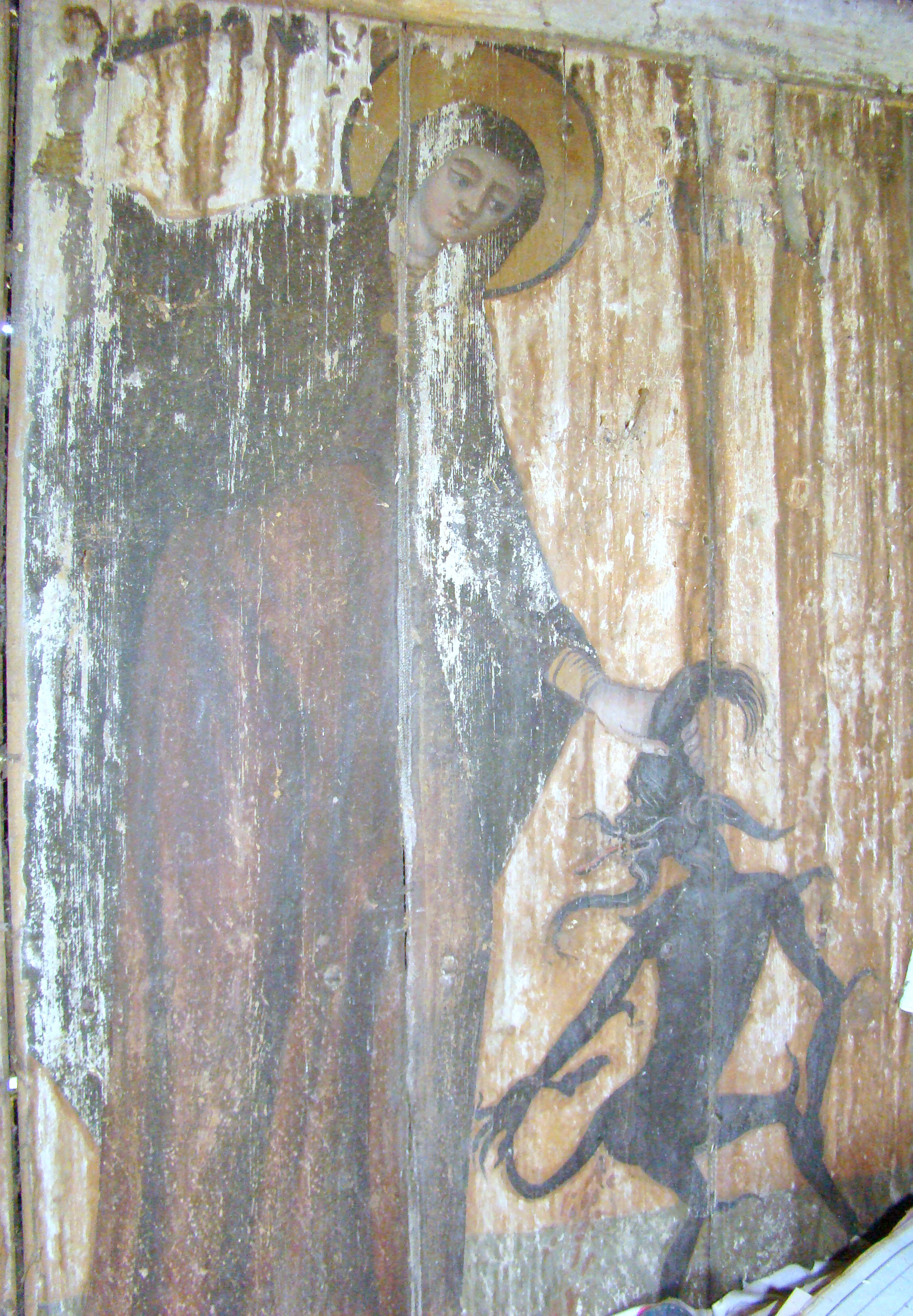

Biserica de lemn din Dragomirești, comuna Știuca, județul Timiș a fost construită în anul 1754. Are hramul „Nașterea Domnului” și se află pe noua listă a monumentelor istorice sub codul LMI  TM-II-m-A-06219.

## Istoric și trăsături
Satul Dragomirești este situat la 12 km sud de orașul Lugoj. Prima atestare documentară o avem de la 1439, când, împreună cu satul vecin Oloșag, fac parte din domeniul cetății Jdioara din districtul medieval al Lugojului. Conscripția din 1717 o amintește cu 30 de case. Potrivit tradiției locale, biserica de lemn cu hramul „Nașterea Domnului” a fost construită la 1754 în Zorlențul Mare, din actualul județ Caraș-Severin, de unde, la începutul secolului al XIX-lea, a fost vândută satului Dragomirești, unde se păstrează până în prezent, așezată pe o colină. Deși este construită în sistemul „în căței”, nu este lipită cu pământ la exterior, păstrând lemnul aparent. Planimetric se înscrie în tipul IV, având absida altarului semicirculară. Tinda tăvănită, nava acoperită cu o boltă semicilindrică, iar peste altar o semicalotă tot din scânduri. Deasupra pronaosului se înalță un turnuleț prismatic, prevăzut cu un mic acoperiș conic. Valoroasa pictură din interior a fost realizată în anul 1774 în manieră postbizantină sub influență barocă. Pe ușile împărătești apar numele donatorilor: Savu Zămbran și Groza Bărzav. Programul iconografic cuprinde: Pantocrator, Arhanghelii, Evangheliștii, Sfânta Treime, Patimile, Învierea. Iconostasul este de tradiție balcanică, desfășurat pe orizontală cu trei registre tematice. La absidă se observă două ferestre vechi, din care una păstrează încă zăbrelele de lemn. Biserica a fost restaurată în 1969, când i s-a refăcut acoperișul de șindrilă și s-au efectuat lucrări de subzidire cu cărămidă sub tălpoaie. Satul Dragomirești s-a depopulat accentuat în ultimele decenii. Locul românilor băștinași a fost luat de ucrainenii veniți din nordul țării. De un deceniu aceștia folosesc și biserica de lemn. Cu toate că figurează pe lista monumentelor istorice, lăcașul din Dragomirești se prezintă într-o stare dezolantă. Toată arhiva parohiei, cu registre de stare civilă cu o vechime de două secole, zace în biserică acoperită de praf și roasă de șoareci. Ca o curiozitate și ca eveniment de istorie locală, mai trebuie amintită știrea, după care, la începutul secolului al XIX-lea, autoritățile din comitat au donat satul prințului Metternich, cancelarul imperiului. Nu se cunosc motivele pentru care acesta renunță la donație și o înapoiază comitatului. Ultima reparație a acoperișului a avut loc în anul 2014.

## Imagini din exterior

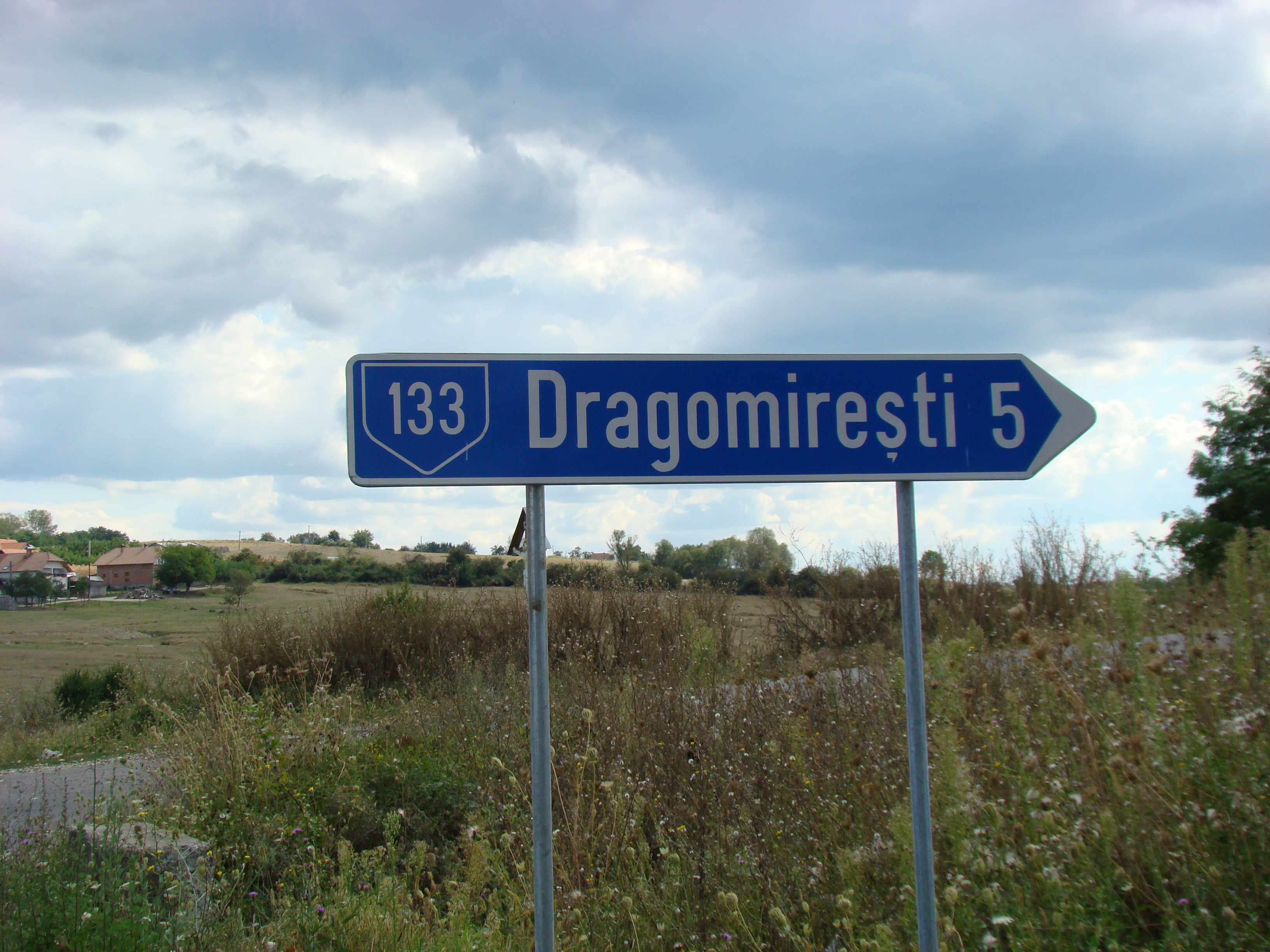
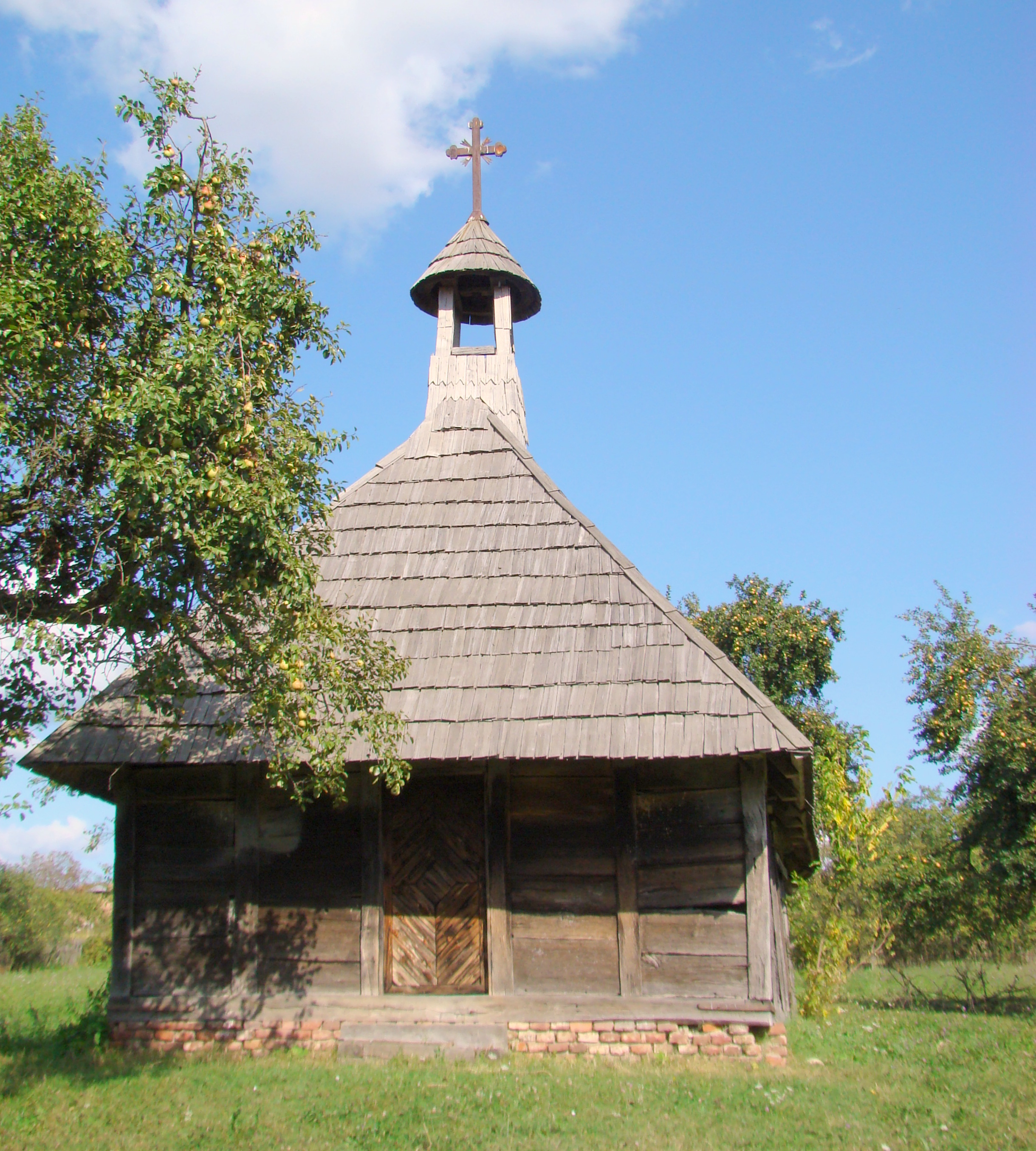
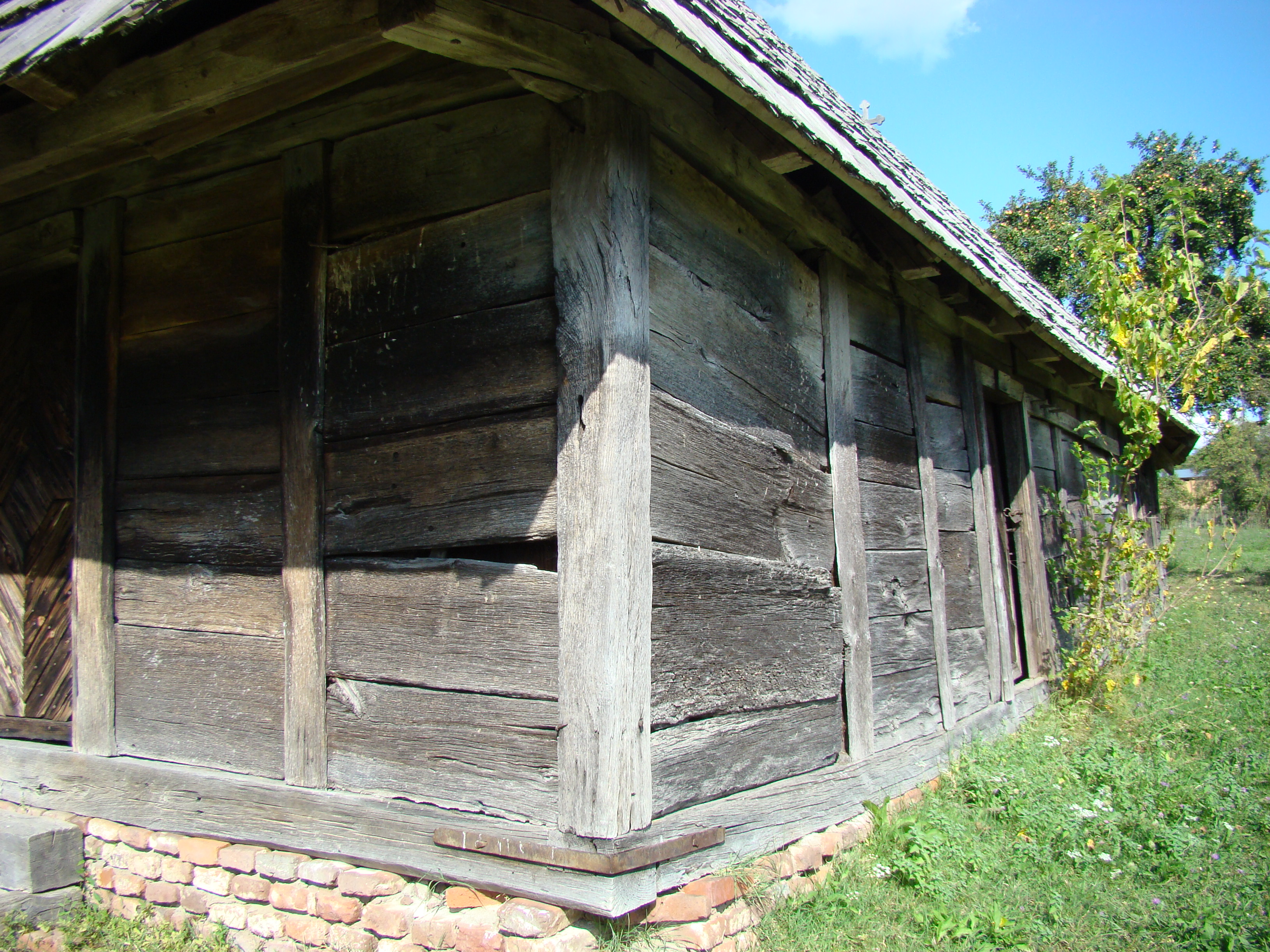
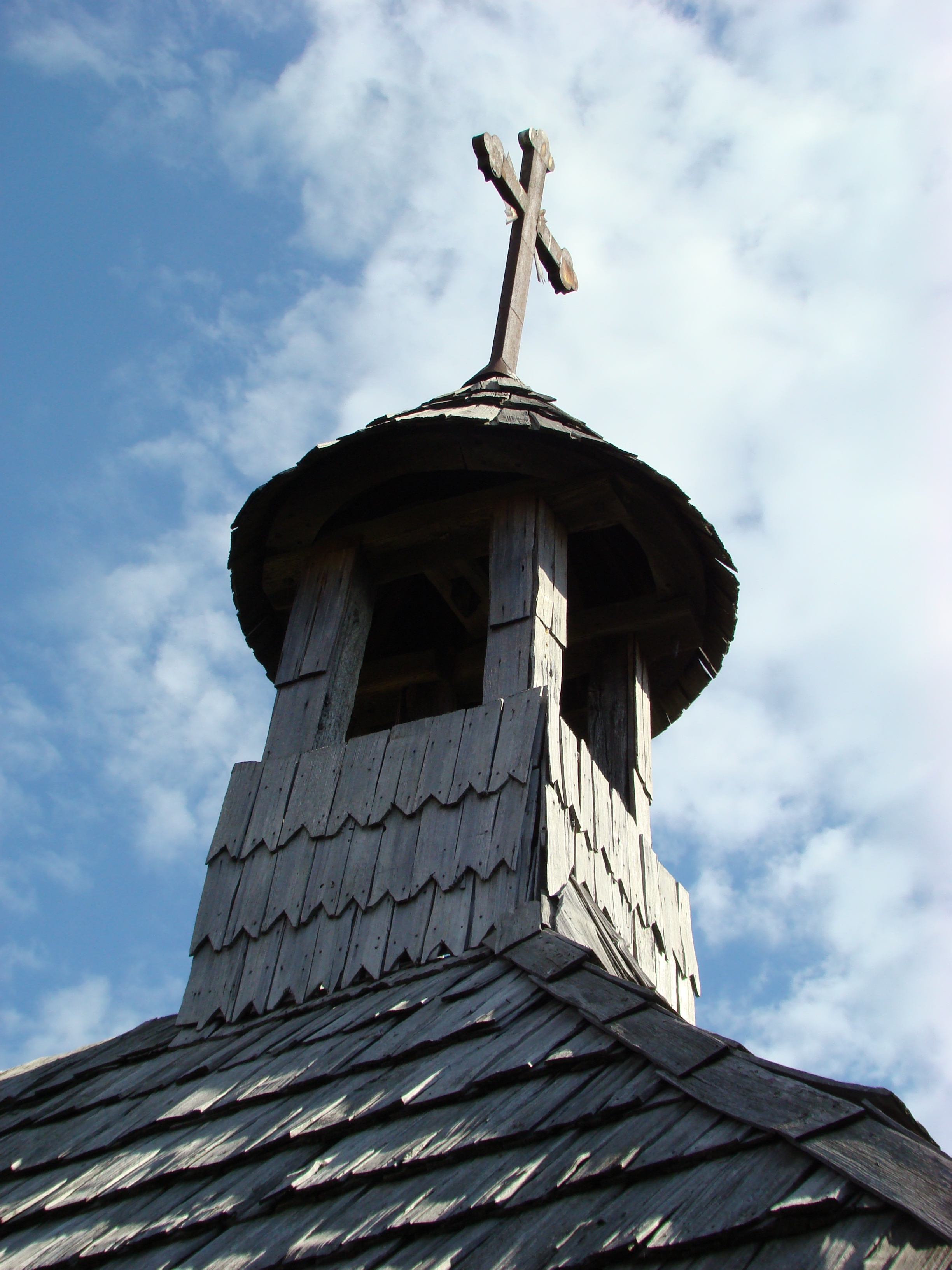
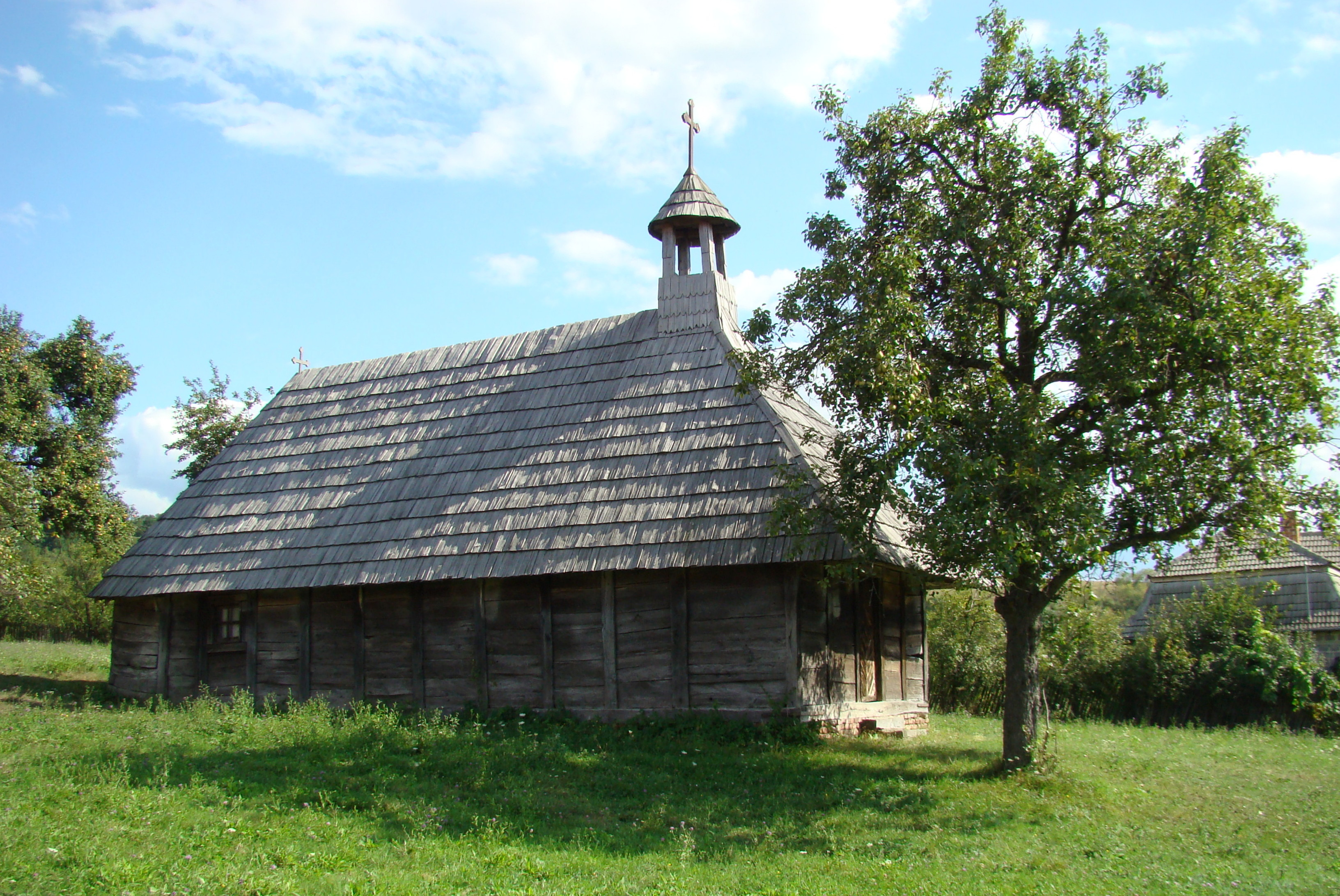
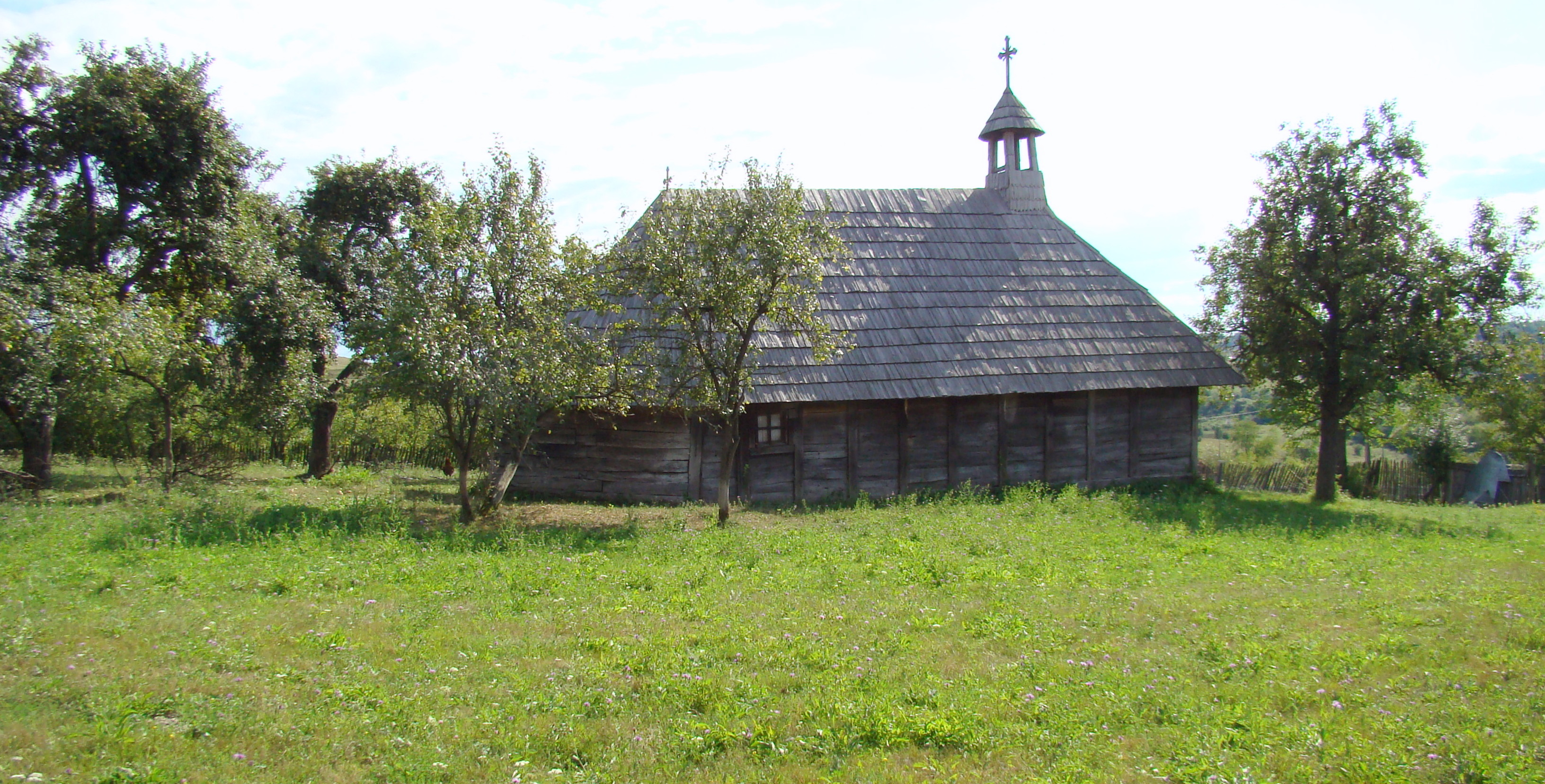
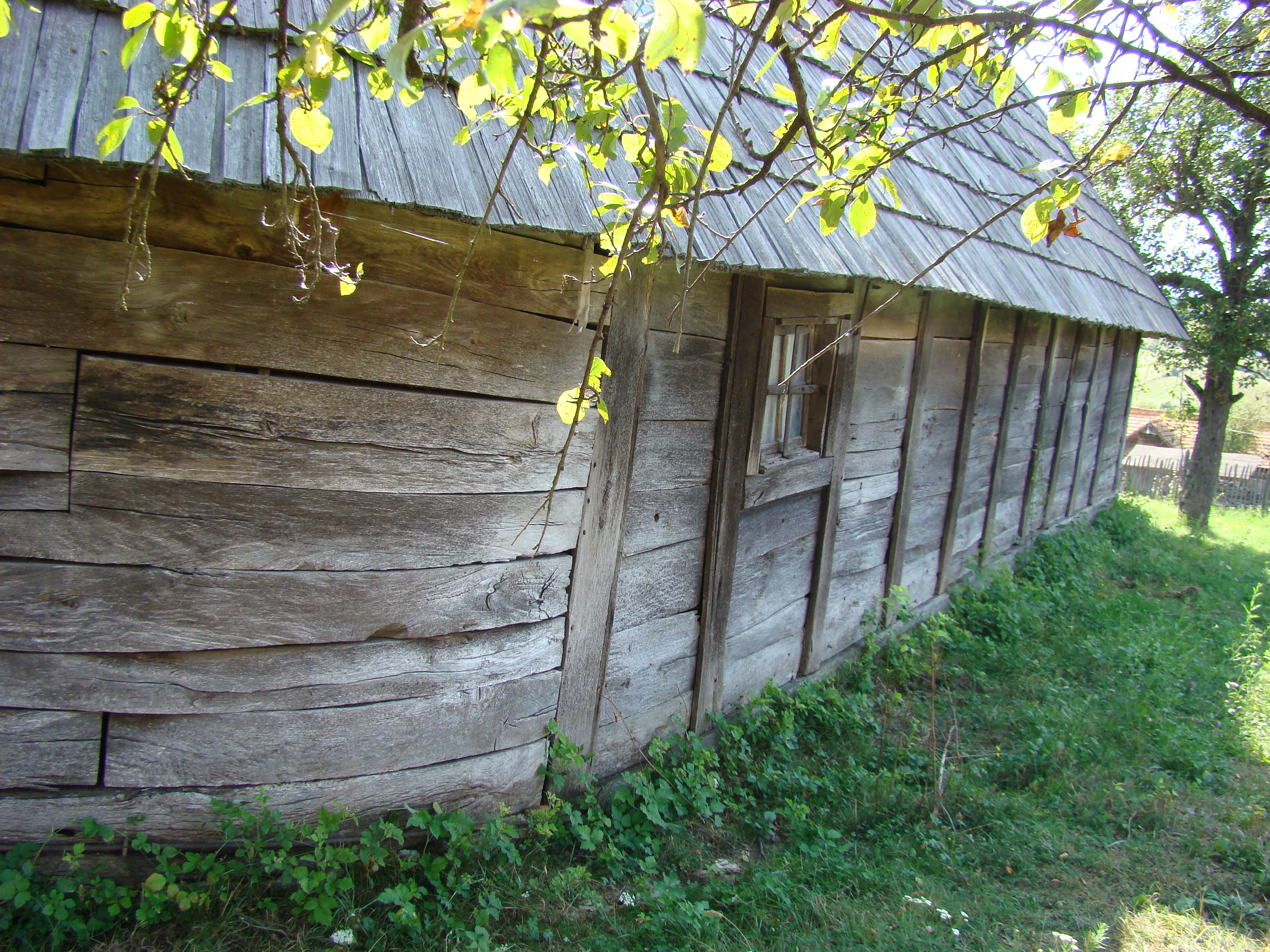
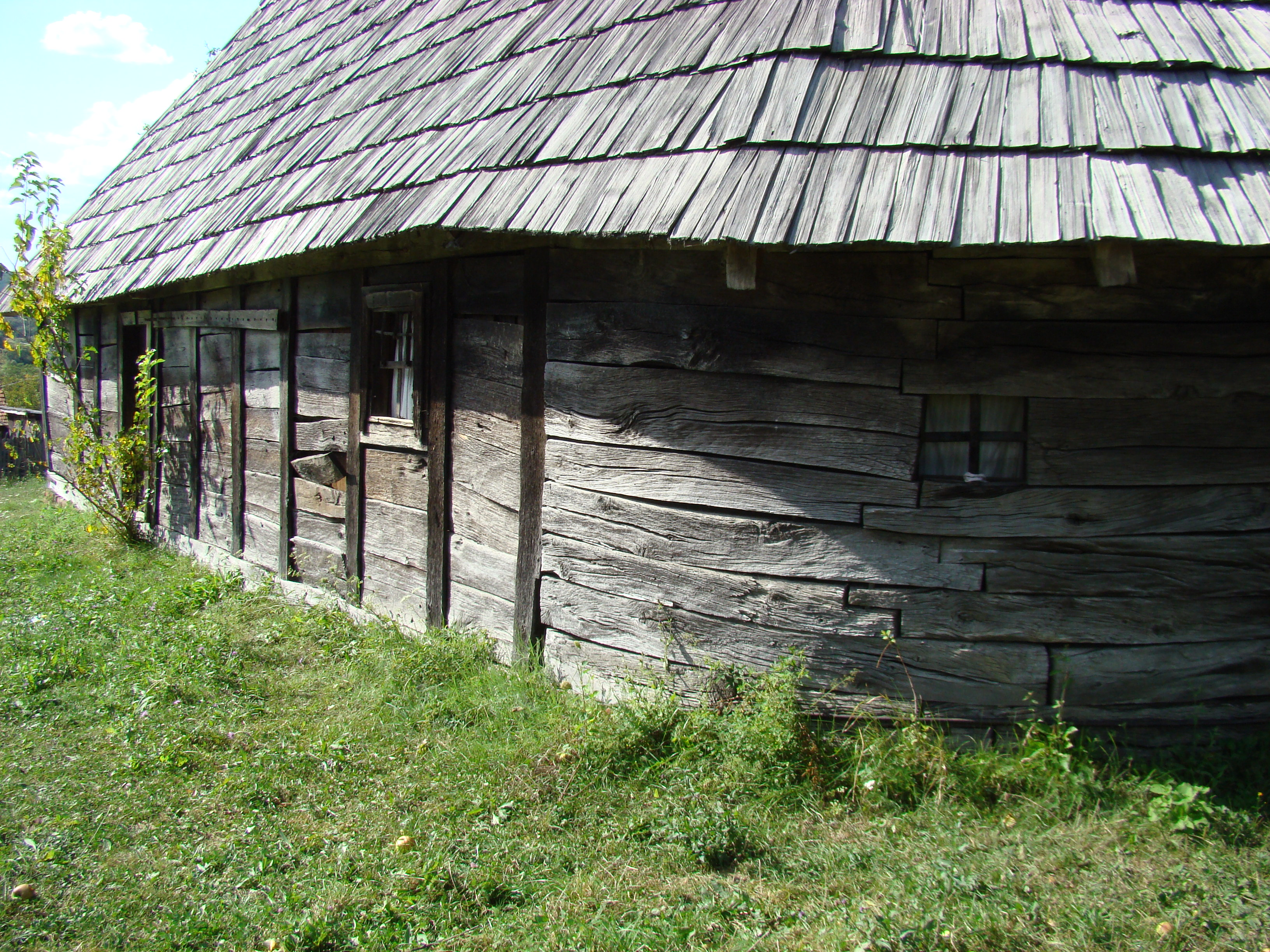
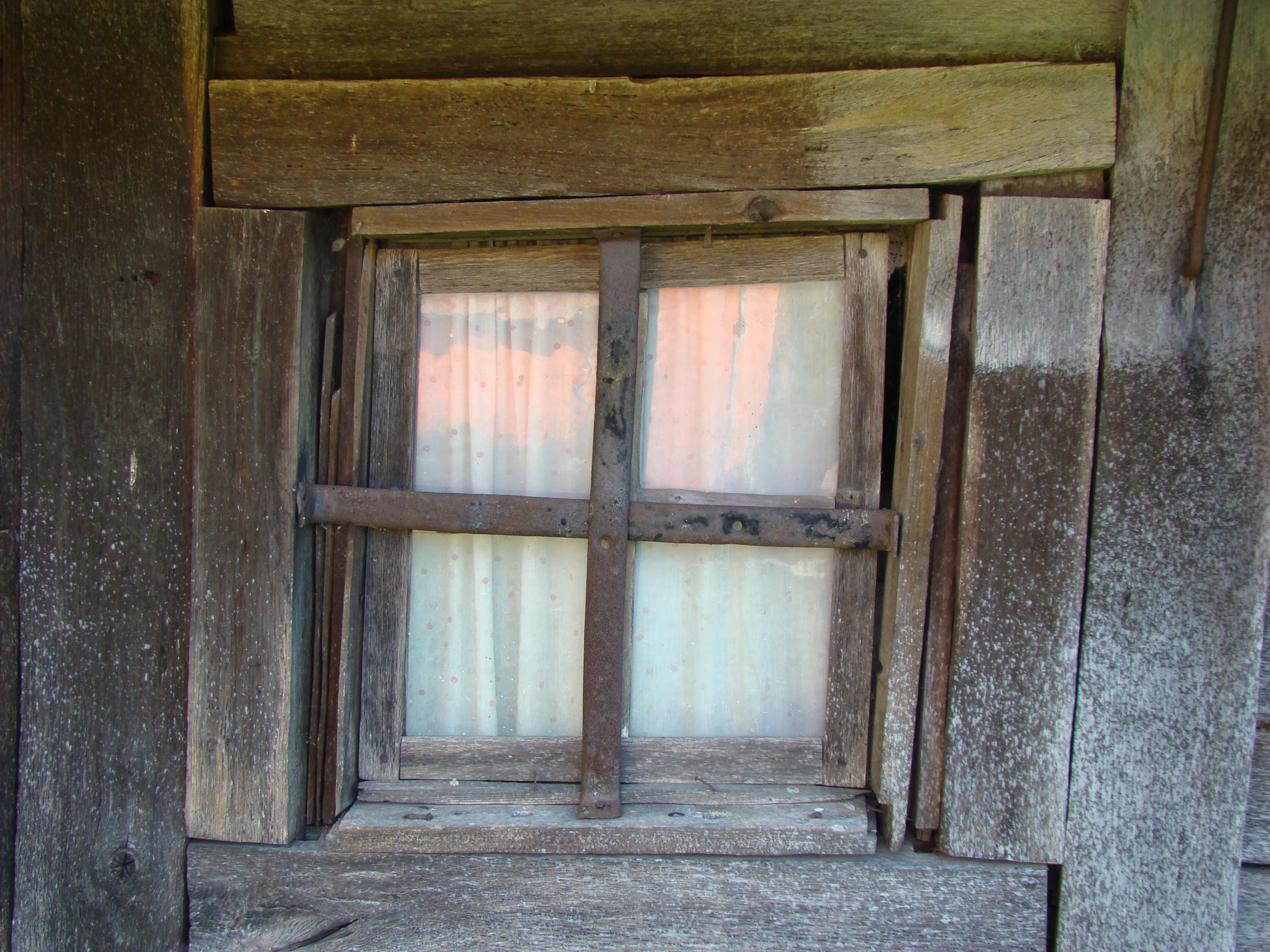
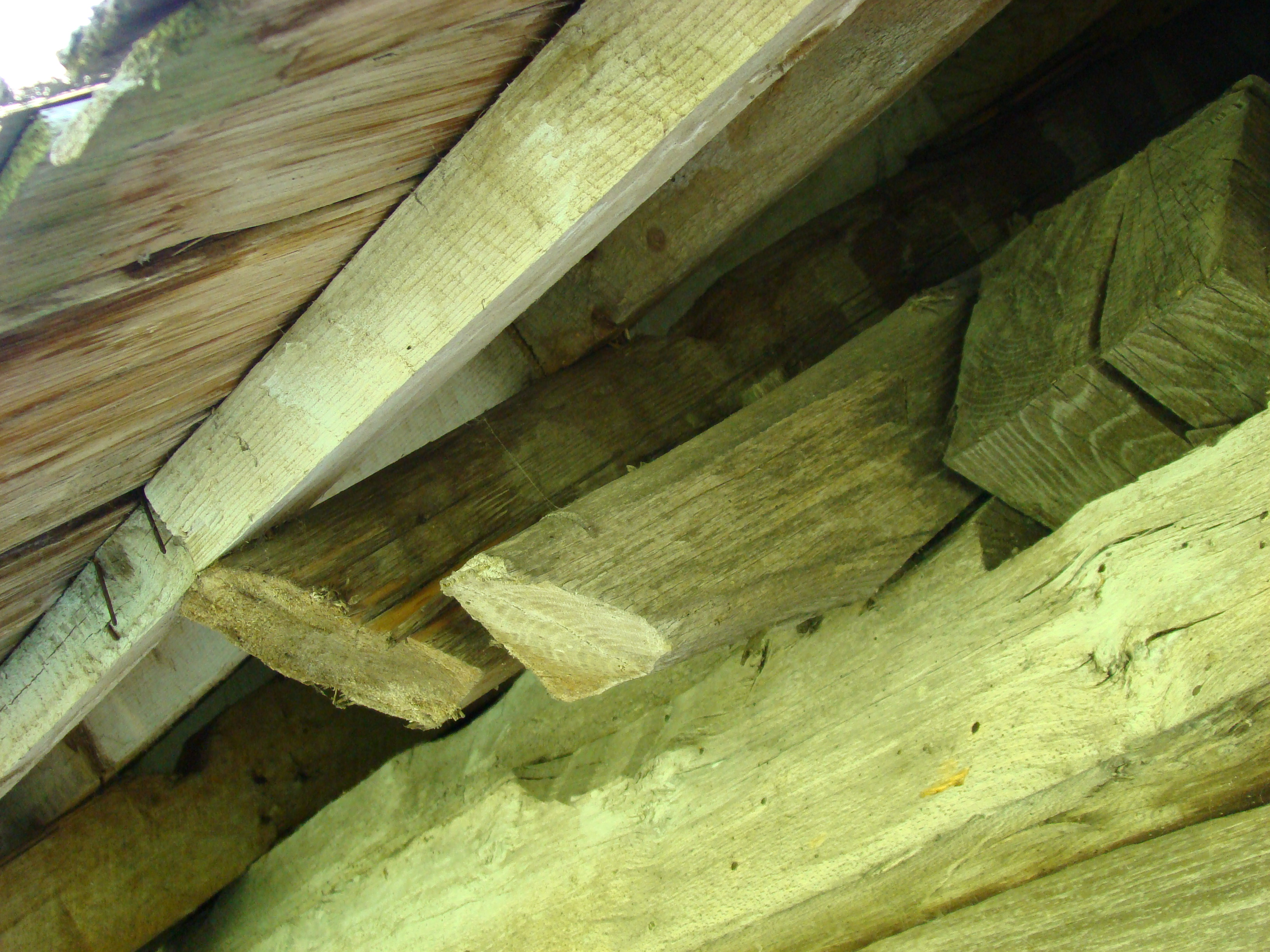
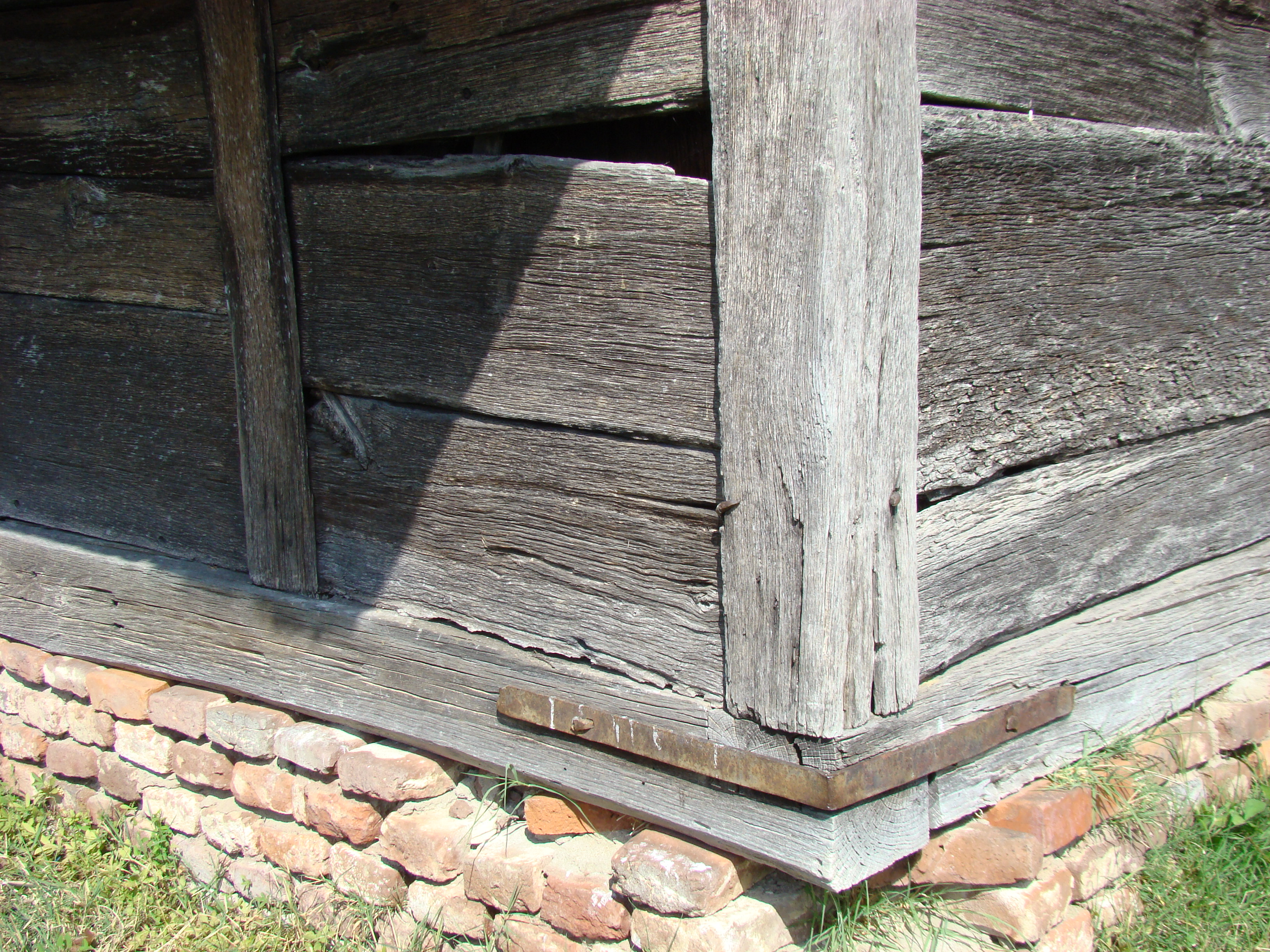
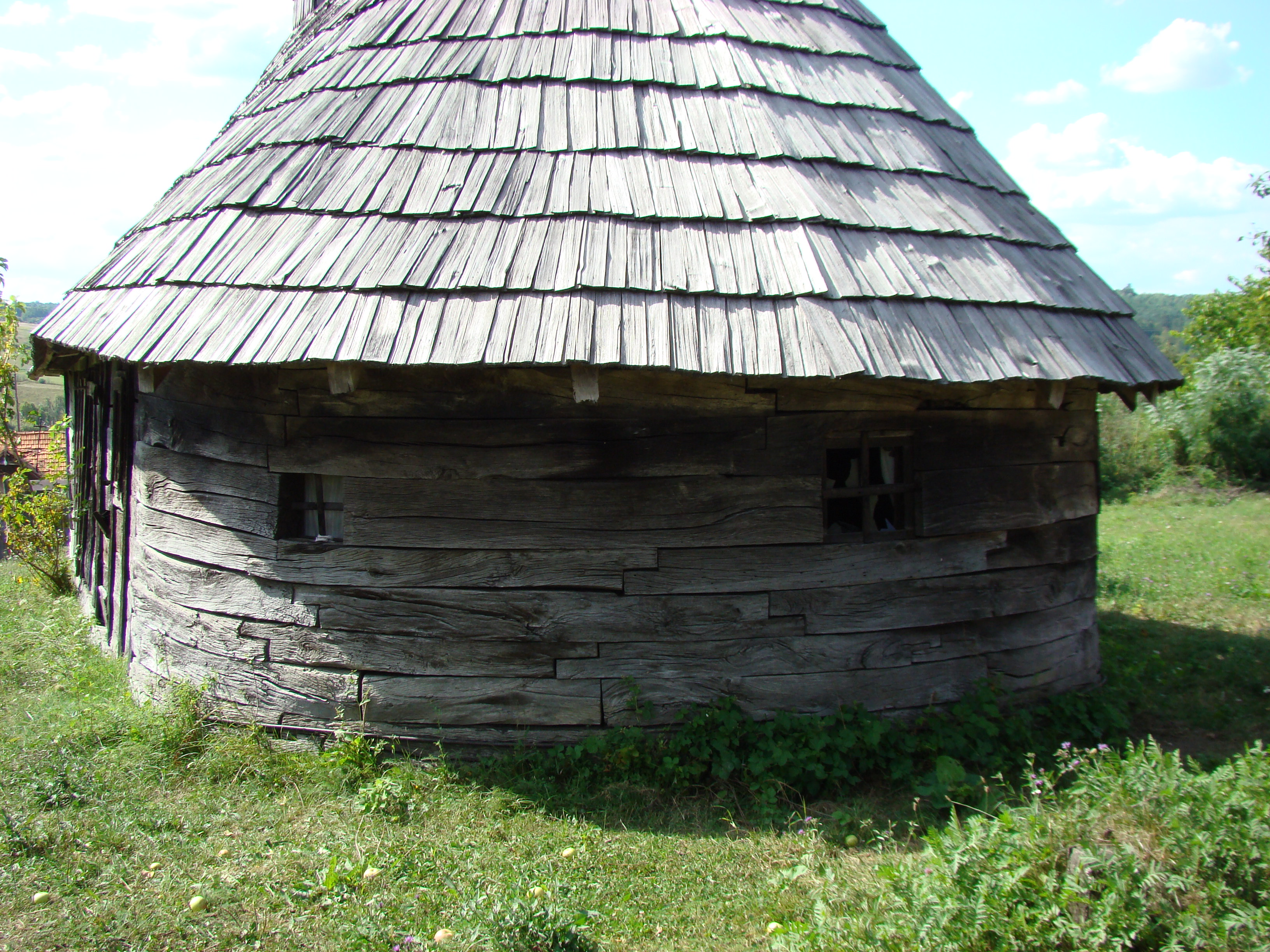
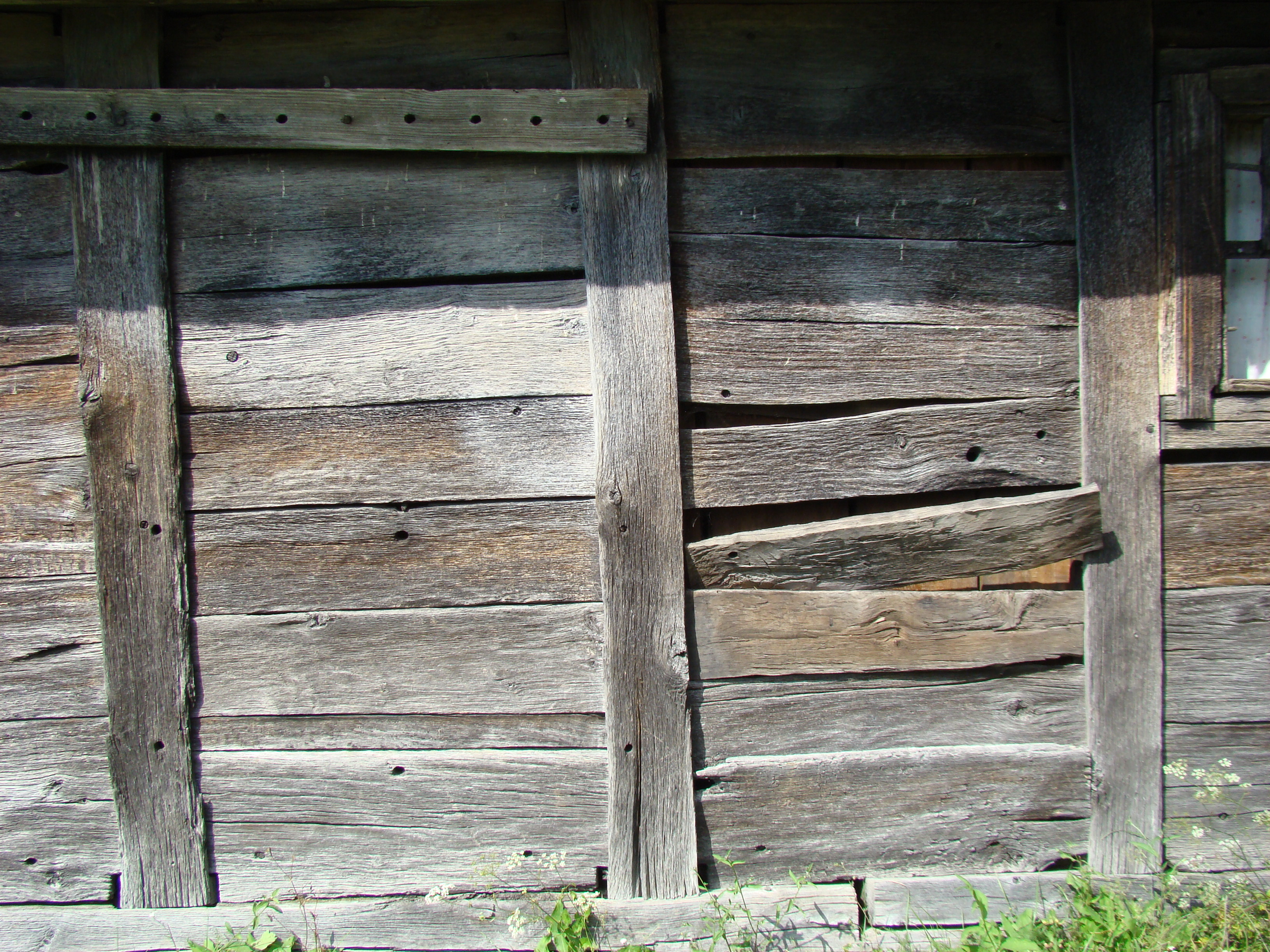
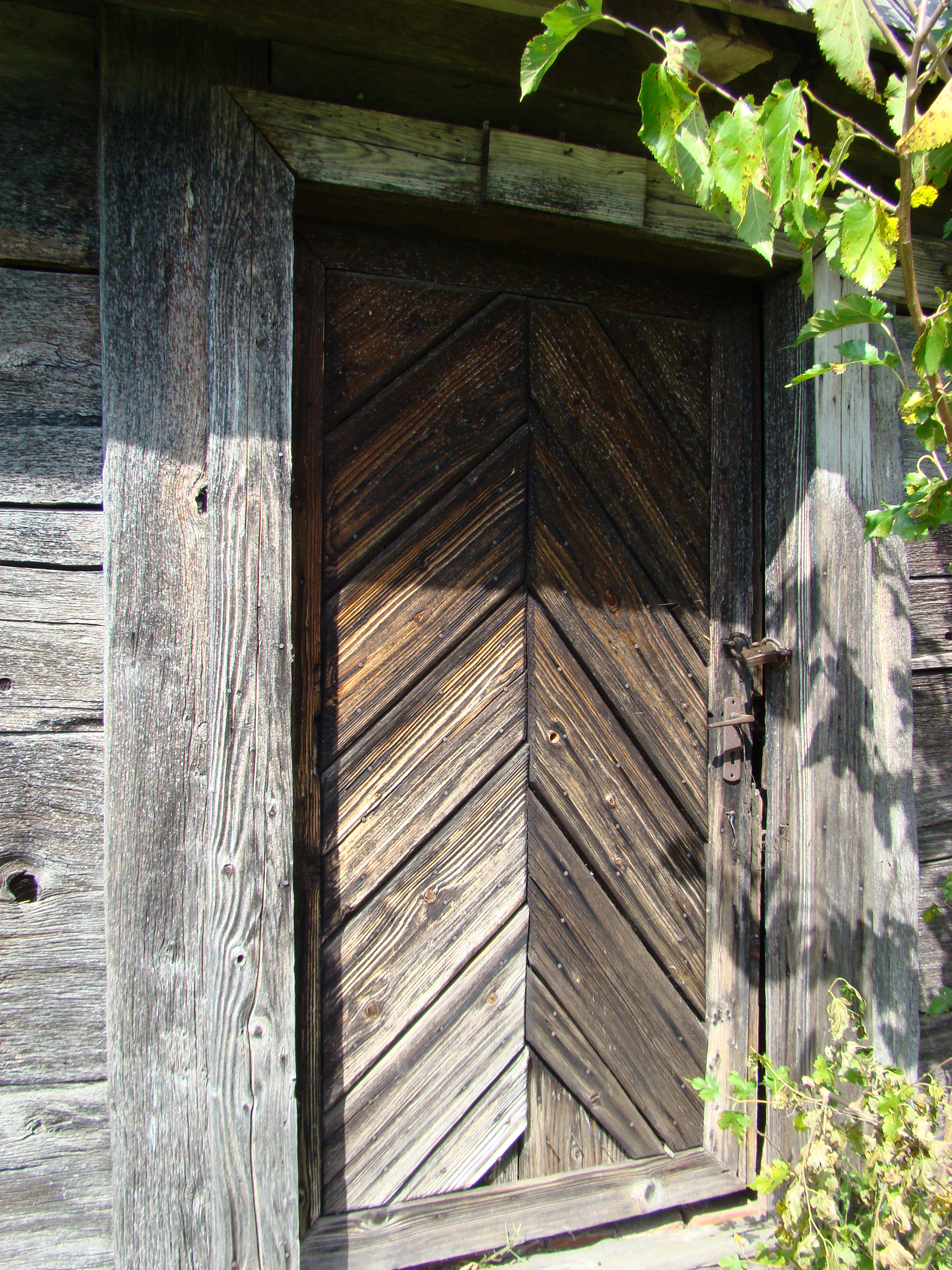
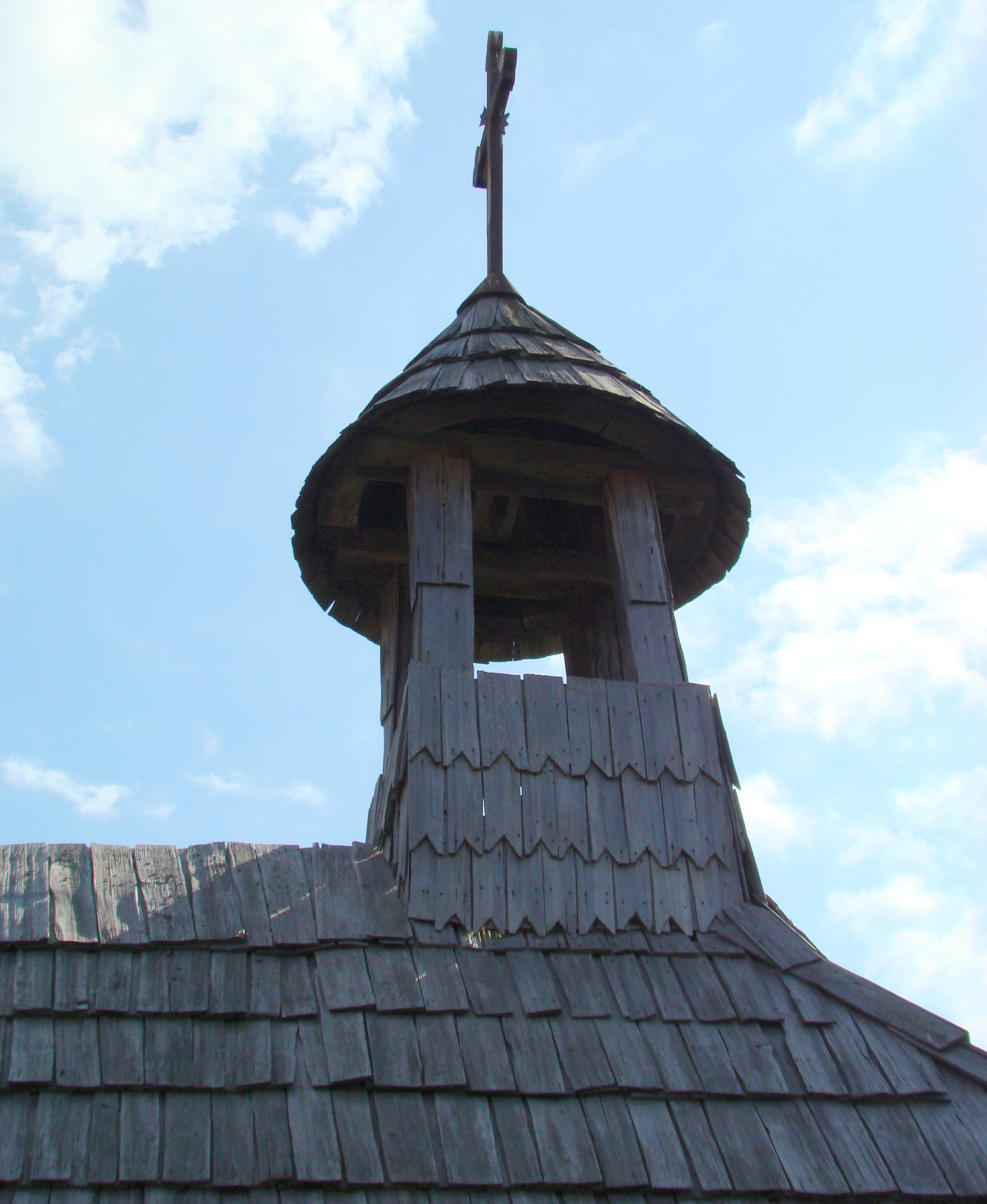
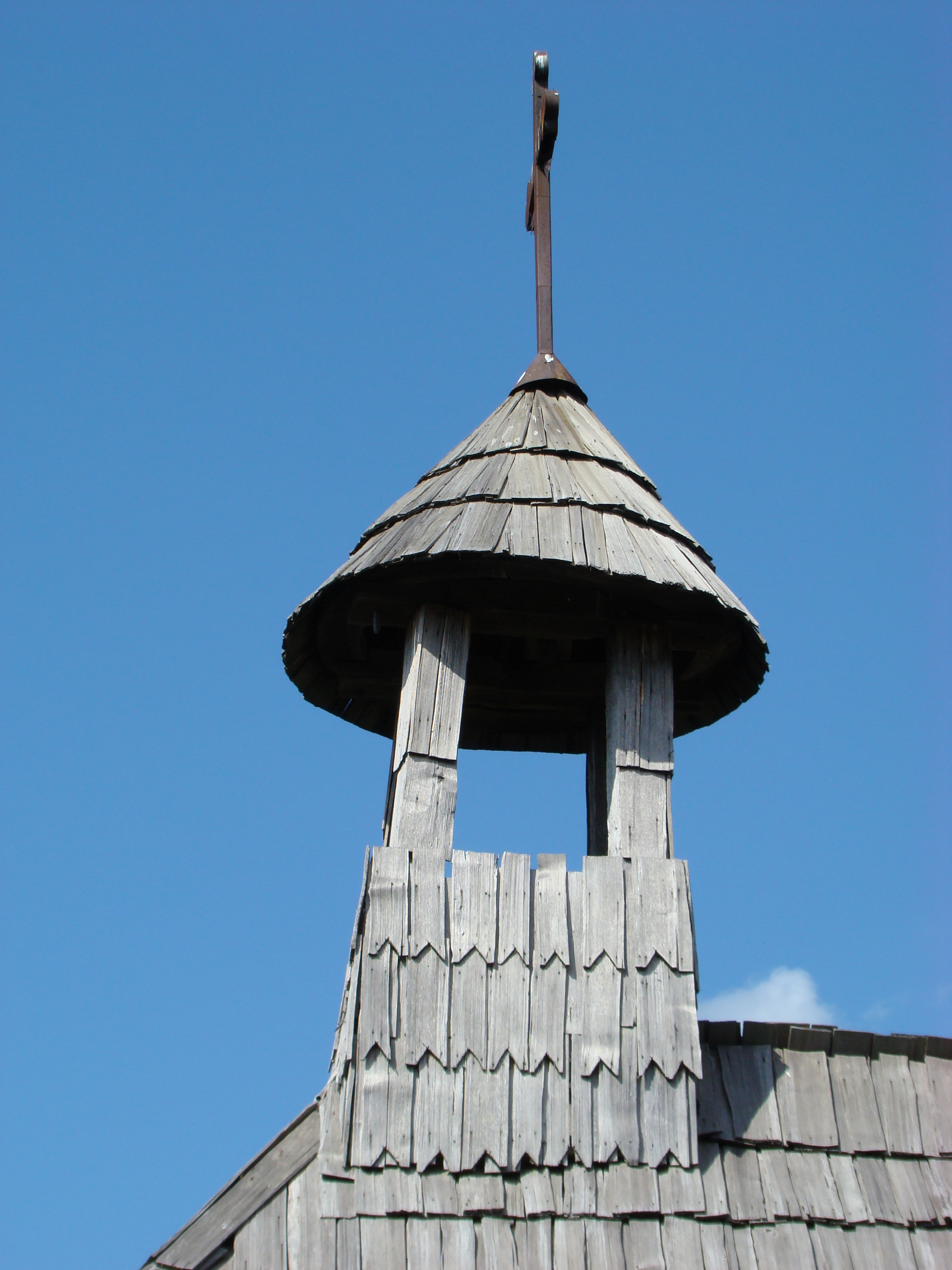
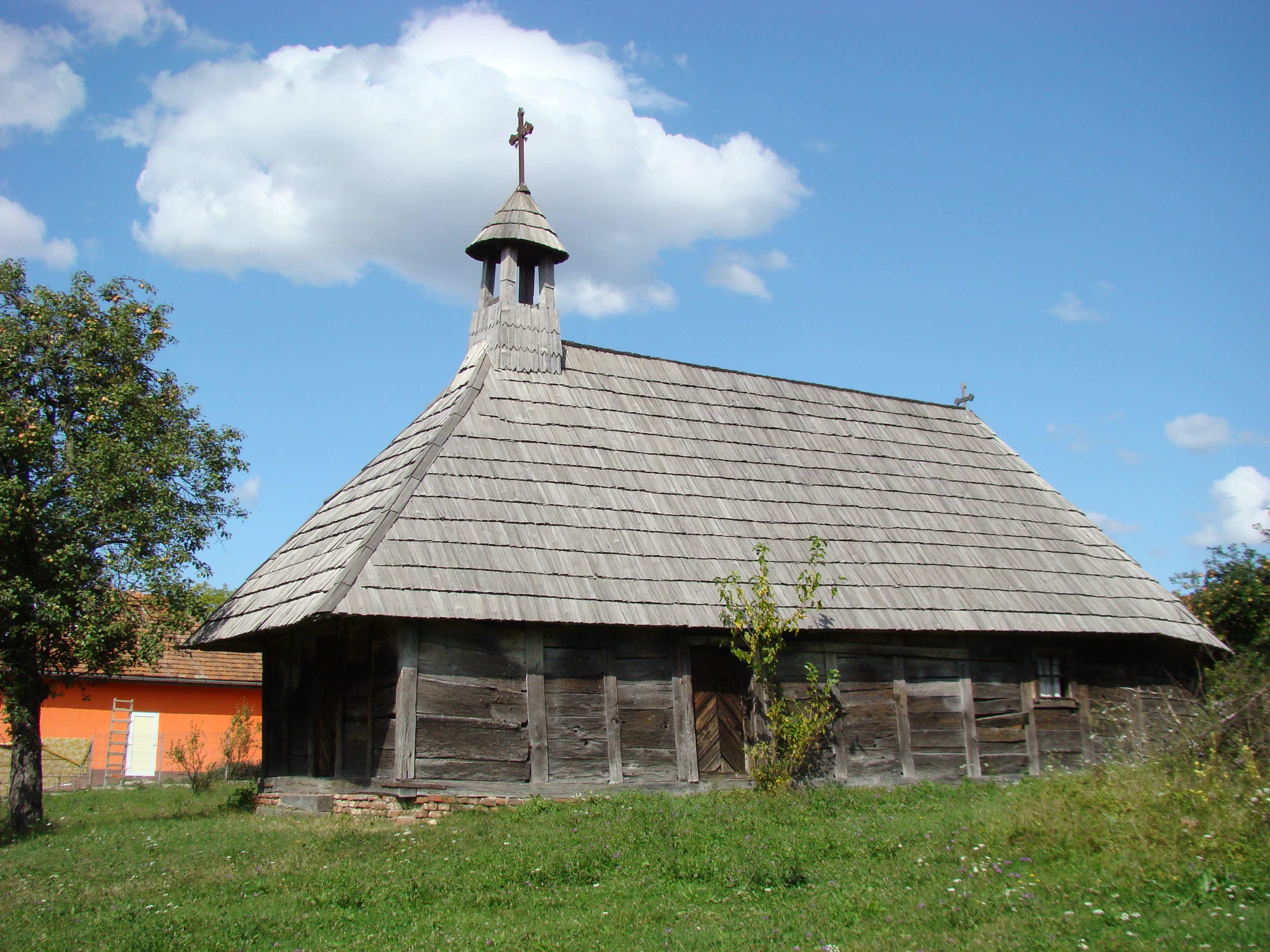
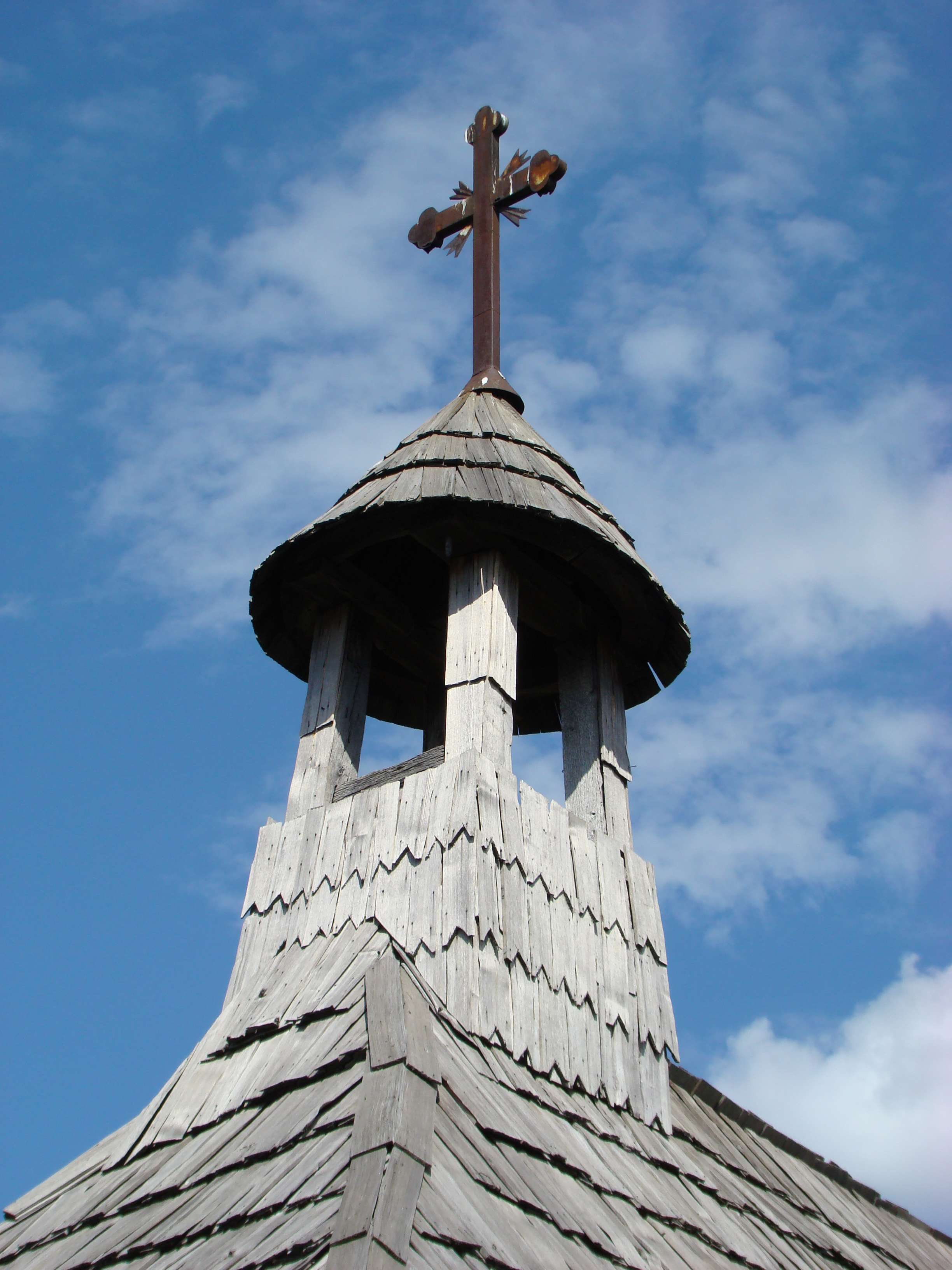
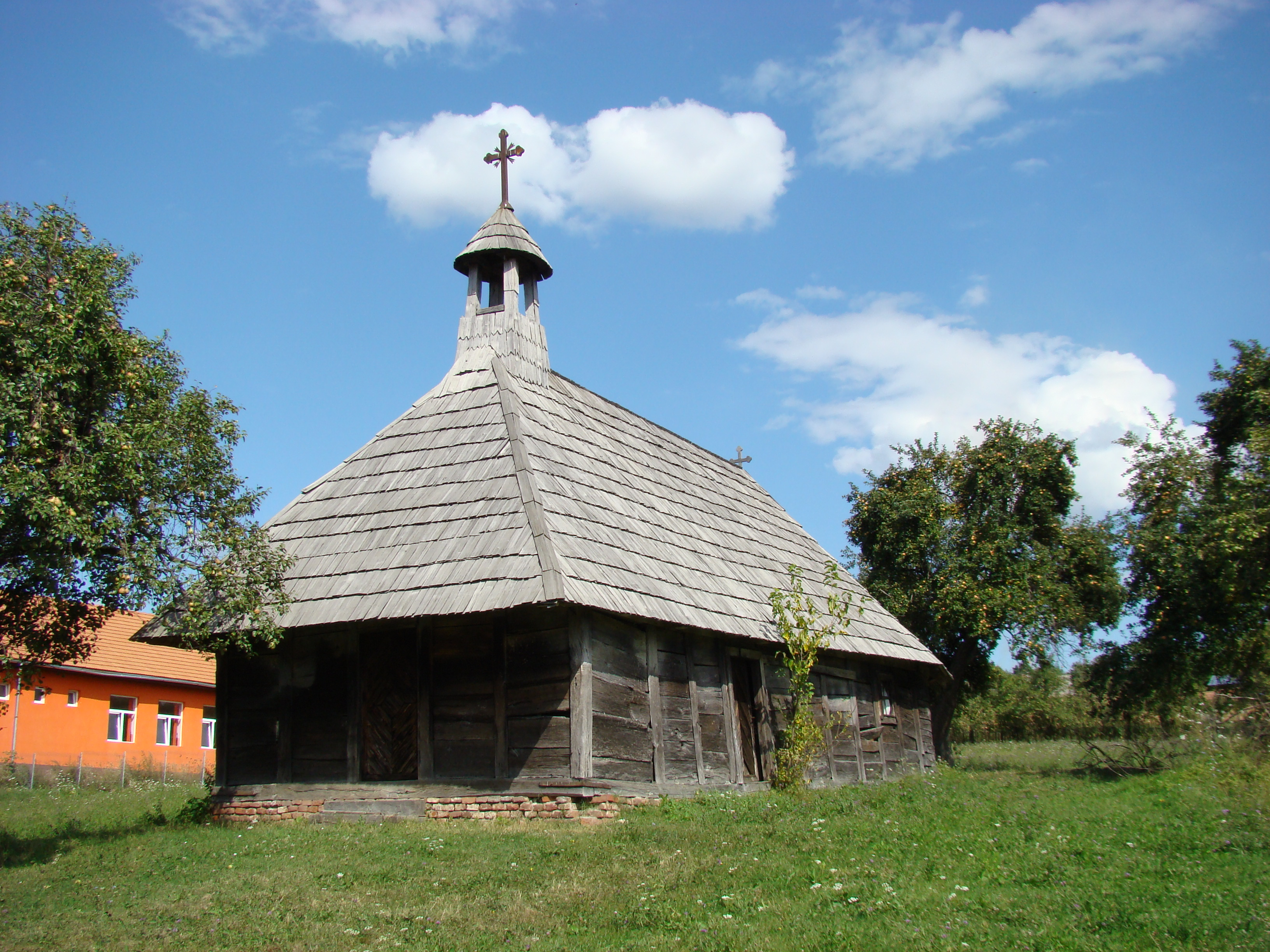
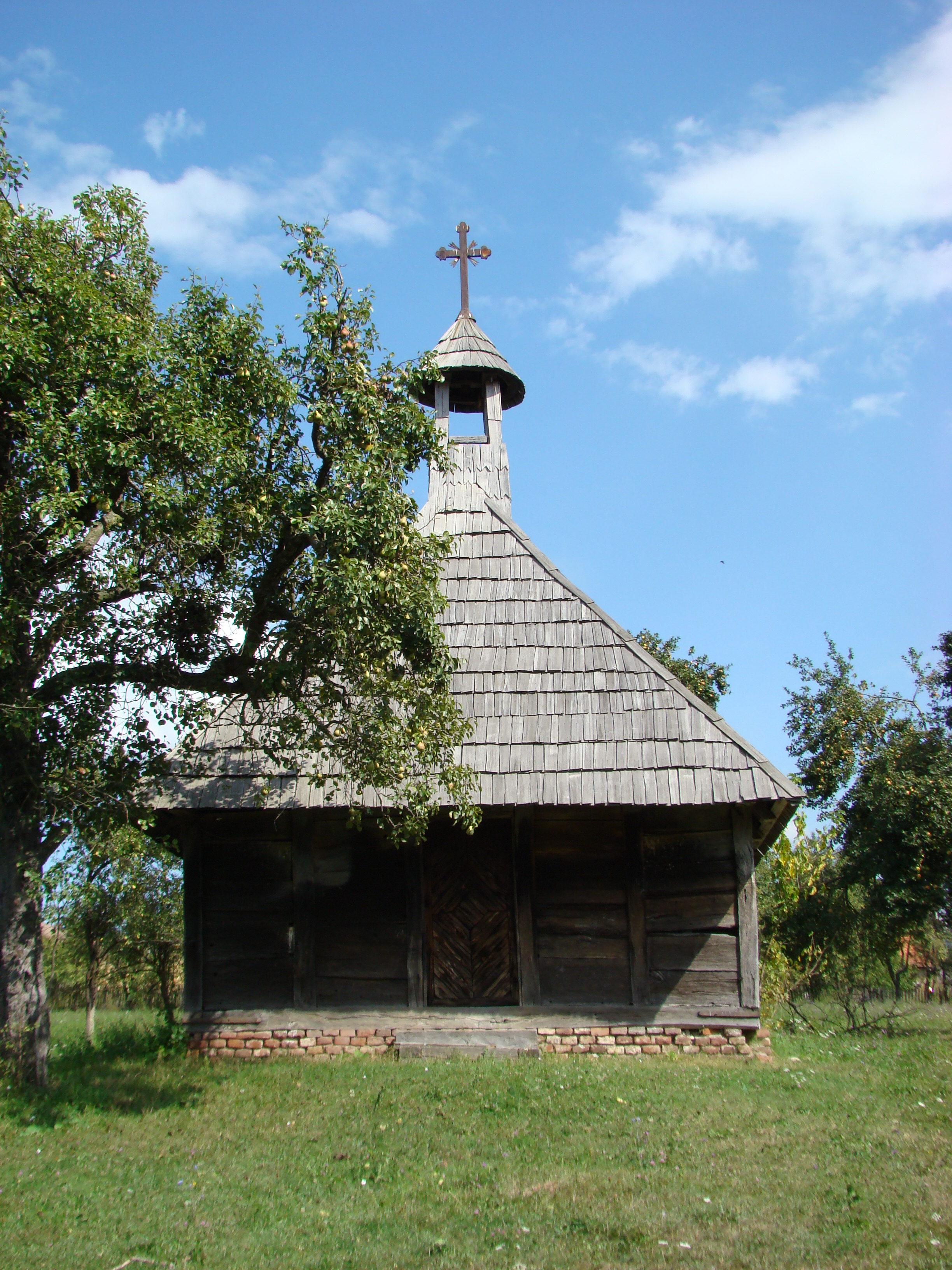

## Imagini din interior

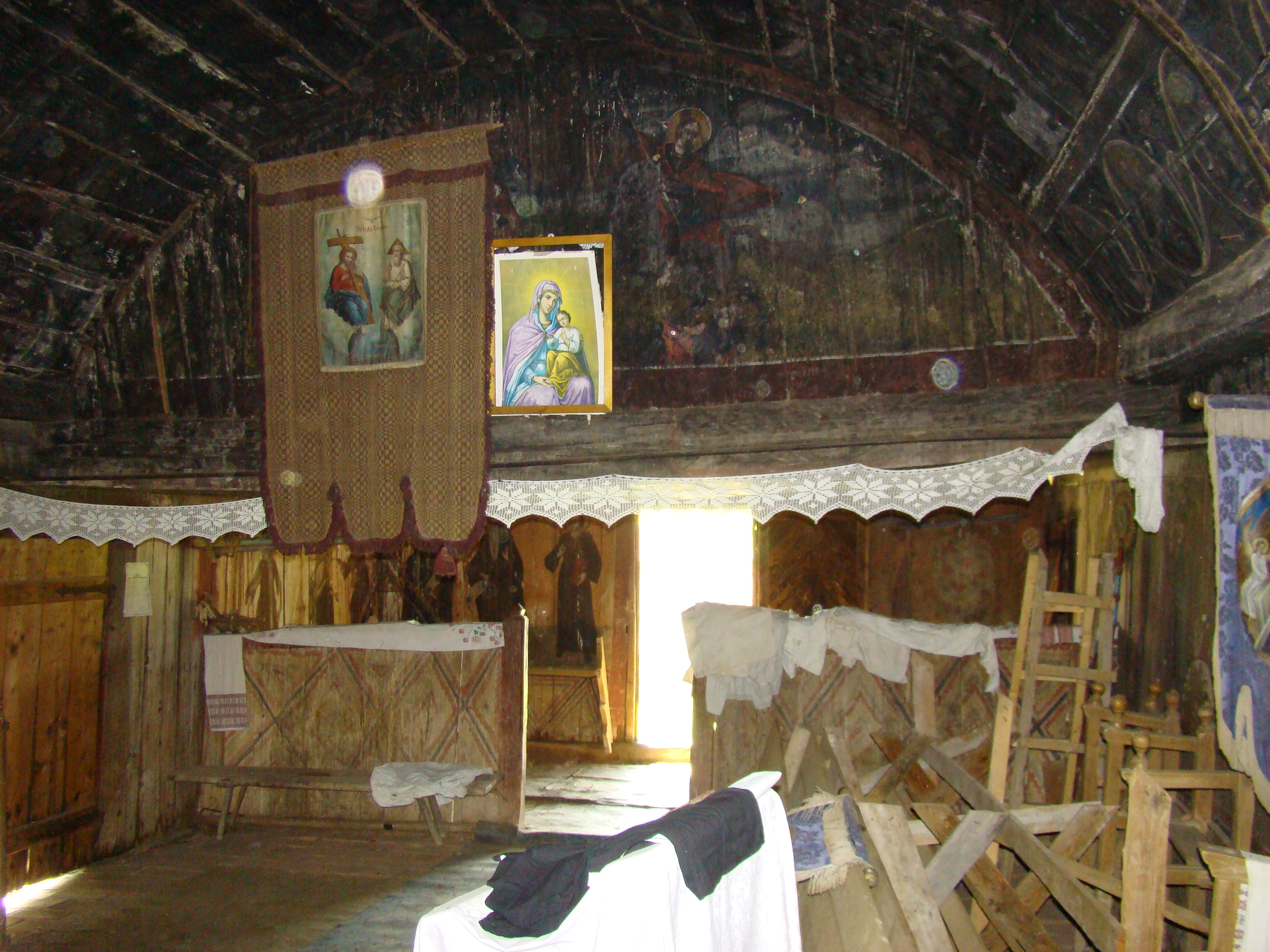
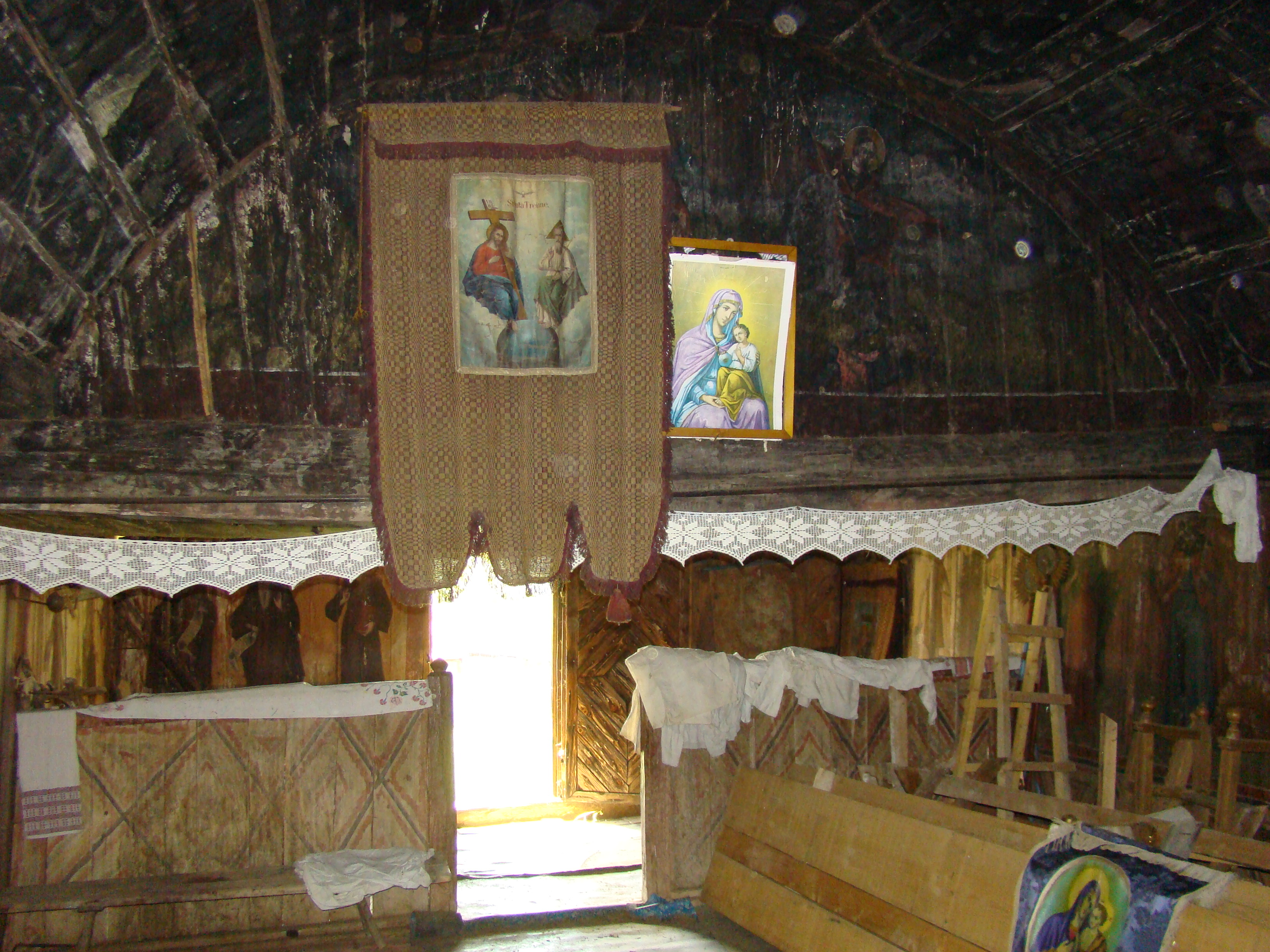
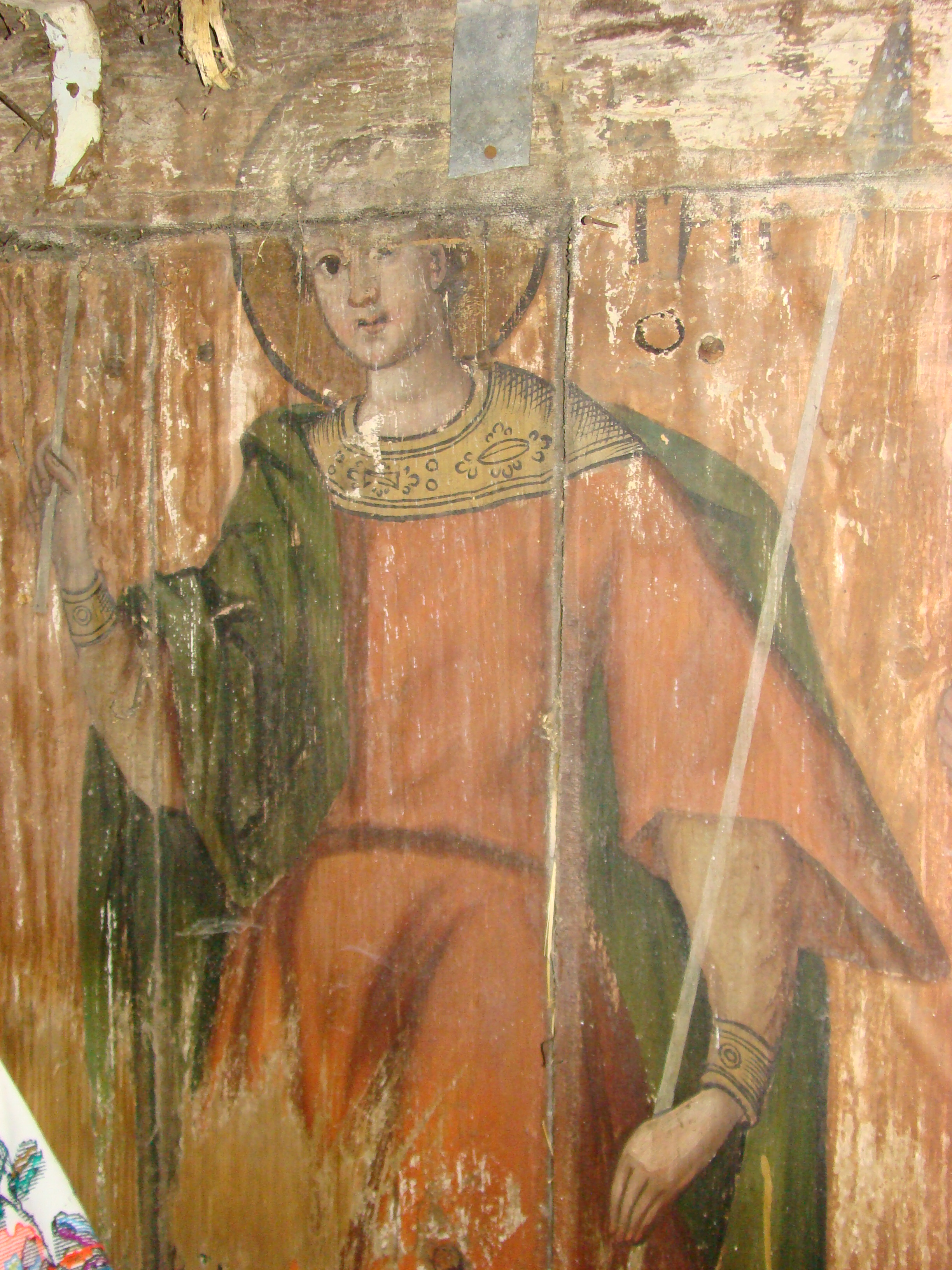
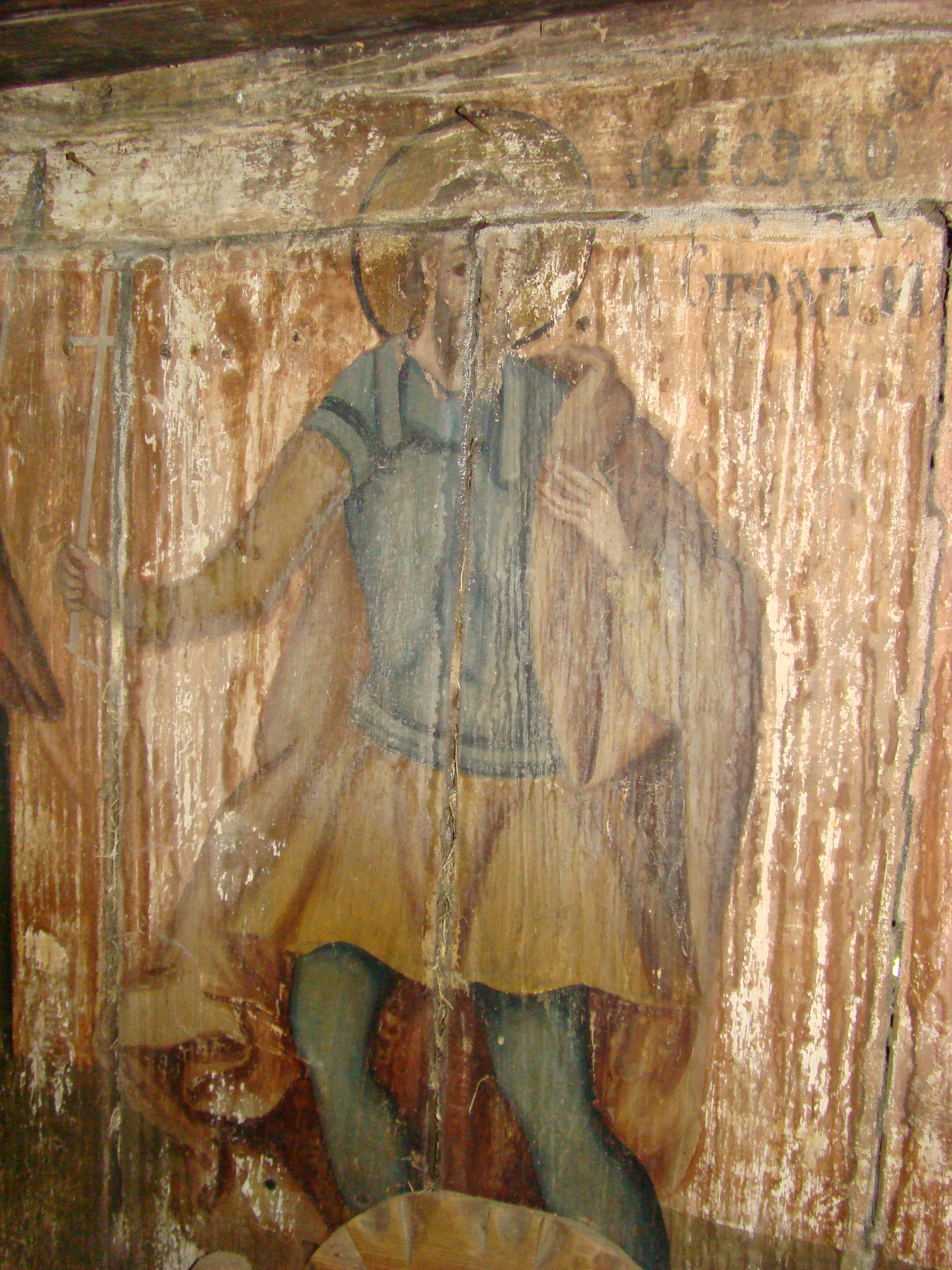
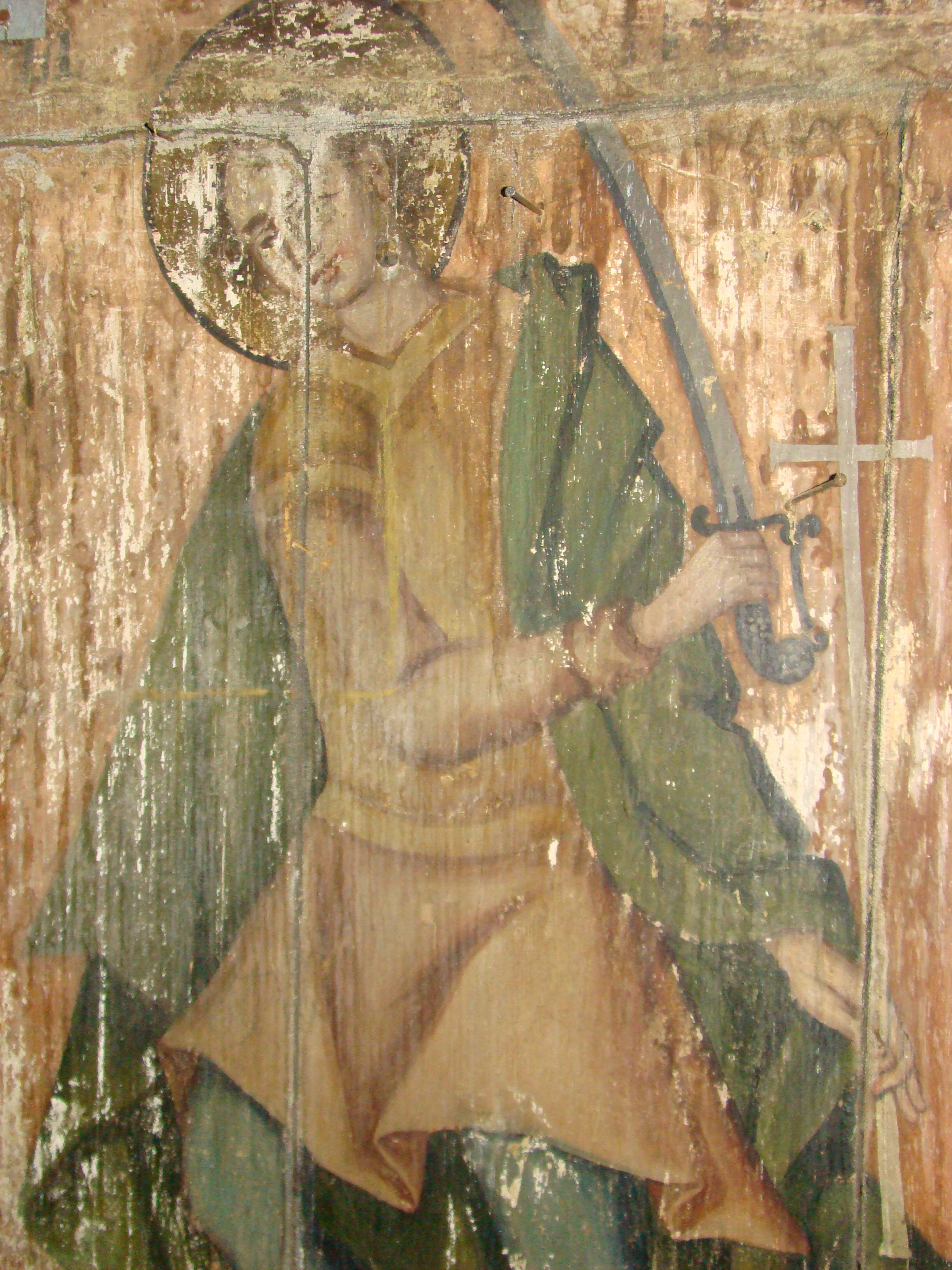
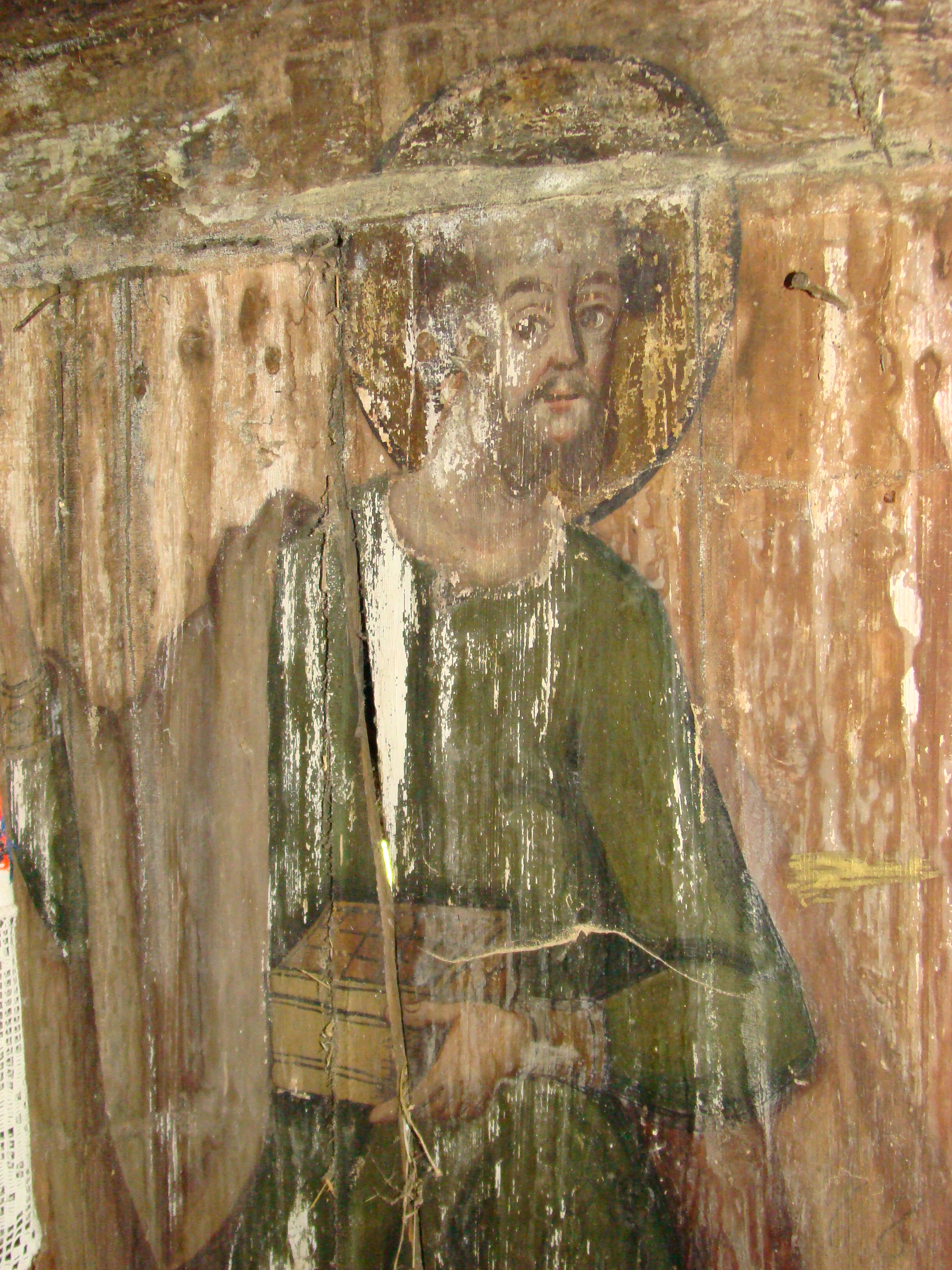
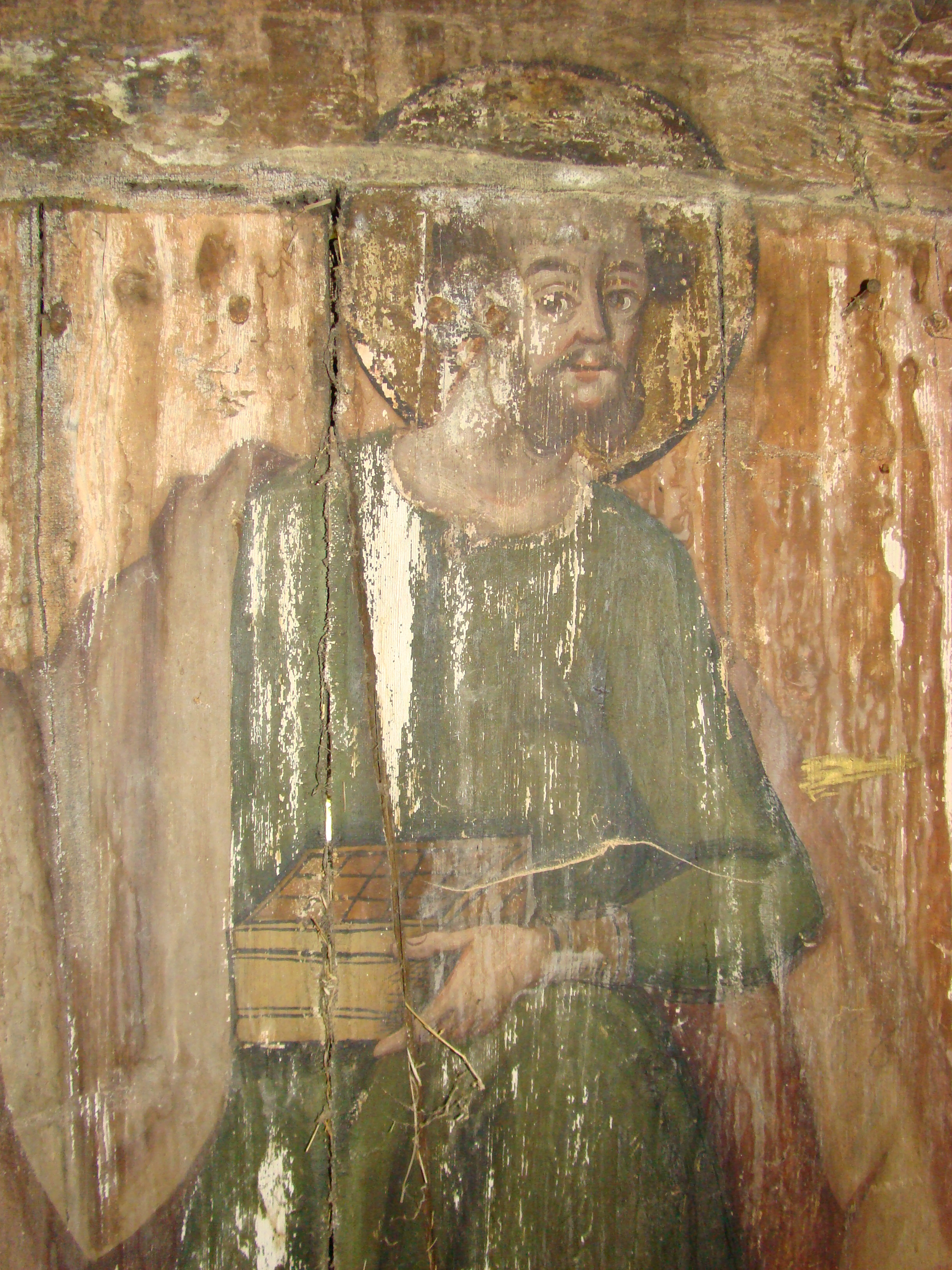
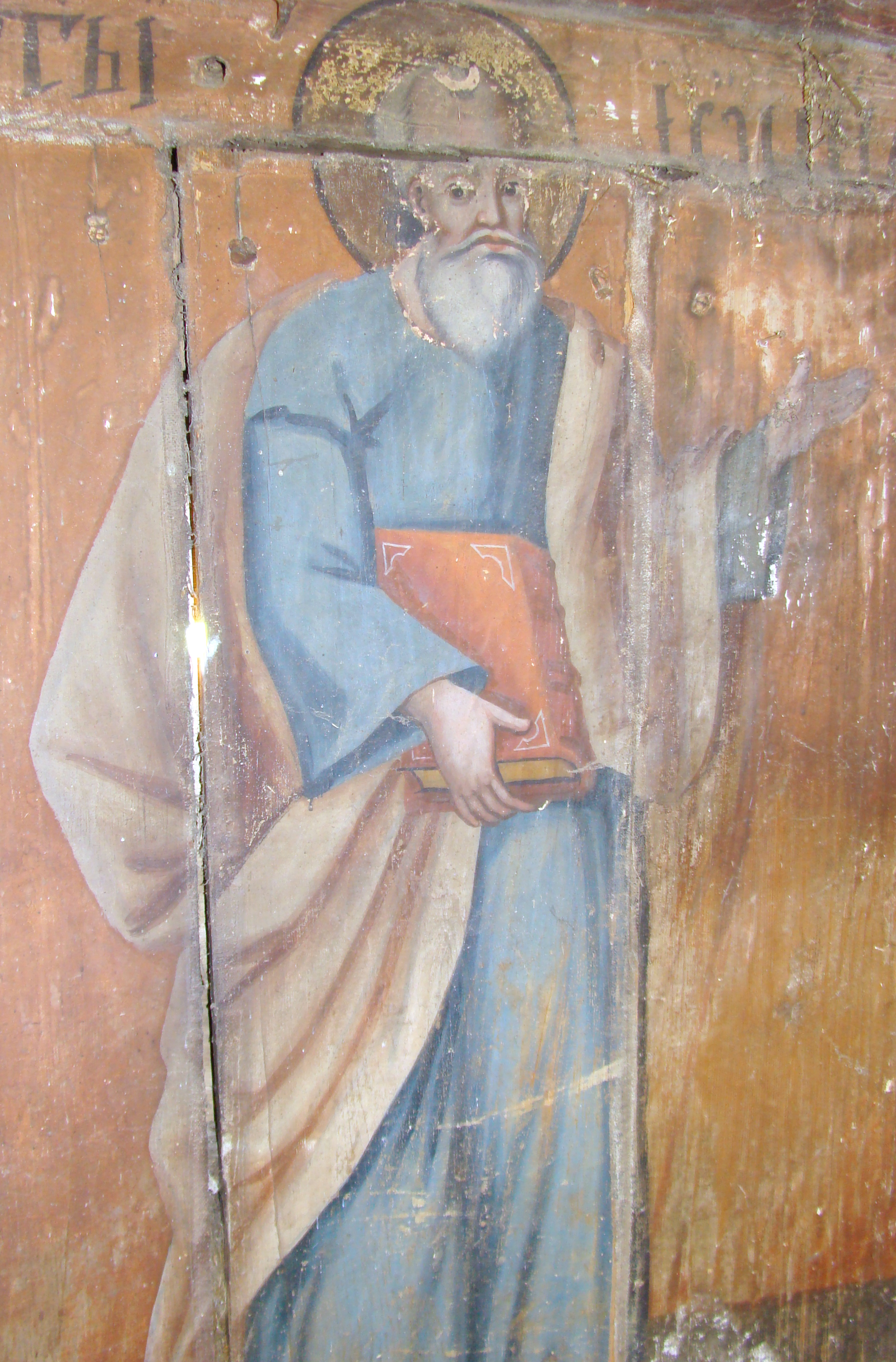
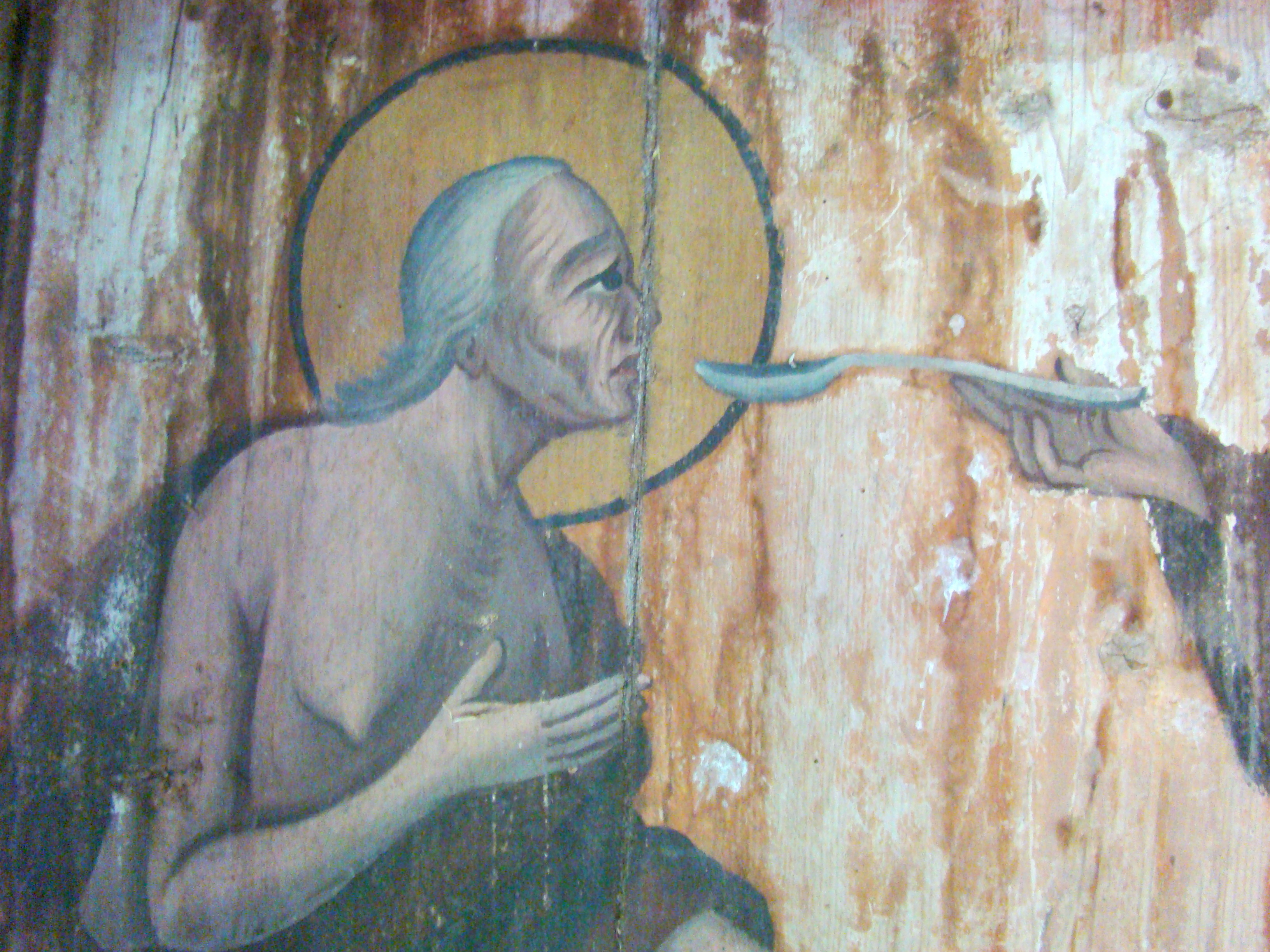
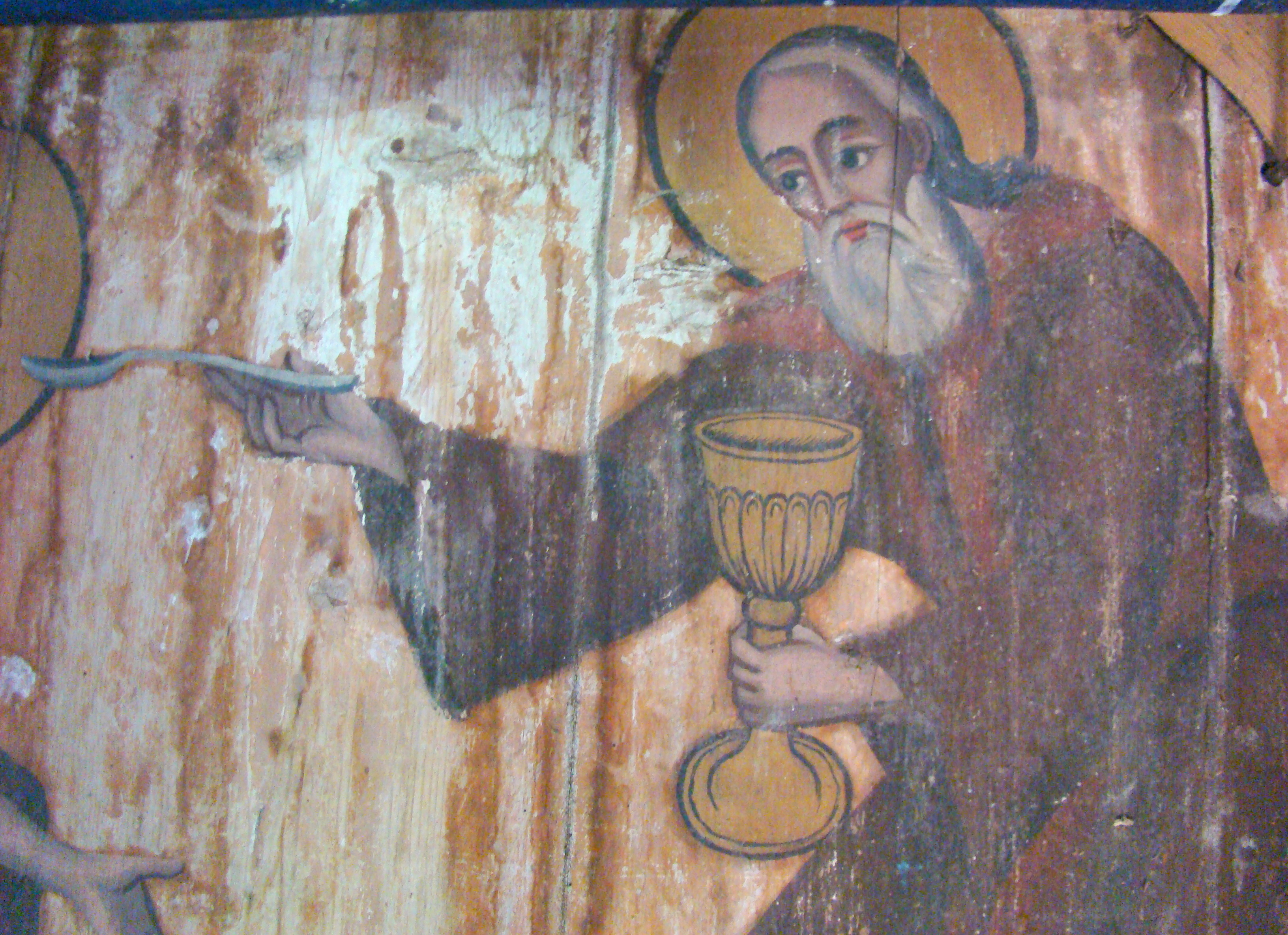
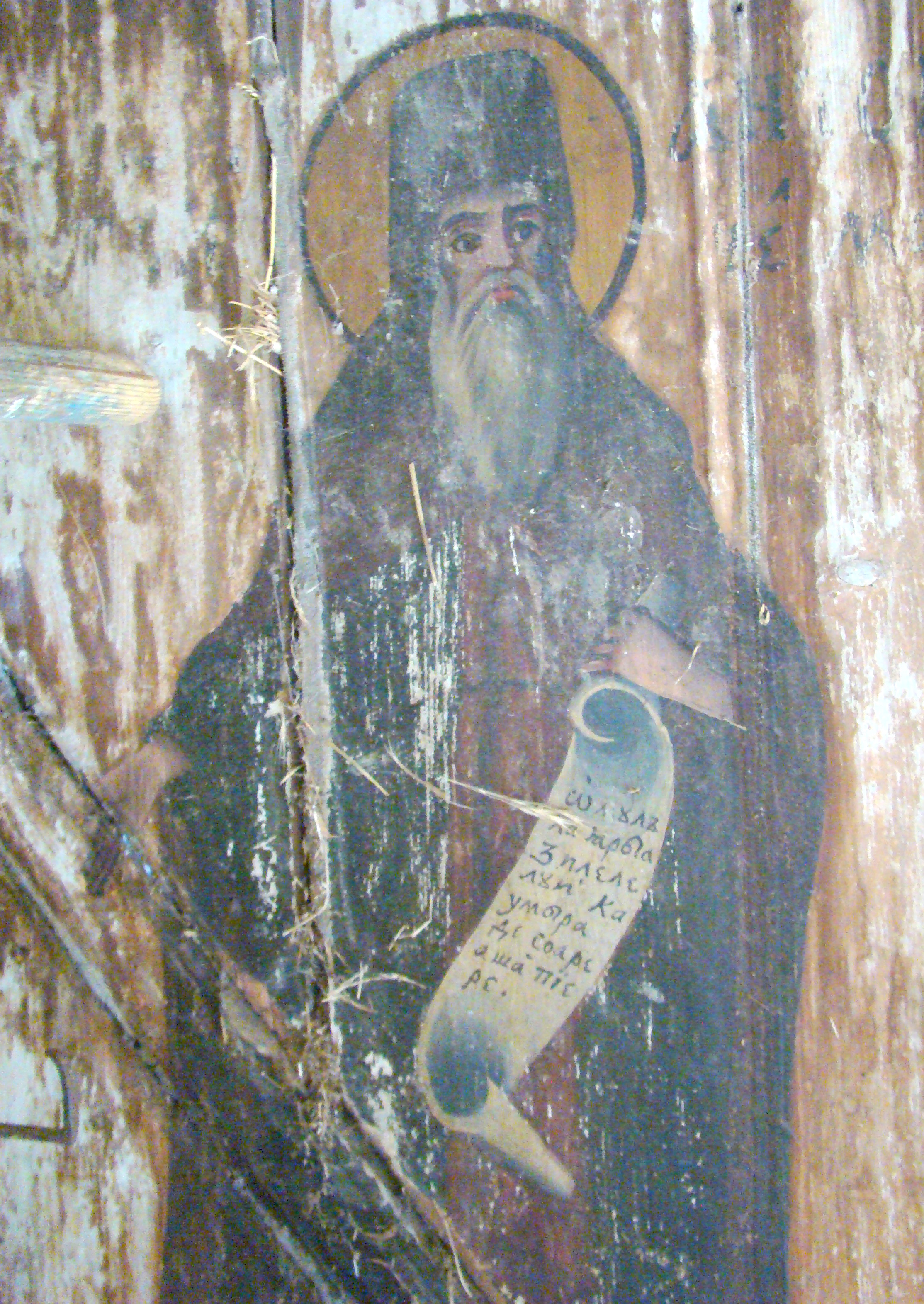
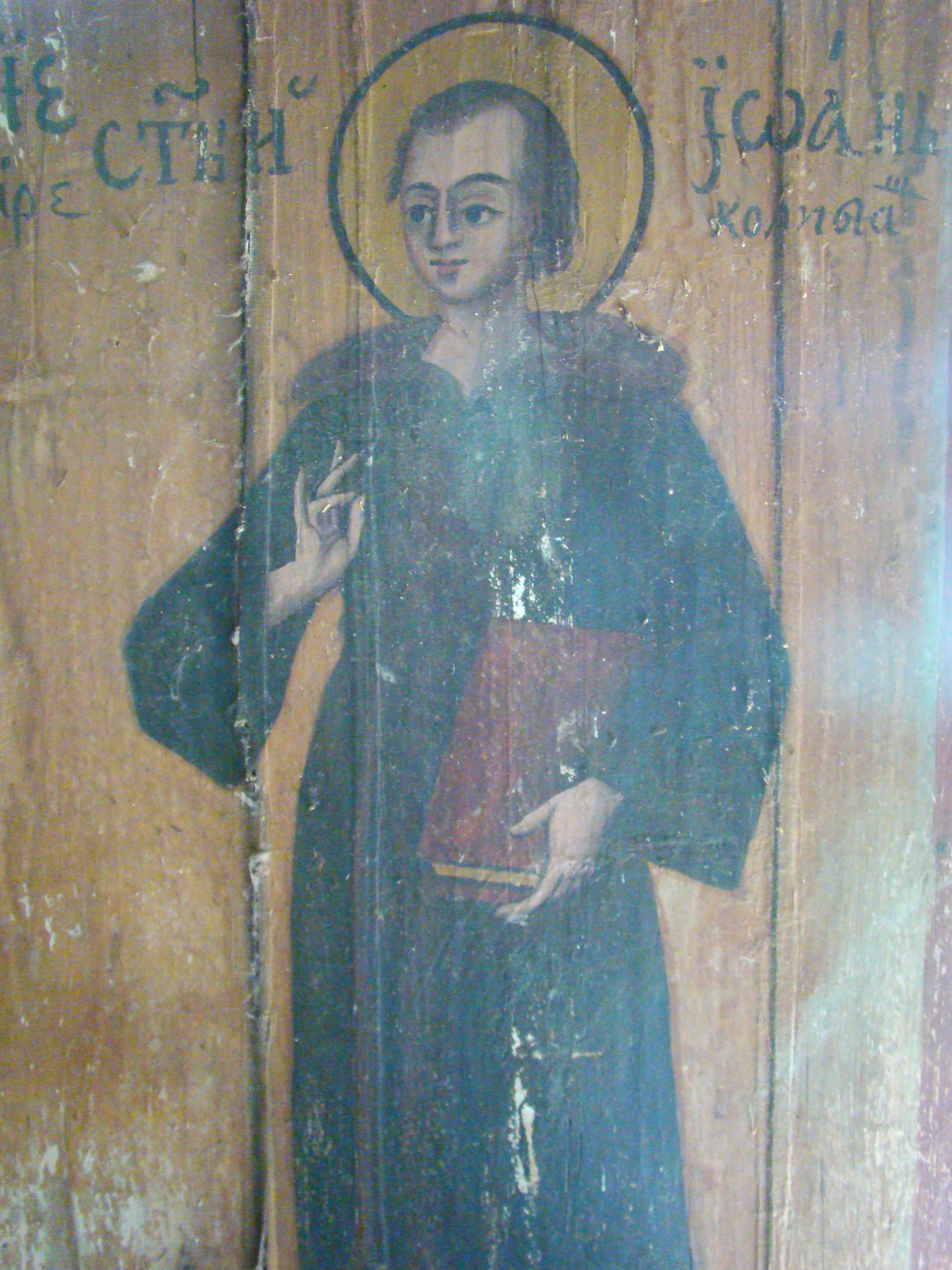
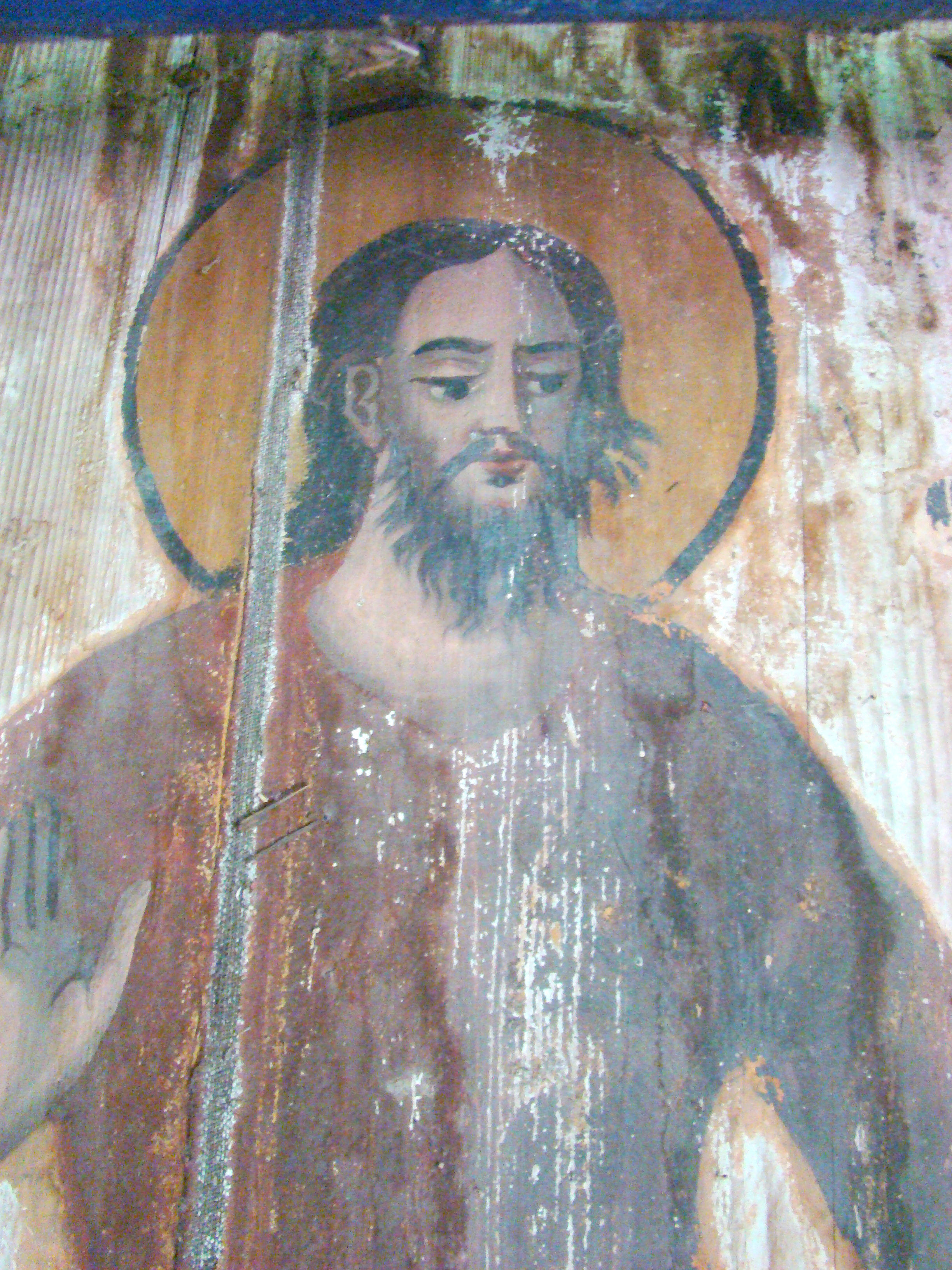
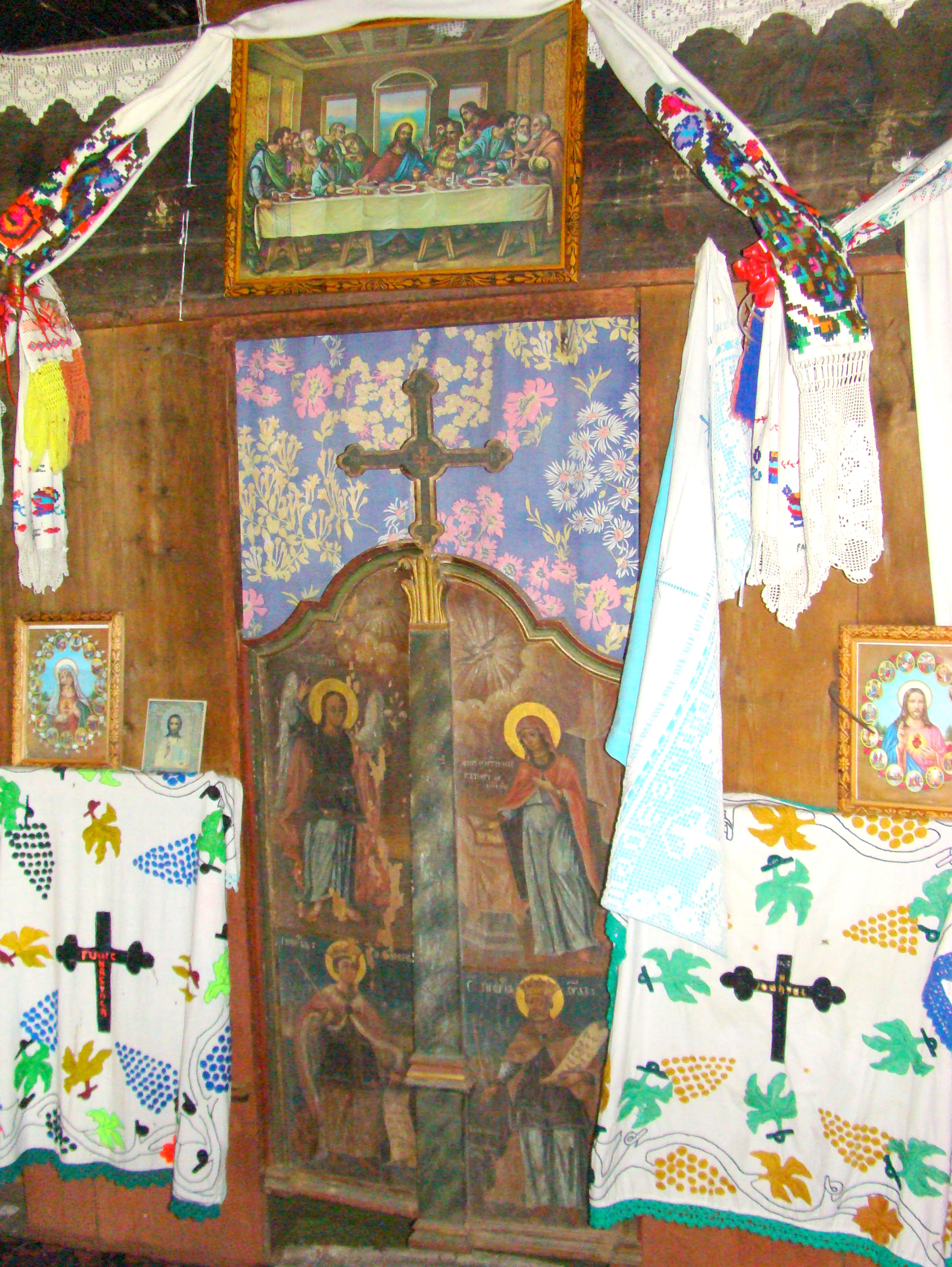
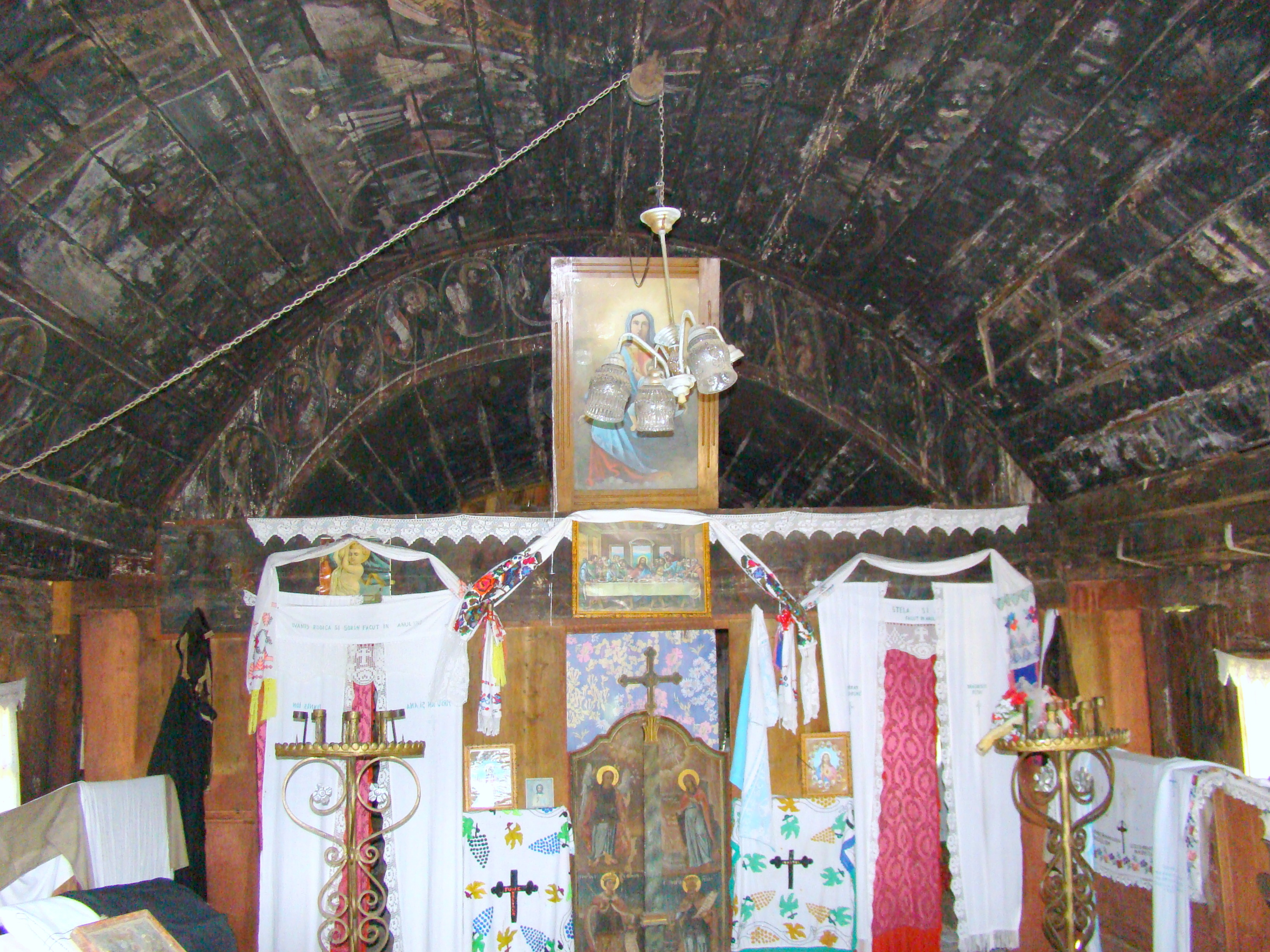
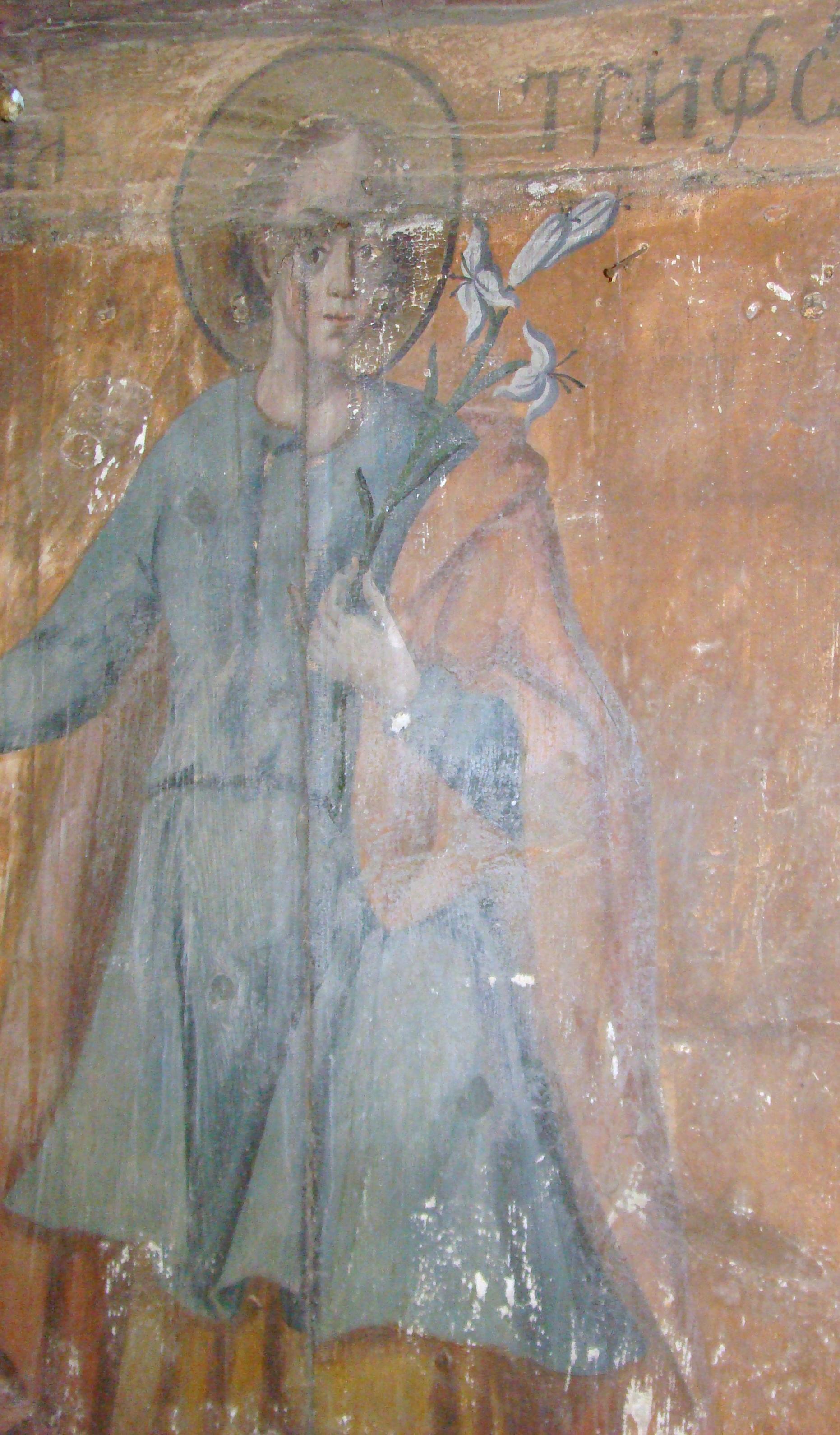
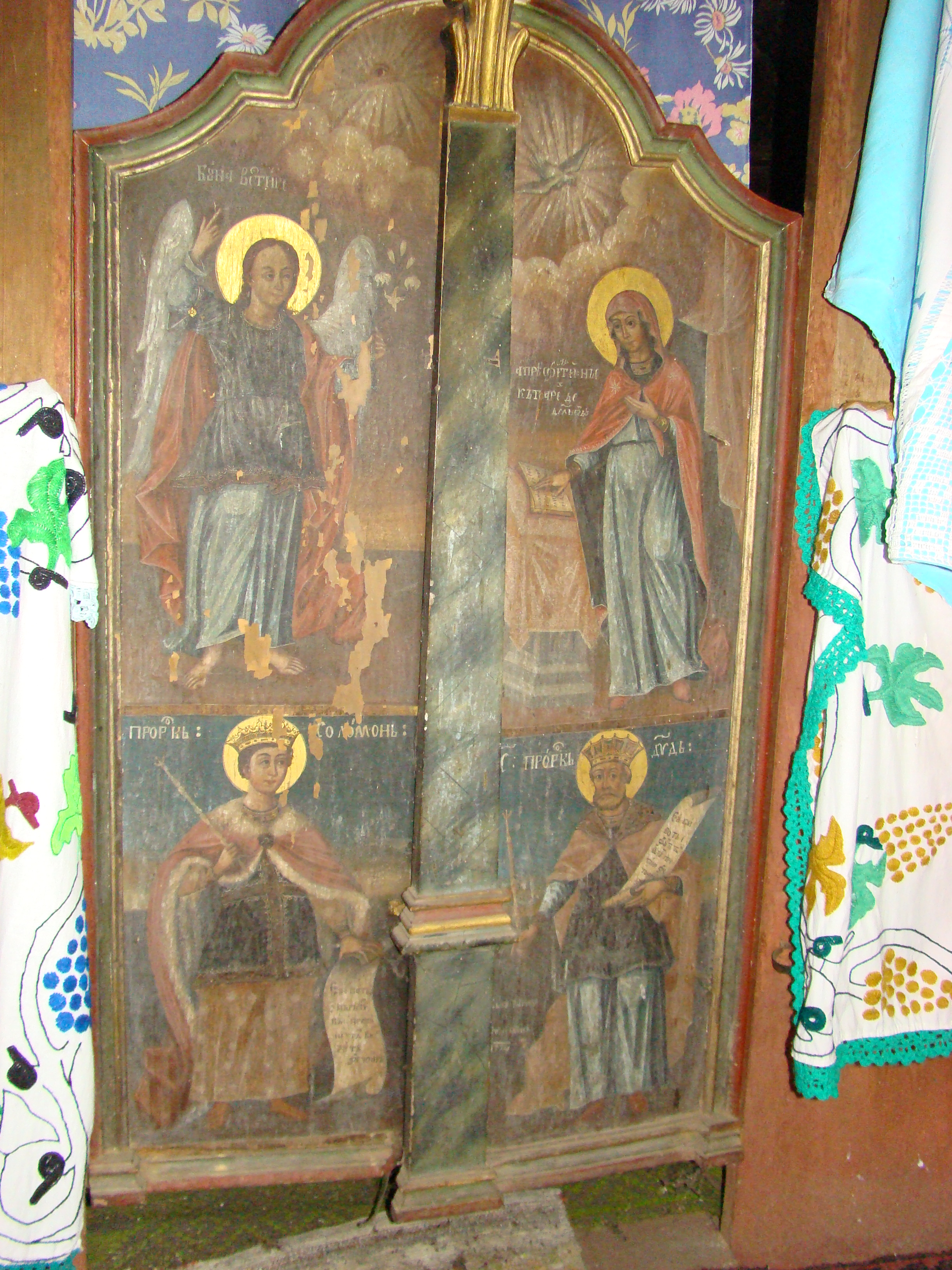
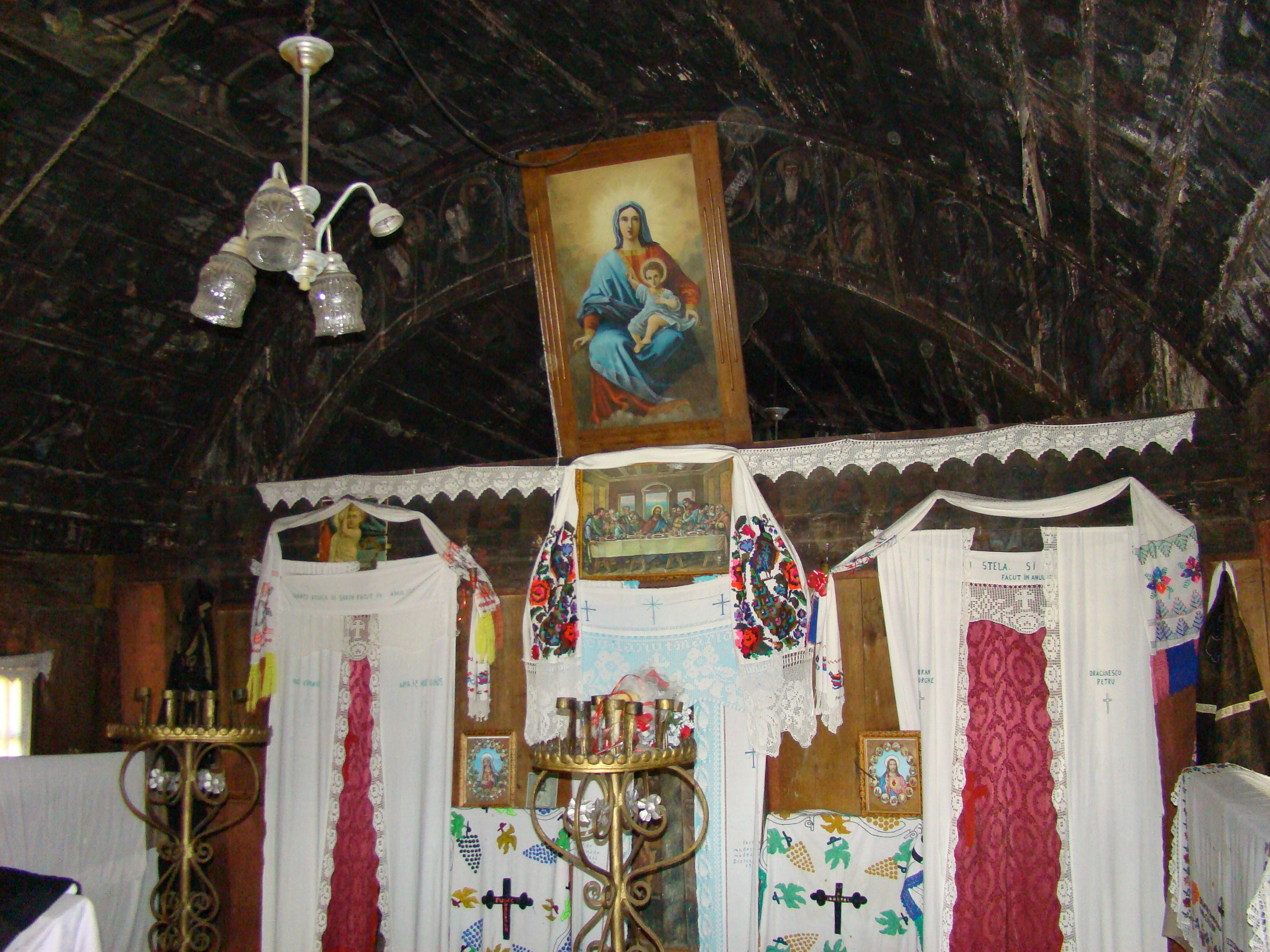
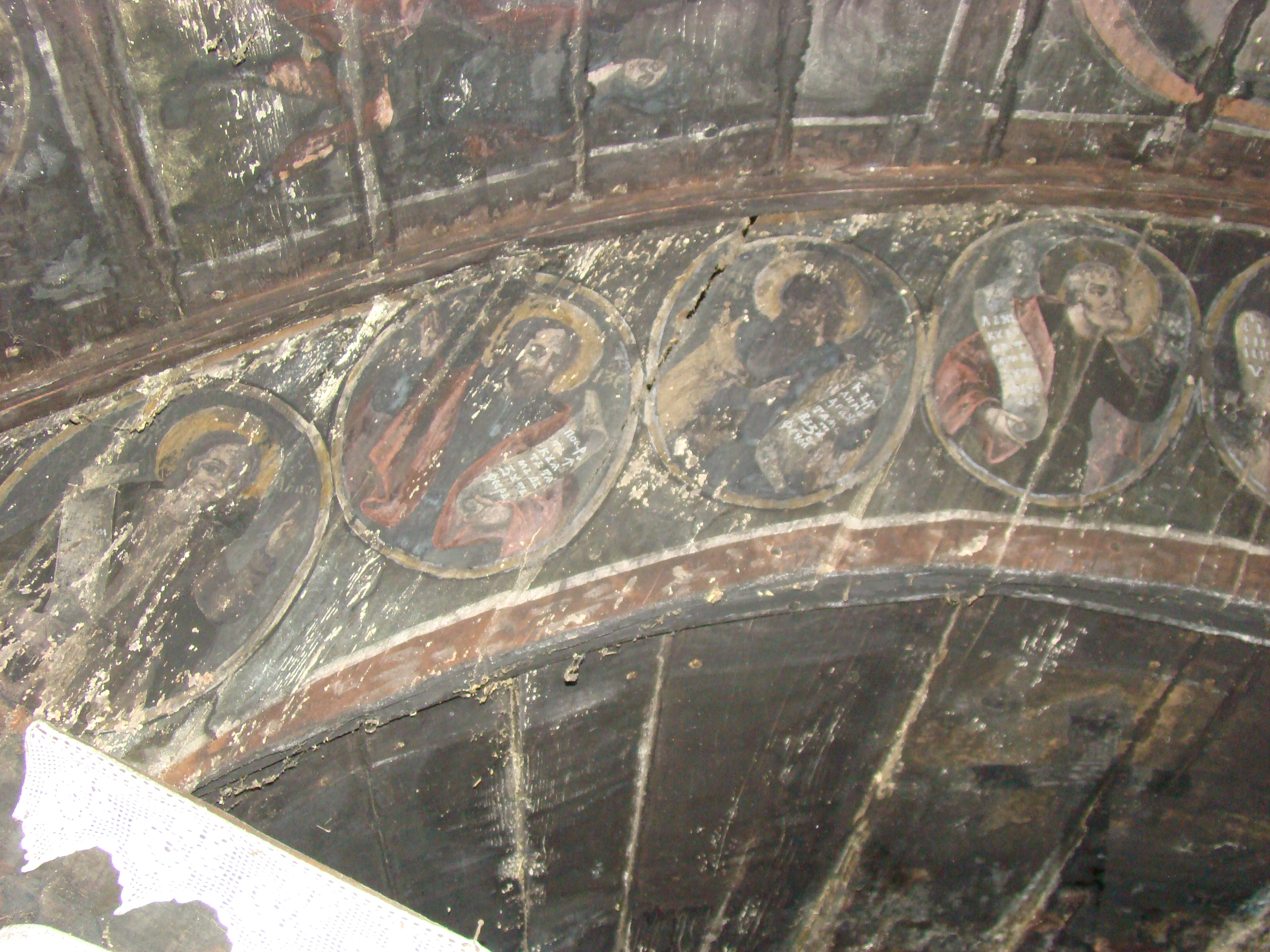
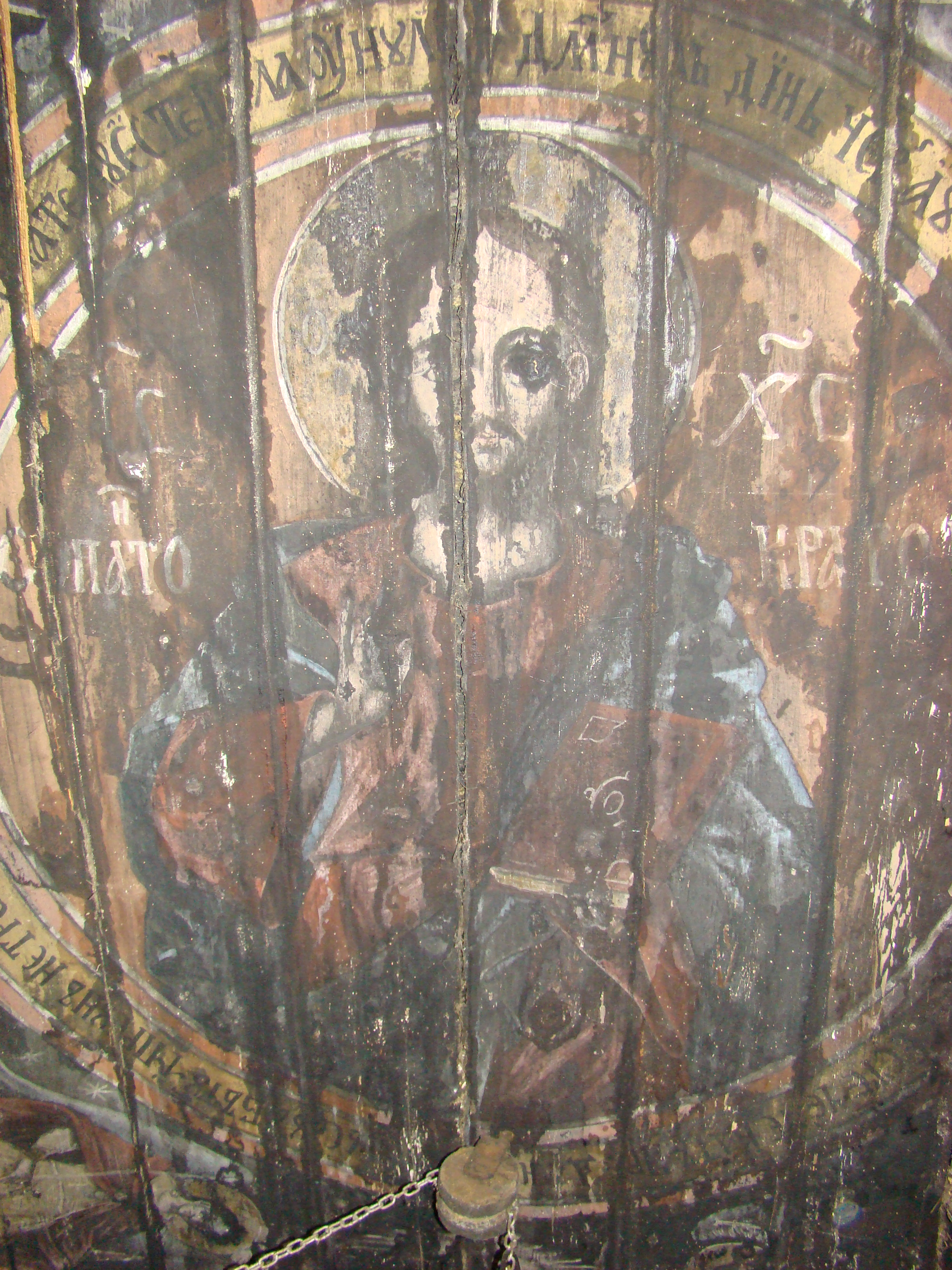
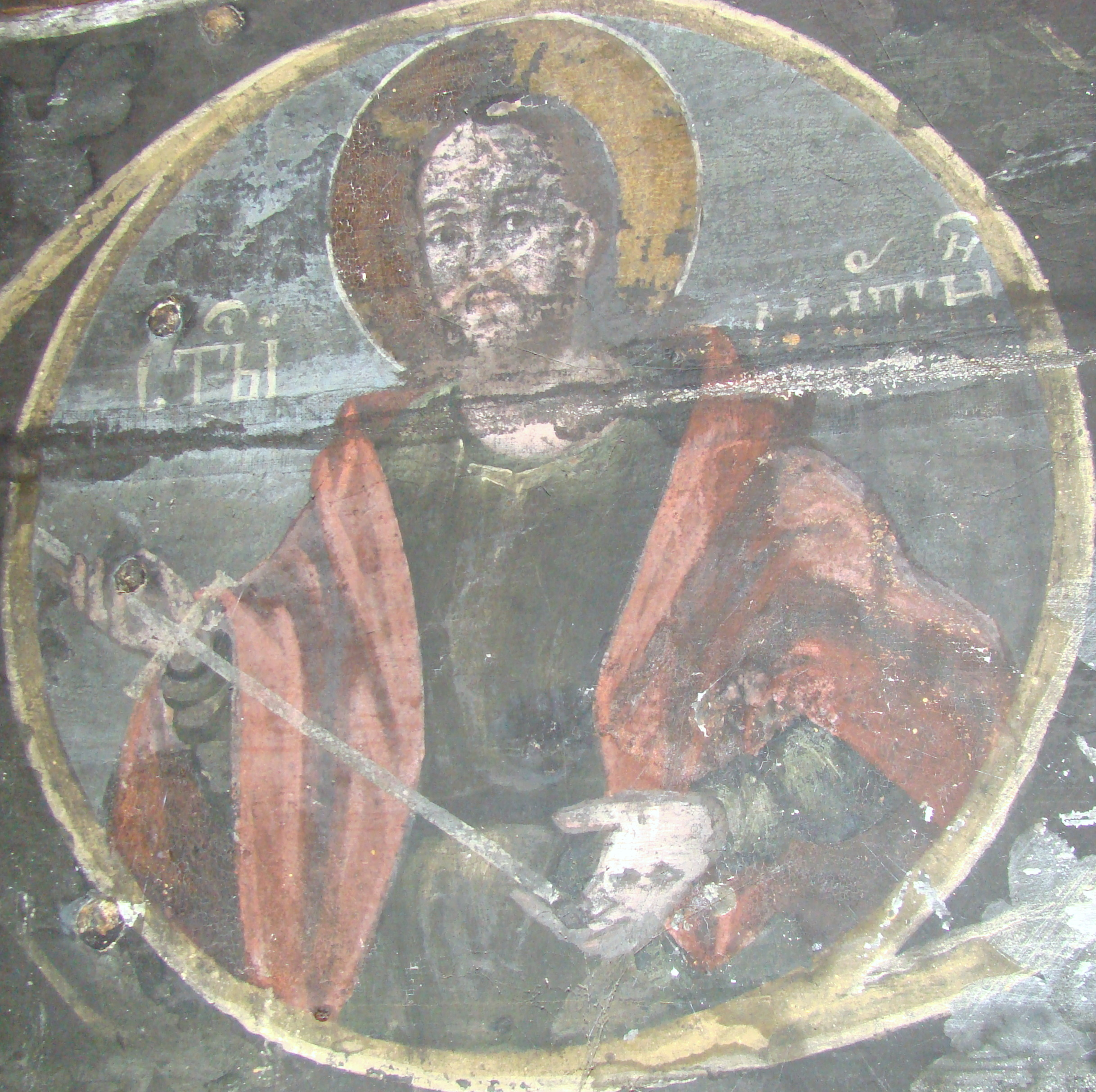
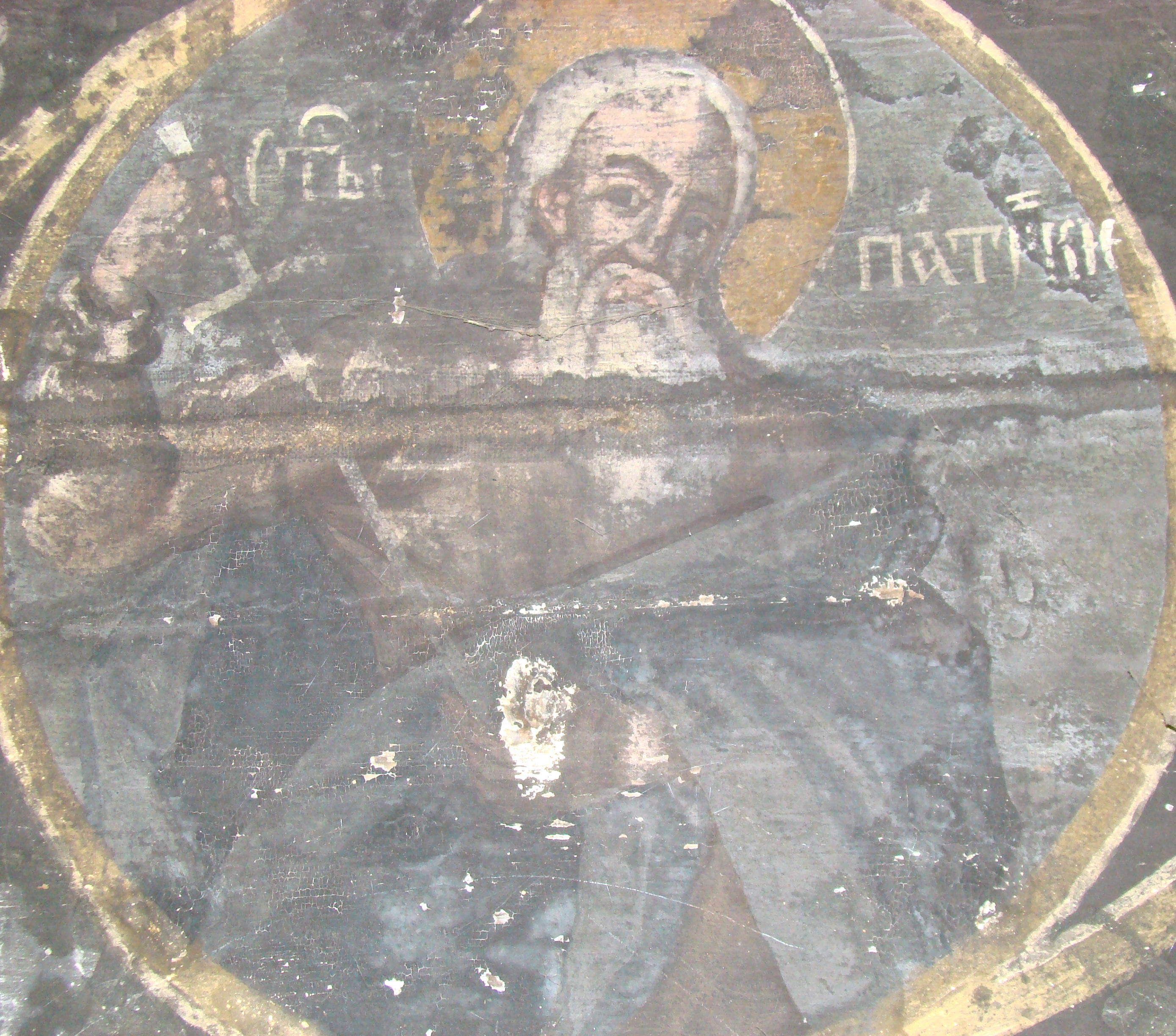
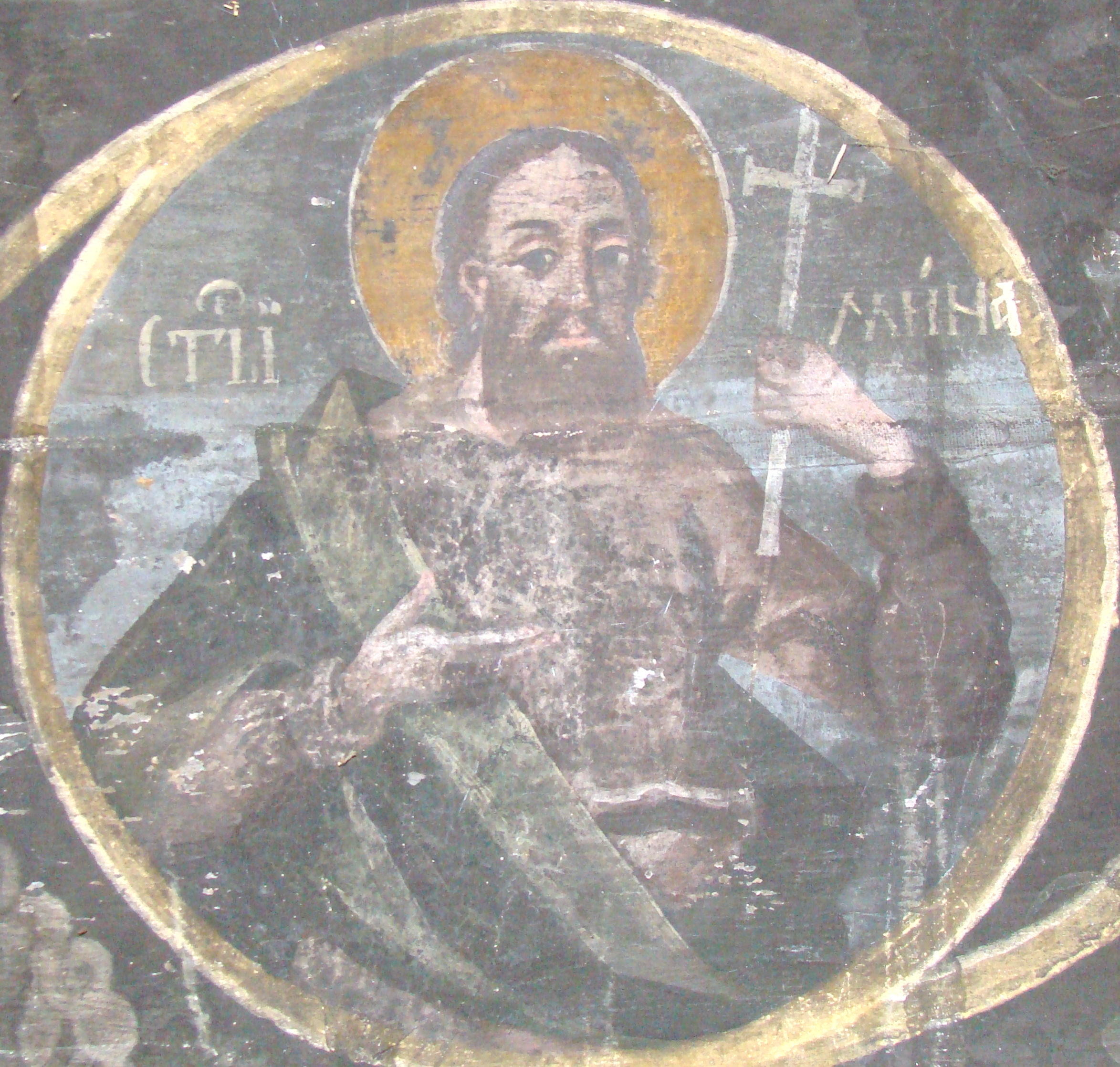
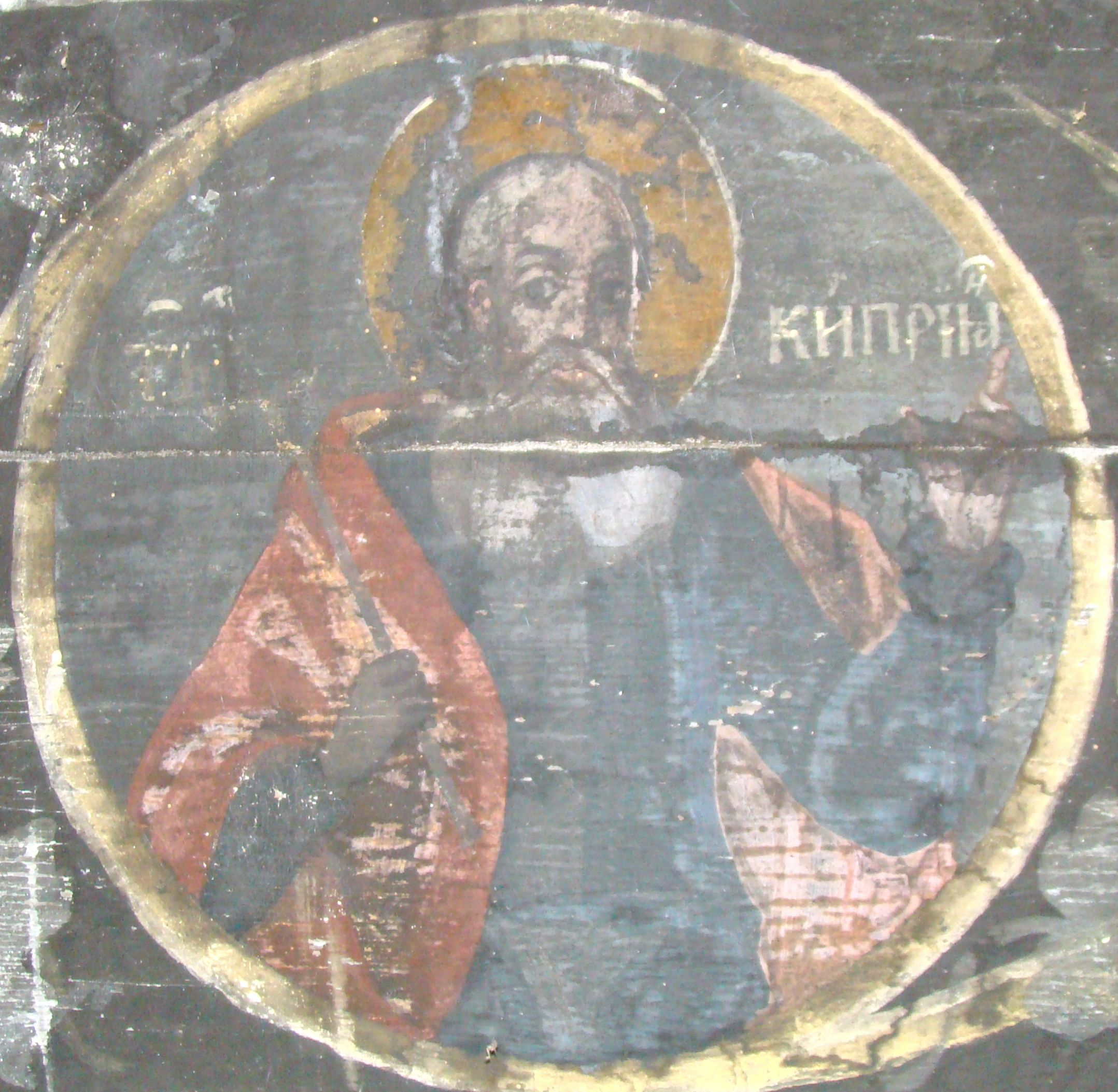
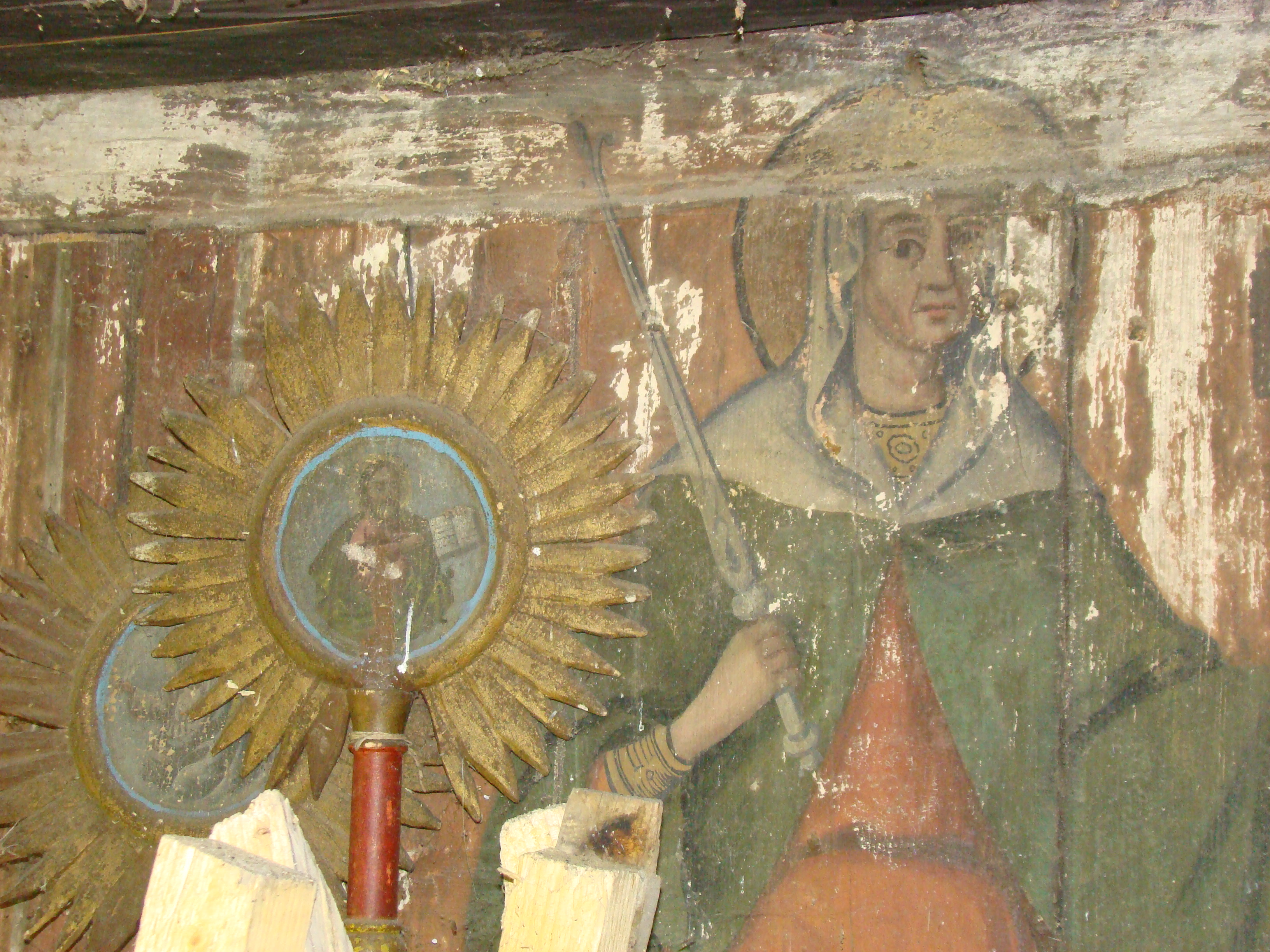
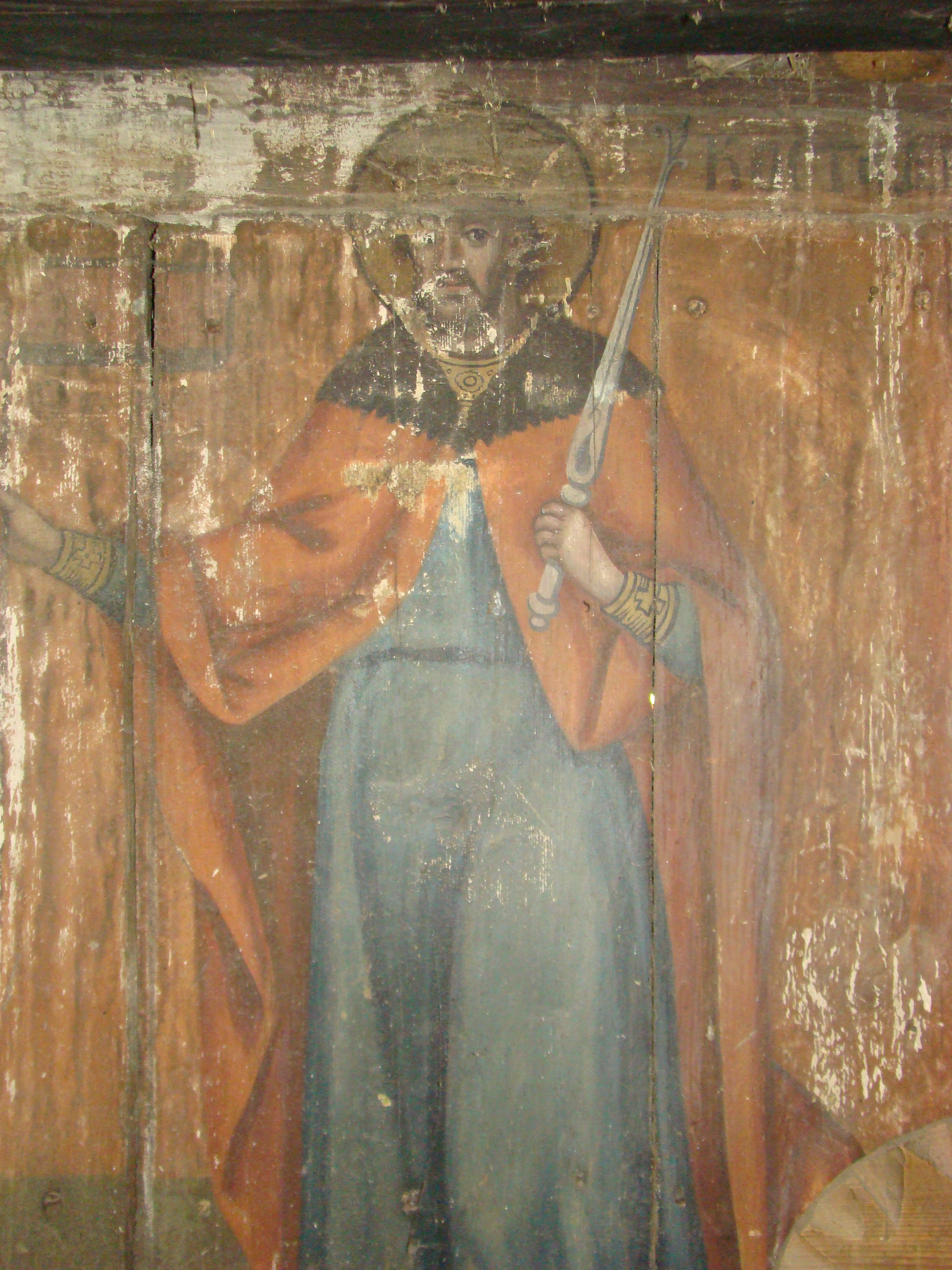
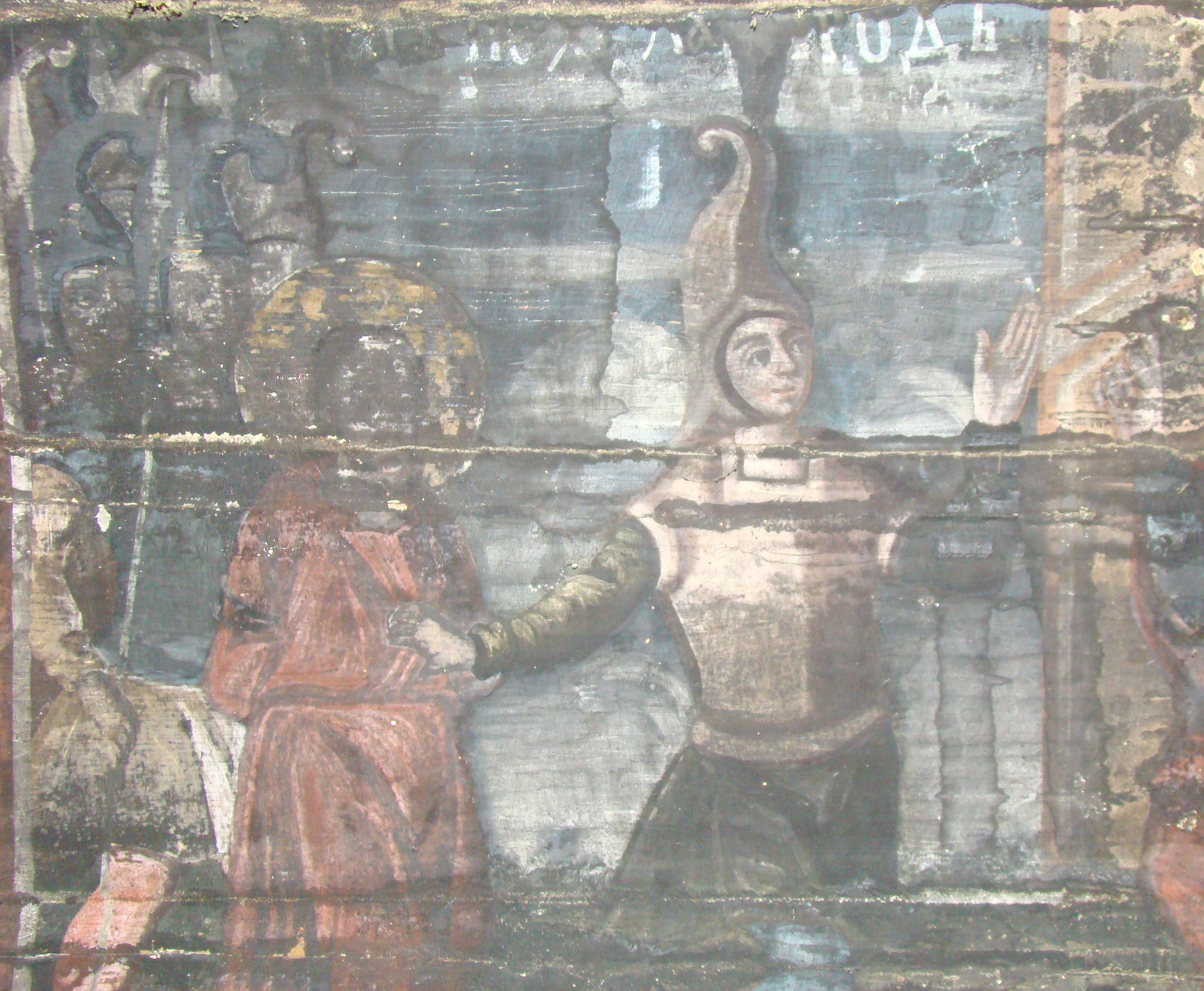
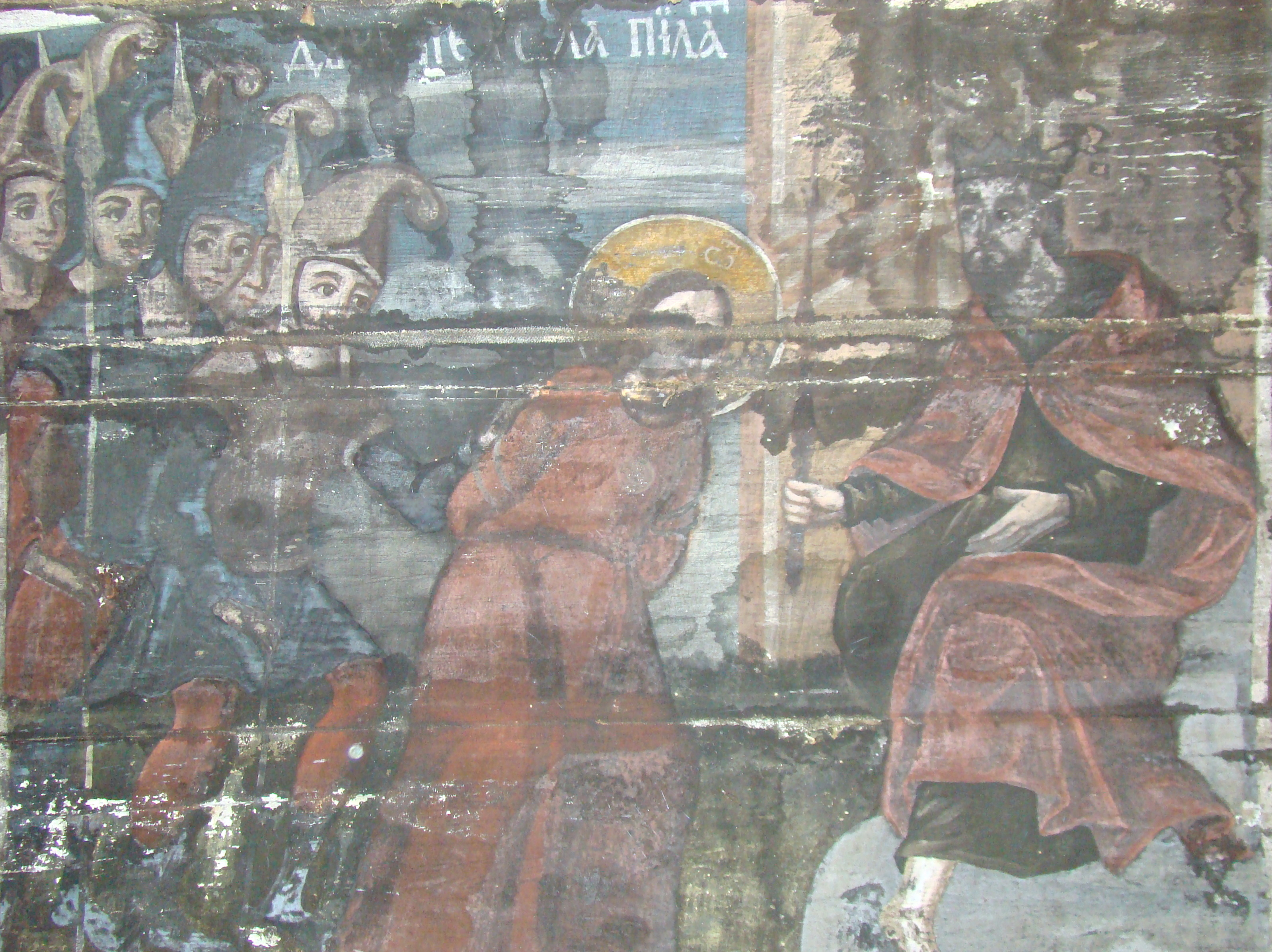
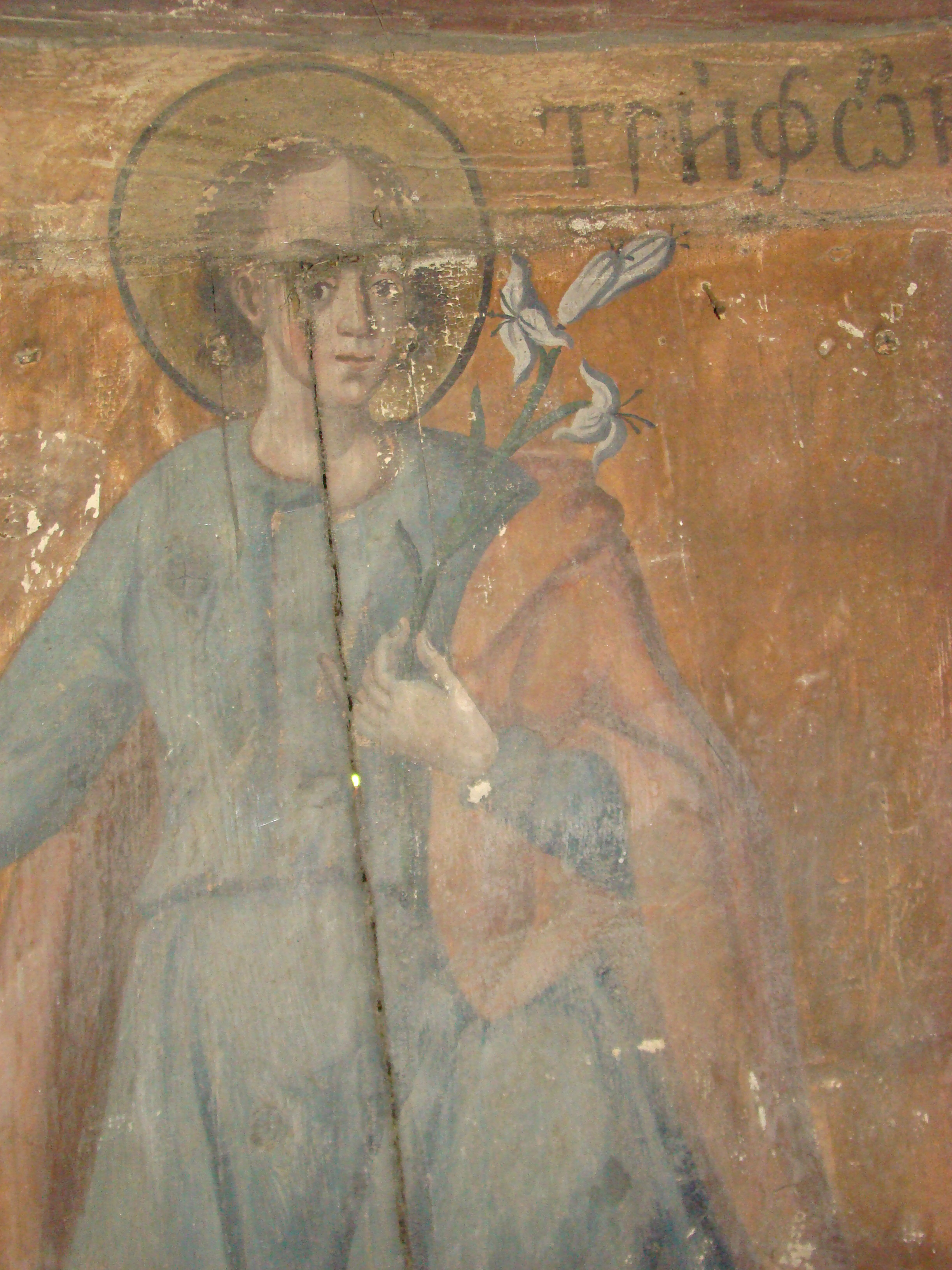
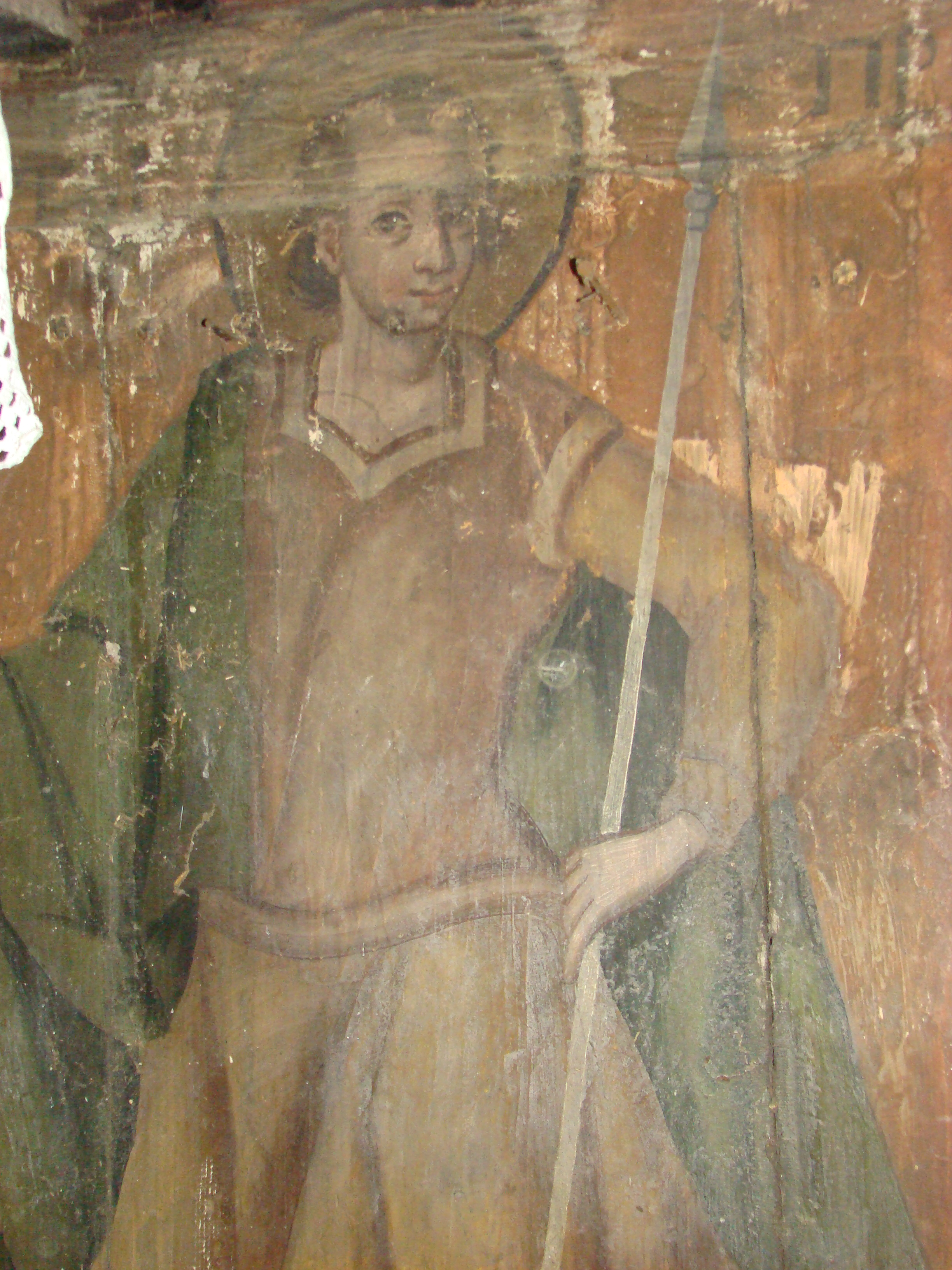
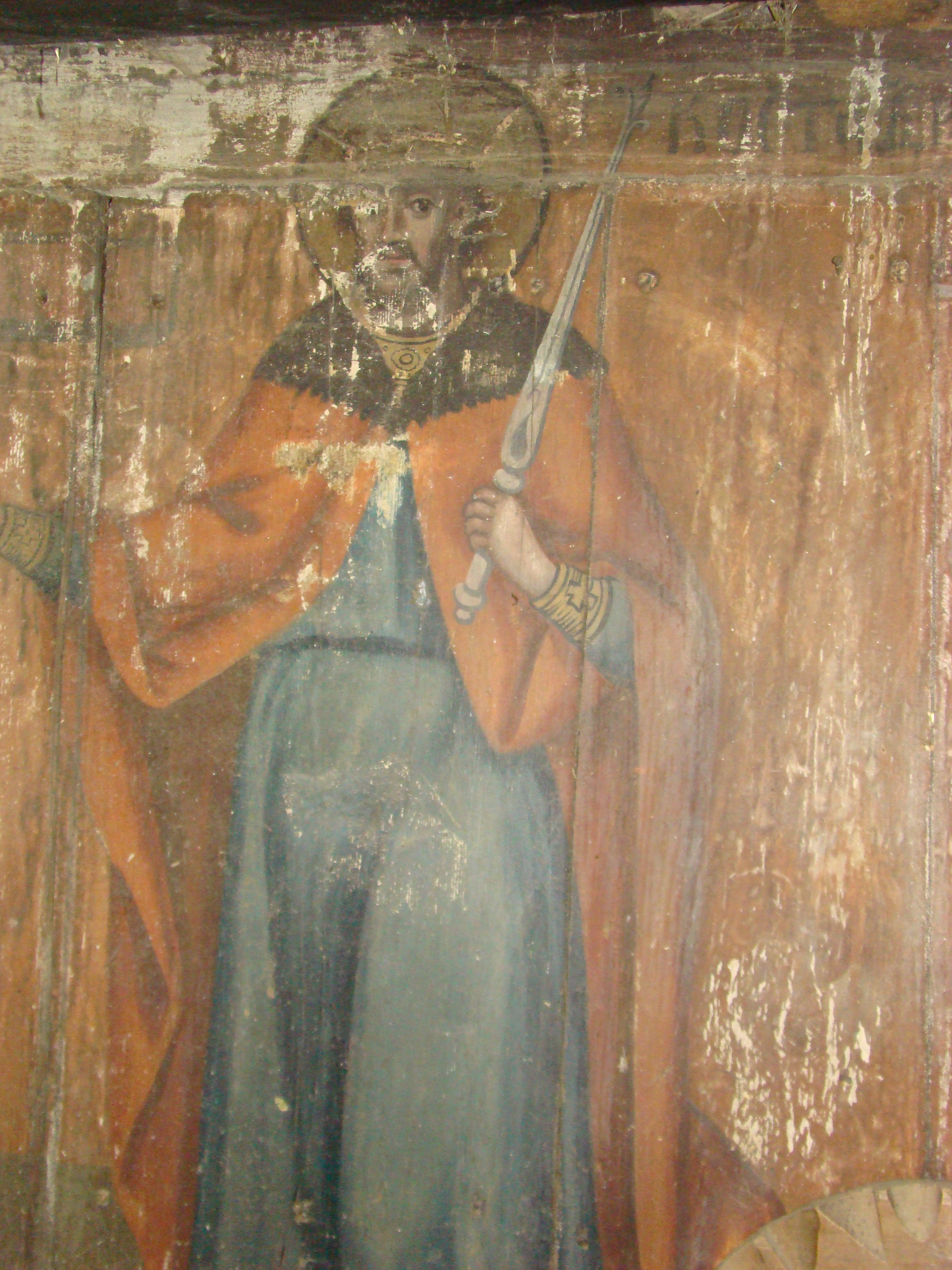
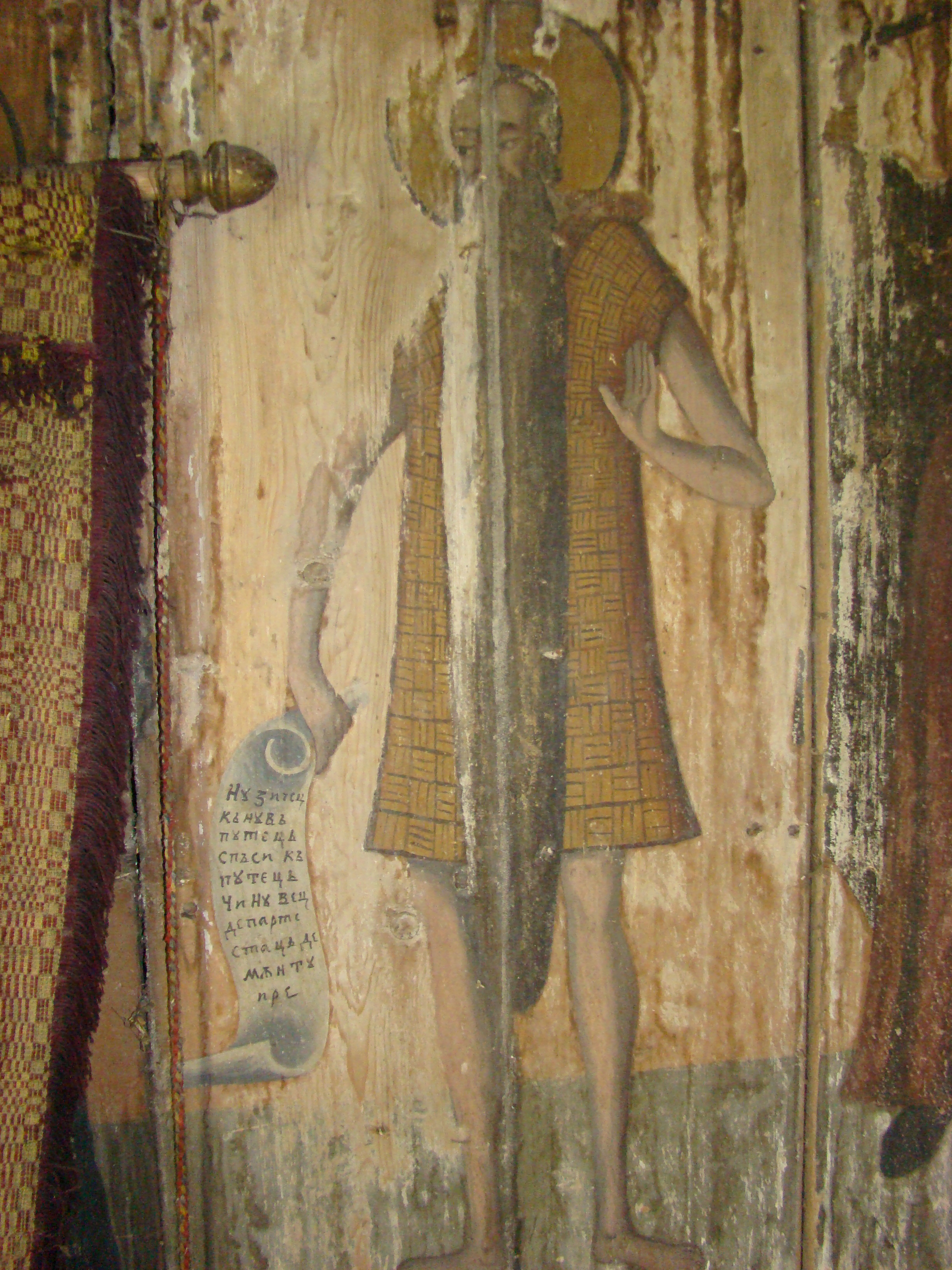
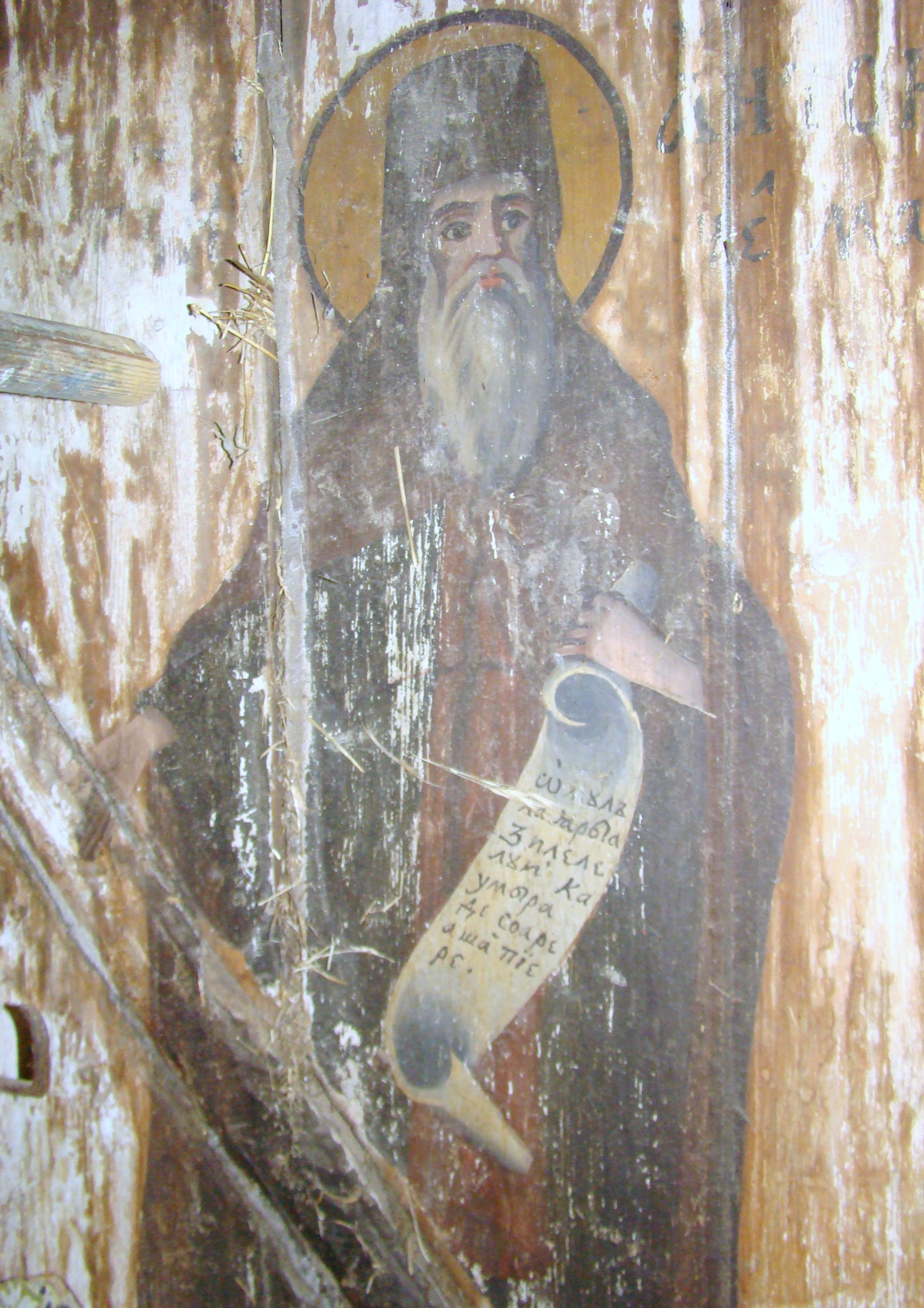
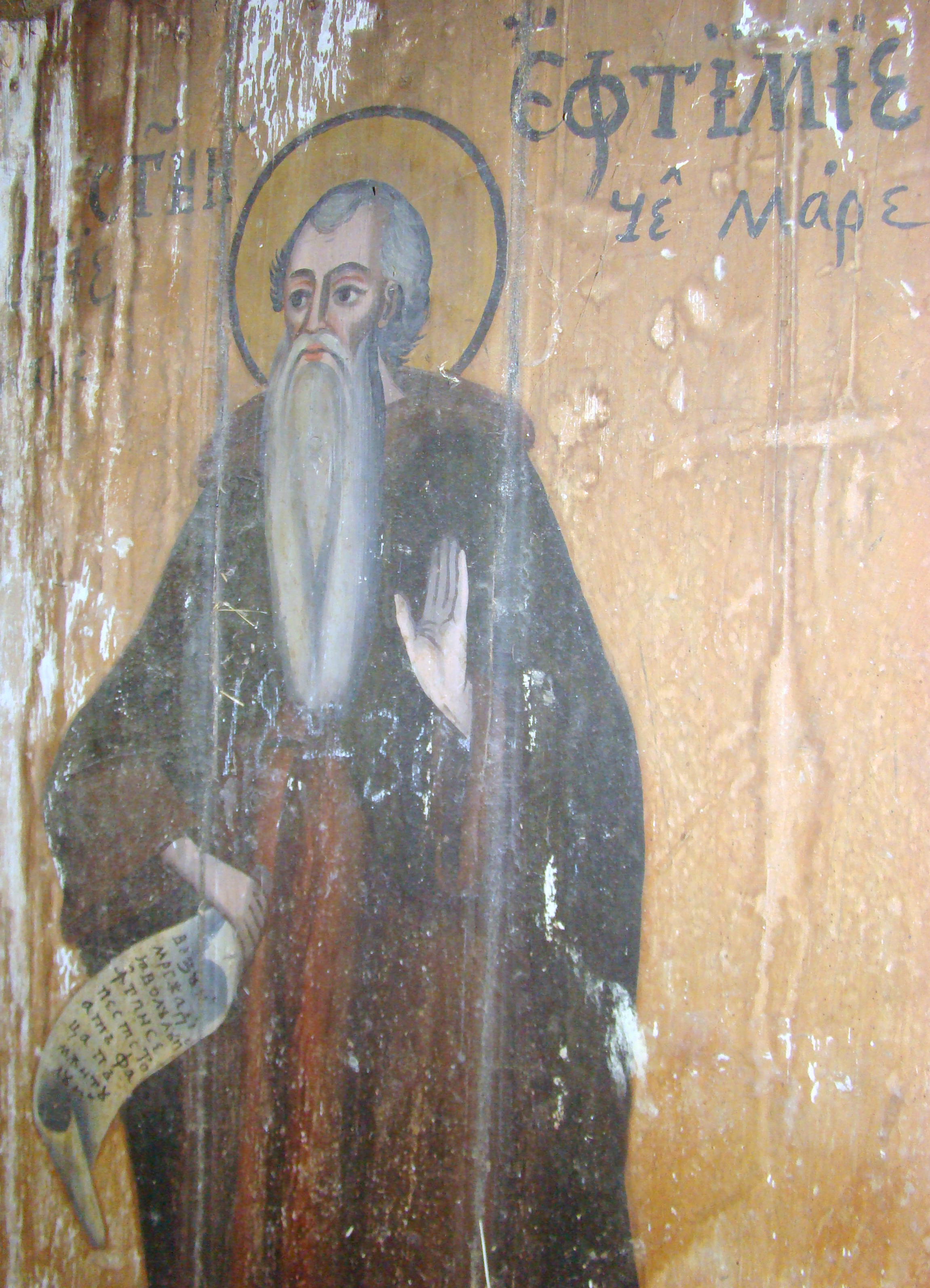
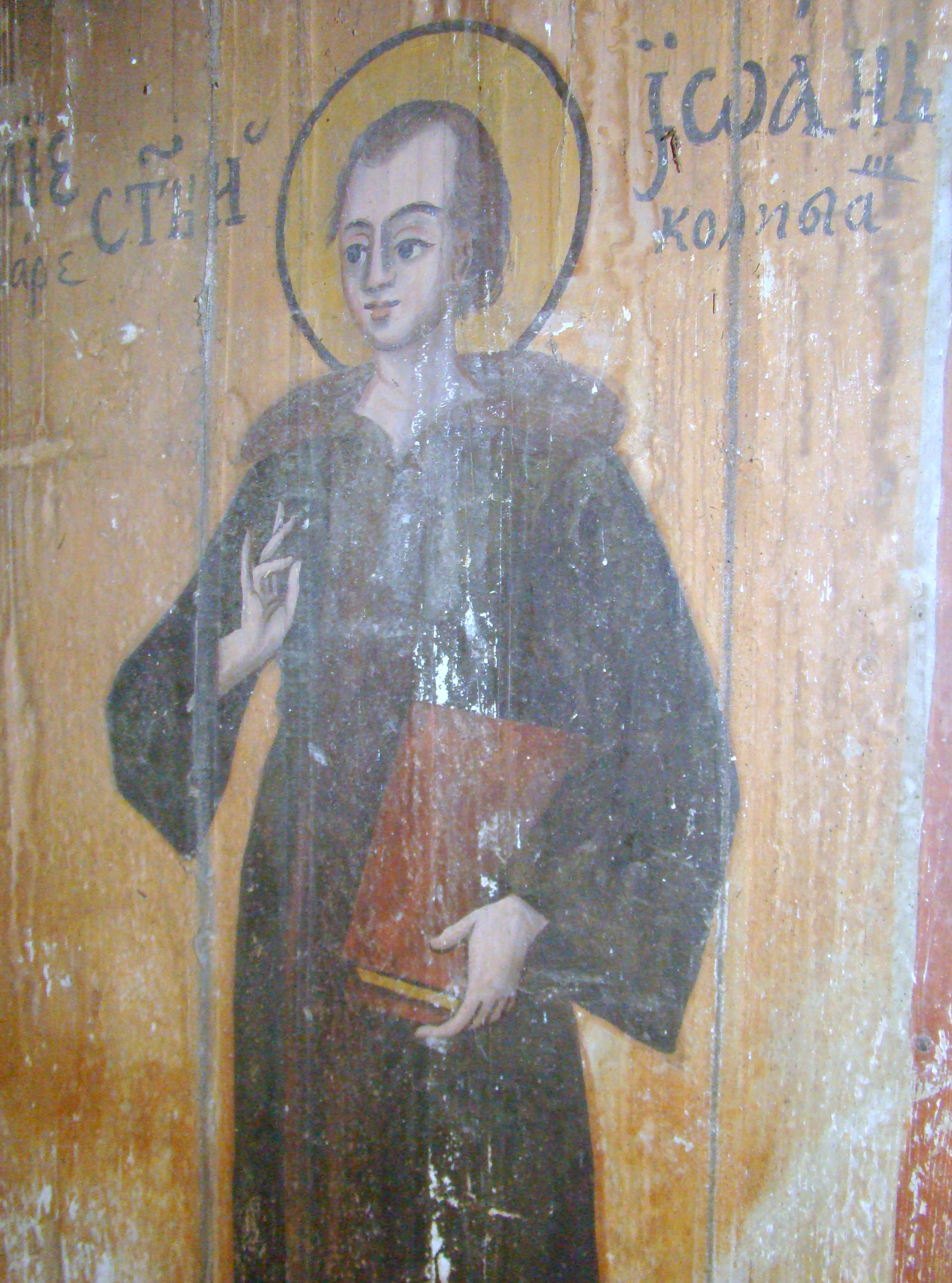
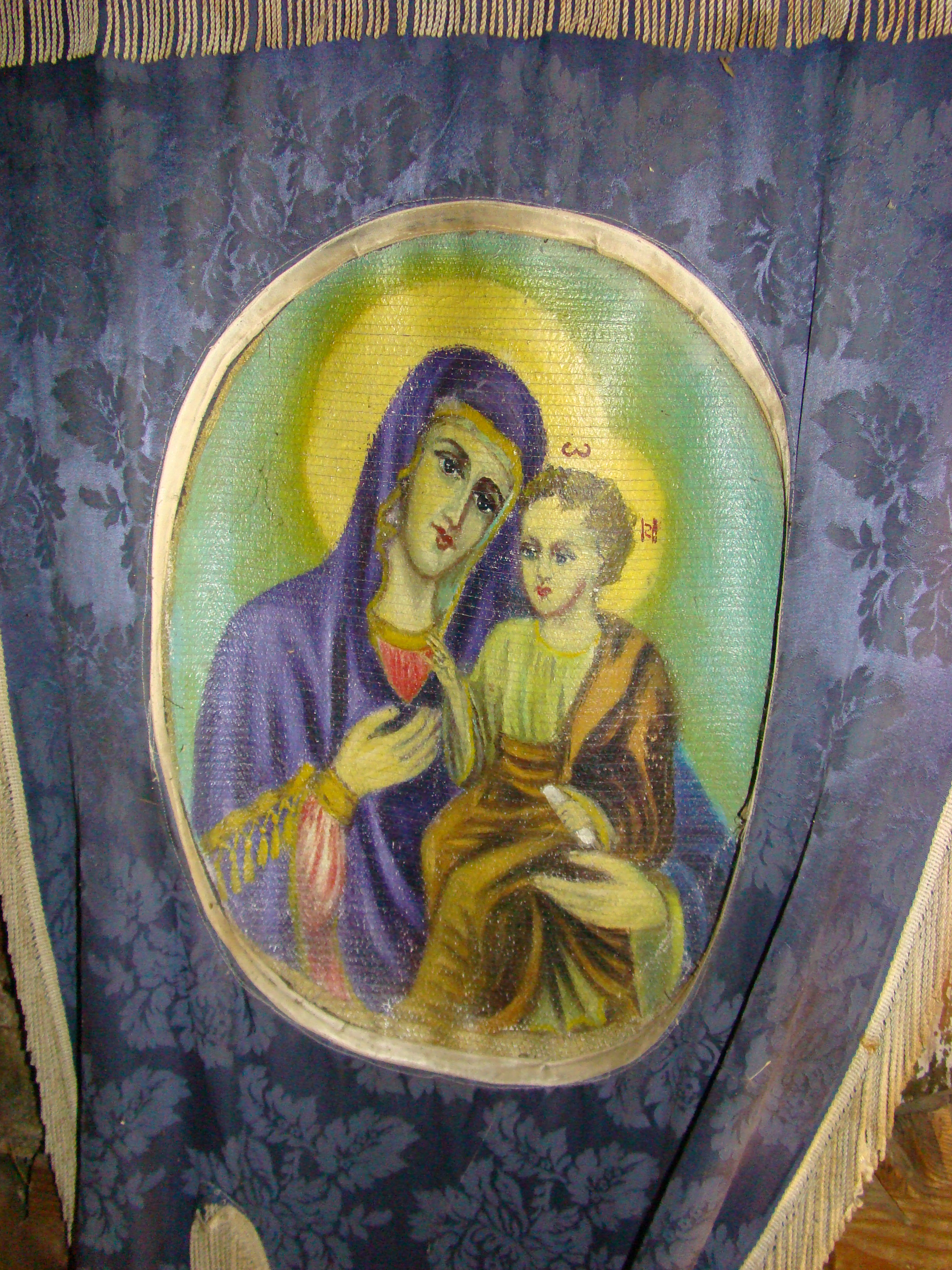
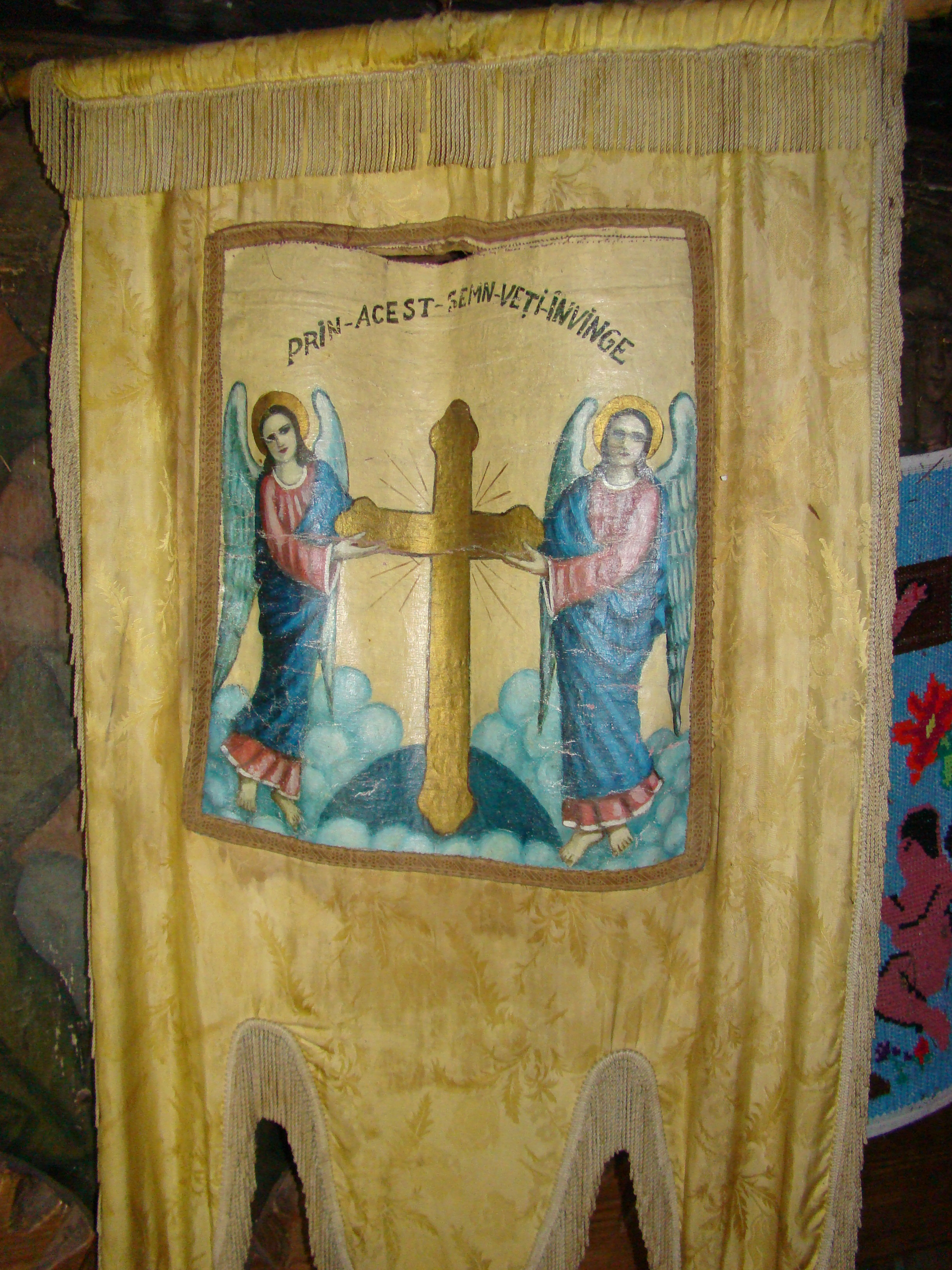
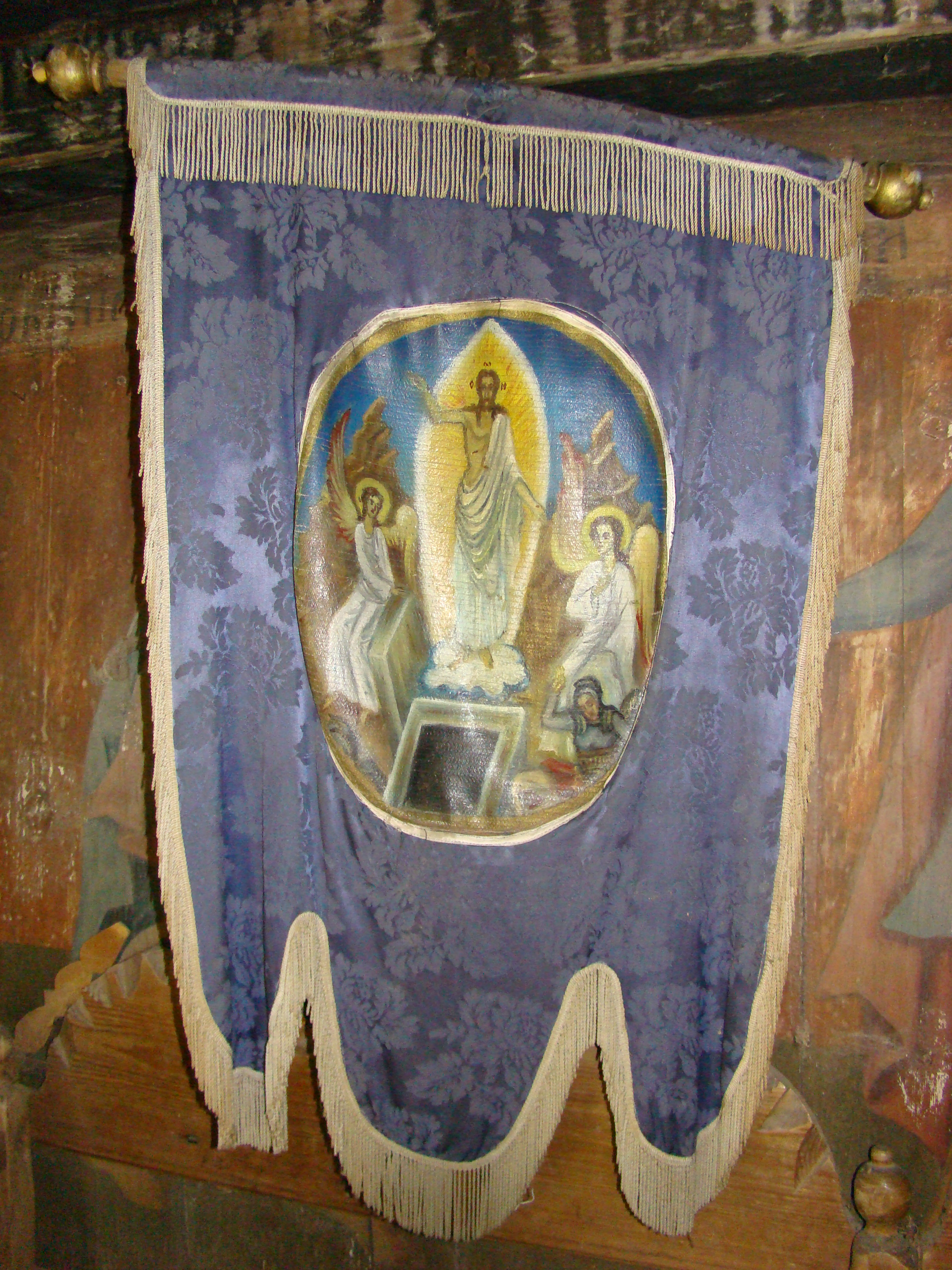
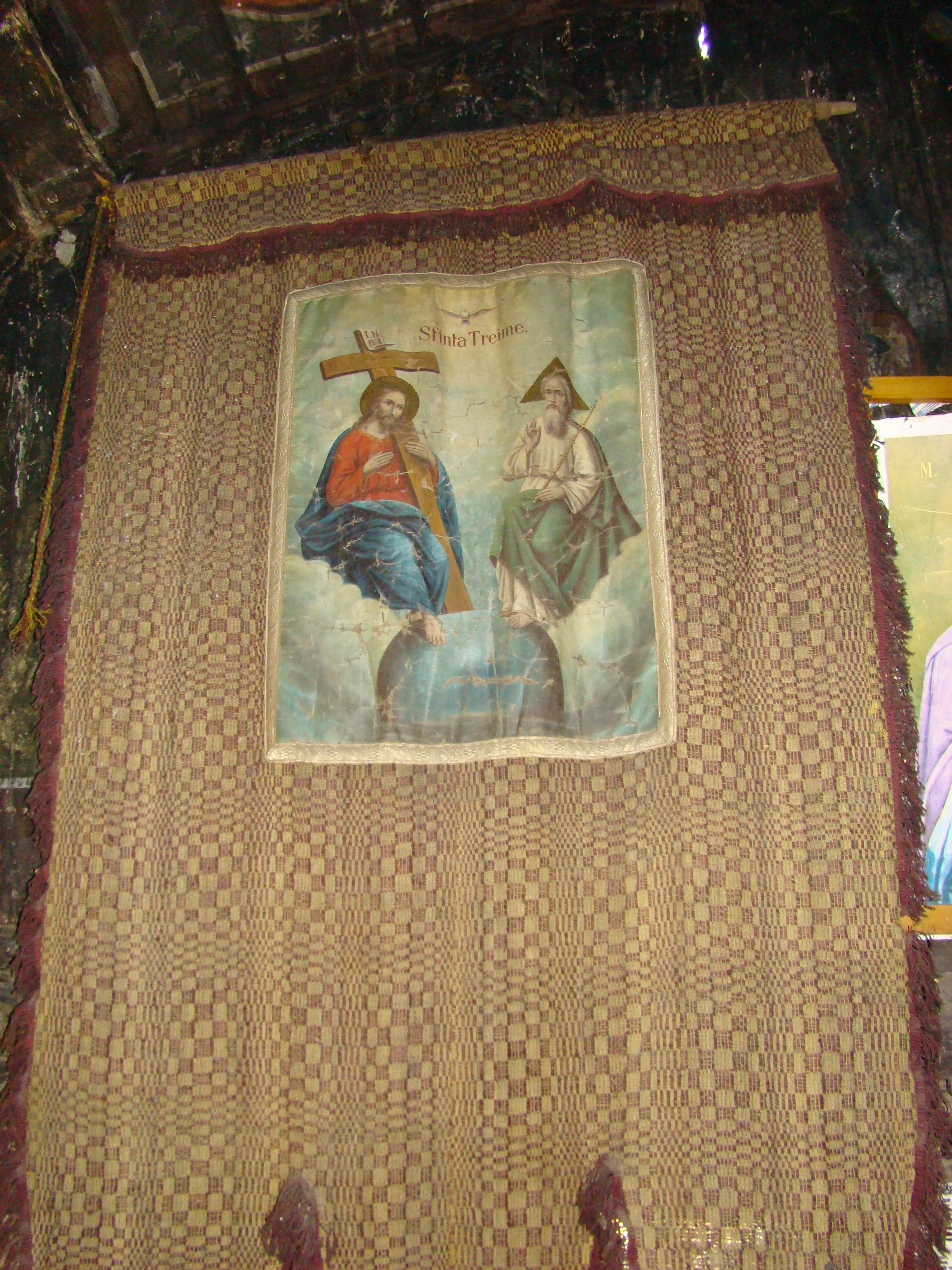
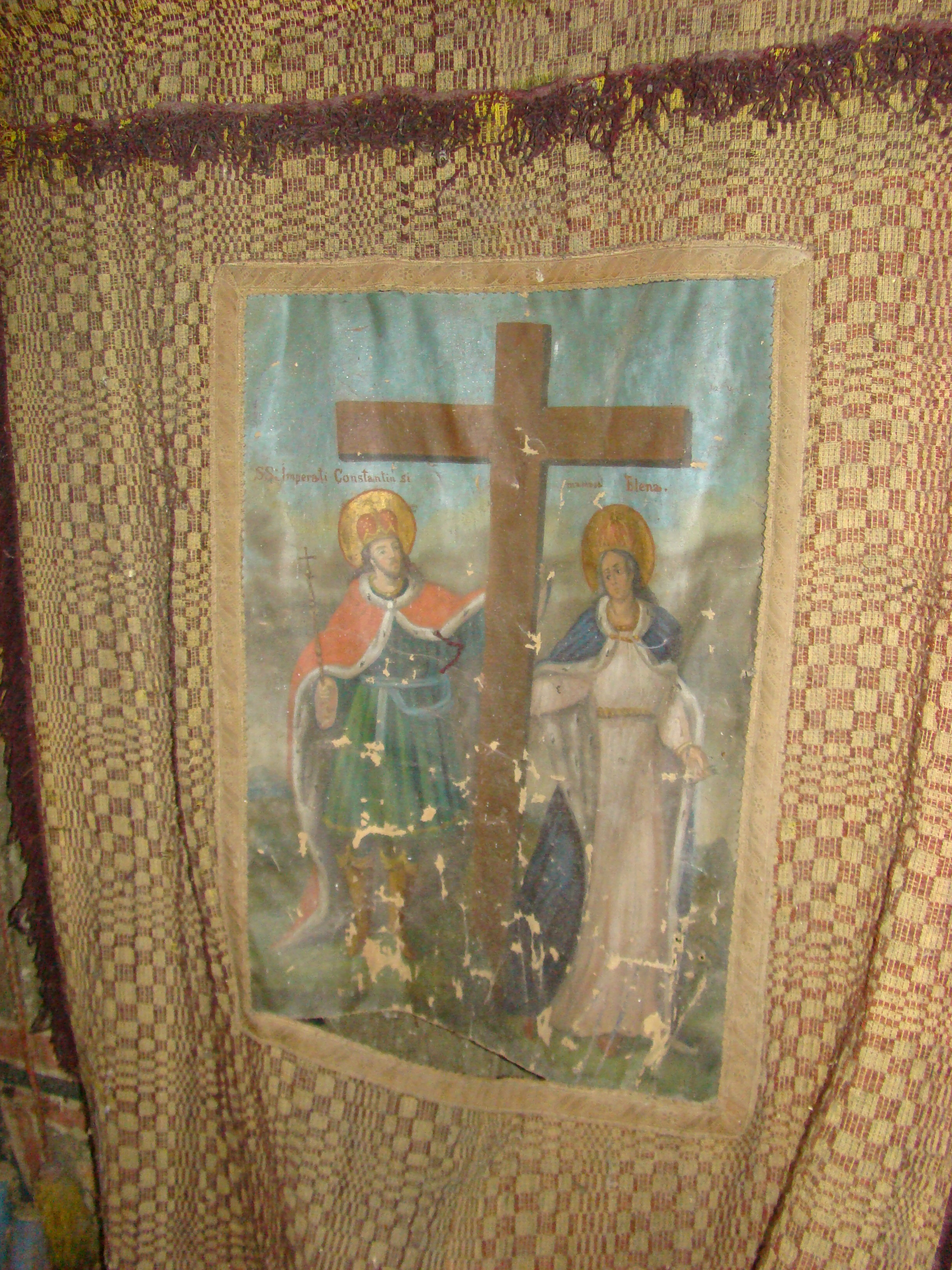
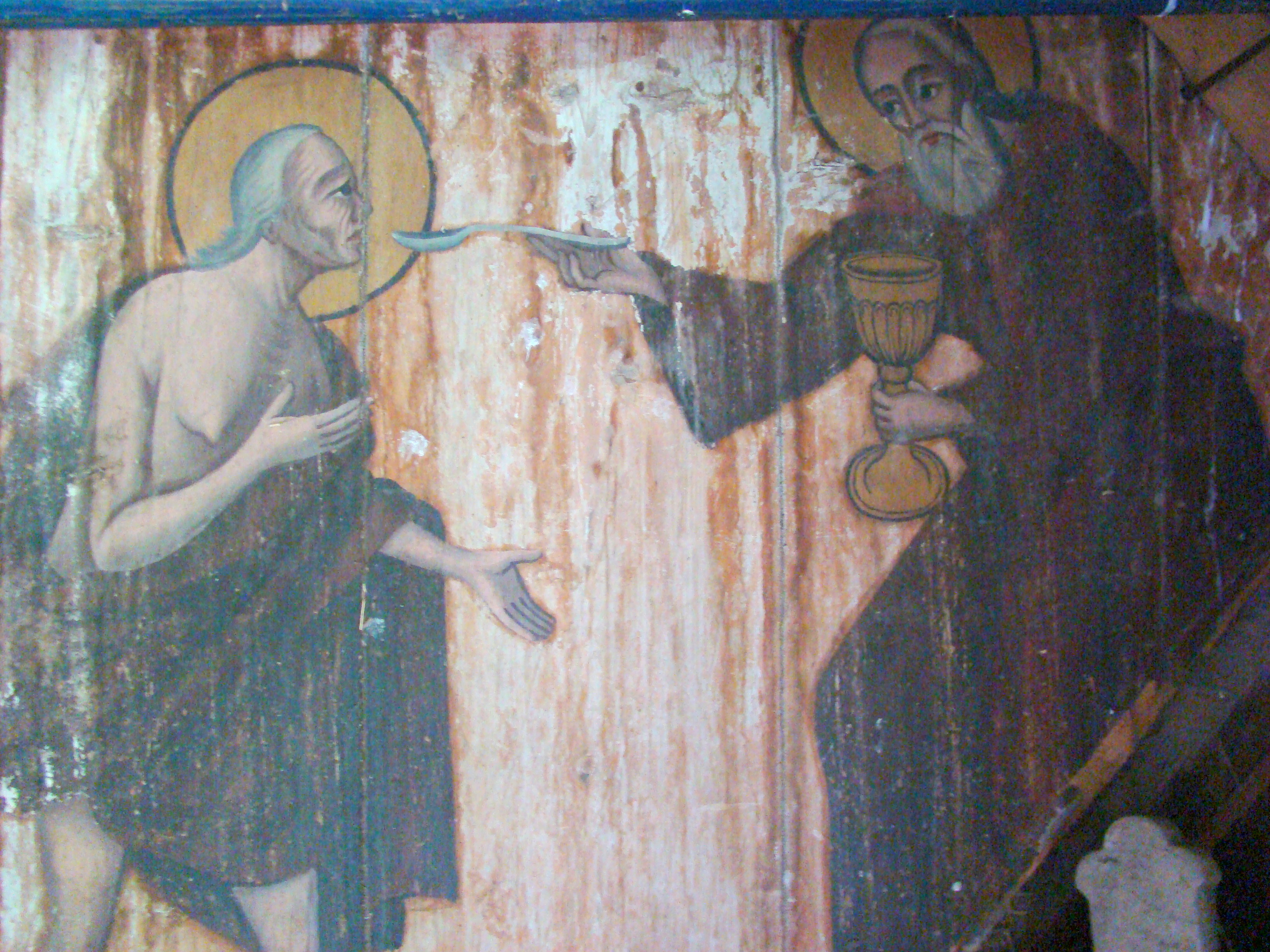
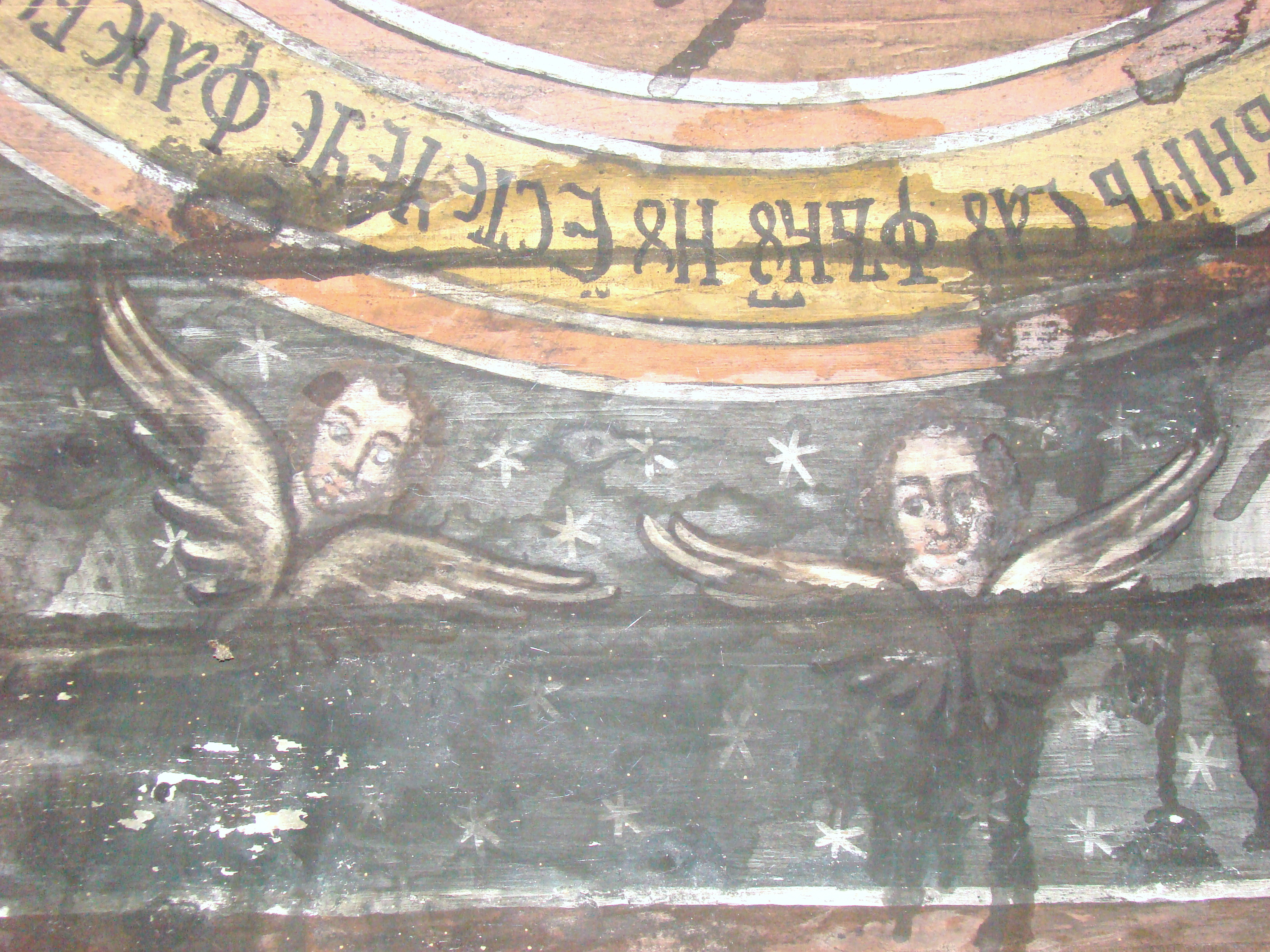